# Liste des églises de la Moselle
La liste des églises de la Moselle vise à situer les églises du département français de la Moselle. Il est fait état des diverses protections dont elles peuvent bénéficier, et notamment les inscriptions et classements au titre des monuments historiques.
En ce qui concerne le culte catholique, toutes les églises sont situées dans le diocèse de Metz.

## Statistiques

### Nombres
Le département de la Moselle comprend 725 communes au 1er janvier 2021.
Depuis 2022, le diocèse de Metz compte 649 paroisses.

## Classement
Le classement ci-après se fait par commune selon l'ordre alphabétique.
Il est fait état des diverses protections dont elles peuvent bénéficier, et notamment les inscriptions et classements au titre des monuments historiques.

## Liste

### Église catholique
| Église                                                                            | Commune                     | Adresse | Coordonnées                      | Notice         | Protection                                                                                       | Date        | Illustration                                                                      |
| --------------------------------------------------------------------------------- | --------------------------- | ------- | -------------------------------- | -------------- | ------------------------------------------------------------------------------------------------ | ----------- | --------------------------------------------------------------------------------- |
| Église Saint-Luc d'Aboncourt                                                      | Aboncourt                   |         | 49° 15′ 39″ nord, 6° 20′ 50″ est | « IA00038067 » |                                                                                                  |             | Église Saint-Luc d'Aboncourt                                                      |
| Église Saint-Pierre d'Aboncourt-sur-Seille                                        | Aboncourt-sur-Seille        |         | 48° 48′ 58″ nord, 6° 20′ 23″ est |                |                                                                                                  |             | Église Saint-Pierre d'Aboncourt-sur-Seille                                        |
| Église Saint-Pierre-aux-Liens d'Abreschviller                                     | Abreschviller               |         | 48° 38′ 15″ nord, 7° 05′ 45″ est | « IA57002061 » |                                                                                                  |             | Église Saint-Pierre-aux-Liens d'Abreschviller                                     |
| Église primitive Saint-Pierre d'Abreschviller                                     | Abreschviller               |         | 48° 38′ 20″ nord, 7° 05′ 37″ est | « IA57002066 » |                                                                                                  |             | Image manquante Téléverser                                                        |
| Église Saint-Michel d'Achain                                                      | Achain                      |         | 48° 54′ 50″ nord, 6° 35′ 32″ est |                |                                                                                                  |             | Église Saint-Michel d'Achain                                                      |
| Église Saint-Pierre d'Achen                                                       | Achen                       |         | 49° 02′ 39″ nord, 7° 10′ 58″ est | « IA00056138 » |                                                                                                  |             | Église Saint-Pierre d'Achen                                                       |
| Église Saint-Roch d'Adelange                                                      | Adelange                    |         | 49° 00′ 23″ nord, 6° 36′ 49″ est |                |                                                                                                  |             | Église Saint-Roch d'Adelange                                                      |
| Église Saint-Barthélemy d'Affléville                                              | Affléville                  |         | 49° 16′ 12″ nord, 5° 45′ 45″ est | « IA00034973 » |                                                                                                  |             | Église Saint-Barthélemy d'Affléville                                              |
| Église Saints-Côme-et-Damien d'Alaincourt-la-Côte                                 | Alaincourt-la-Côte          |         | 48° 53′ 53″ nord, 6° 20′ 23″ est |                |                                                                                                  |             | Église Saints-Côme-et-Damien d'Alaincourt-la-Côte                                 |
| Église Saint-Adelphe d'Albestroff                                                 | Albestroff                  |         | 48° 55′ 59″ nord, 6° 51′ 26″ est |                |                                                                                                  |             | Église Saint-Adelphe d'Albestroff                                                 |
| Église Saint-Jean-Baptiste d'Algrange                                             | Algrange                    |         | 49° 21′ 23″ nord, 6° 02′ 50″ est |                |                                                                                                  |             | Église Saint-Jean-Baptiste d'Algrange                                             |
| Église Saint-Pierre d'Allondrelle                                                 | Allondrelle-la-Malmaison    |         | 49° 30′ 34″ nord, 5° 33′ 58″ est | « IA00052585 » |                                                                                                  |             | Église Saint-Pierre d'Allondrelle                                                 |
| Église Saint-Nicolas de la Malmaison                                              | Allondrelle-la-Malmaison    |         | 49° 30′ 55″ nord, 5° 34′ 50″ est |                |                                                                                                  |             | Église Saint-Nicolas de la Malmaison                                              |
| Église Saint-Pierre d'Alsting                                                     | Alsting                     |         | 49° 10′ 44″ nord, 7° 00′ 00″ est |                |                                                                                                  |             | Église Saint-Pierre d'Alsting                                                     |
| Église Saint-Pierre d'Altrippe                                                    | Altrippe                    |         | 49° 01′ 45″ nord, 6° 49′ 16″ est |                |                                                                                                  |             | Église Saint-Pierre d'Altrippe                                                    |
| Église Saint-Remi d'Altviller                                                     | Altviller                   |         | 49° 04′ 21″ nord, 6° 43′ 54″ est | « IA00036991 » |                                                                                                  |             | Église Saint-Remi d'Altviller                                                     |
| Église Saint-Clément d'Amanvillers                                                | Amanvillers                 |         | 49° 10′ 03″ nord, 6° 02′ 33″ est |                |                                                                                                  |             | Église Saint-Clément d'Amanvillers                                                |
| Église Saint-Martin d'Amelécourt                                                  | Amelécourt                  |         | 48° 50′ 23″ nord, 6° 30′ 06″ est |                |                                                                                                  |             | Église Saint-Martin d'Amelécourt                                                  |
| Église Saint-Joseph d'Amnéville                                                   | Amnéville                   |         | 49° 15′ 37″ nord, 6° 08′ 29″ est |                |                                                                                                  |             | Église Saint-Joseph d'Amnéville                                                   |
| Église Saint-Martin de Malancourt-la-Montagne                                     | Amnéville                   |         | 49° 13′ 11″ nord, 6° 03′ 39″ est |                |                                                                                                  |             | Église Saint-Martin de Malancourt-la-Montagne                                     |
| Ancienne église d'Amnéville                                                       | Amnéville                   |         | à géolocaliser                   |                |                                                                                                  |             | Ancienne église d'Amnéville                                                       |
| Église Saint-Michel d'Ancerville                                                  | Ancerville                  |         | 49° 01′ 50″ nord, 6° 23′ 11″ est |                |                                                                                                  |             | Église Saint-Michel d'Ancerville                                                  |
| Église Saint-Clément de Dornot                                                    | Ancy-Dornot                 |         | 49° 02′ 52″ nord, 6° 03′ 18″ est |                |                                                                                                  |             | Église Saint-Clément de Dornot                                                    |
| Église de l'Assomption-de-la-Bienheureuse-Vierge-Marie d'Ancy-sur-Moselle         | Ancy-sur-Moselle            |         | 49° 03′ 21″ nord, 6° 03′ 34″ est |                |                                                                                                  |             | Église de l'Assomption-de-la-Bienheureuse-Vierge-Marie d'Ancy-sur-Moselle         |
| Église Saint-Michel d'Angevillers                                                 | Angevillers                 |         | 49° 23′ 12″ nord, 6° 02′ 34″ est |                |                                                                                                  |             | Église Saint-Michel d'Angevillers                                                 |
| Ancienne église Saint-Michel d'Angevillers                                        | Angevillers                 |         | 49° 23′ 12″ nord, 6° 02′ 35″ est |                |                                                                                                  |             | Ancienne église Saint-Michel d'Angevillers                                        |
| Église Saint-Barthélemy d'Antilly                                                 | Antilly                     |         | 49° 11′ 42″ nord, 6° 14′ 50″ est |                |                                                                                                  |             | Église Saint-Barthélemy d'Antilly                                                 |
| Église Saint-Hubert d'Anzeling                                                    | Anzeling                    |         | 49° 15′ 47″ nord, 6° 28′ 02″ est |                |                                                                                                  |             | Église Saint-Hubert d'Anzeling                                                    |
| Église Saint-Donat d'Apach                                                        | Apach                       |         | 49° 27′ 36″ nord, 6° 22′ 28″ est | « IA00037585 » |                                                                                                  |             | Église Saint-Donat d'Apach                                                        |
| Église Saint-Laurent d'Argancy                                                    | Argancy                     |         | 49° 11′ 49″ nord, 6° 12′ 05″ est |                |                                                                                                  |             | Église Saint-Laurent d'Argancy                                                    |
| Église Saint-Pierre d'Arraincourt                                                 | Arraincourt                 |         | 48° 58′ 22″ nord, 6° 32′ 01″ est | « PA00107058 » | Inscrit MH Tour-clocher                                                                          | 1991        | Église Saint-Pierre d'Arraincourt                                                 |
| Église Saint-François-d'Assise d'Arriance                                         | Arriance                    |         | 49° 01′ 00″ nord, 6° 29′ 45″ est |                |                                                                                                  |             | Église Saint-François-d'Assise d'Arriance                                         |
| Église Saint-Arnould d'Arry                                                       | Arry                        |         | 48° 59′ 45″ nord, 6° 03′ 31″ est | « PA00106721 » | Classé MH                                                                                        | 1889        | Église Saint-Arnould d'Arry                                                       |
| Église Saint-Lambert d'Ars-Laquenexy                                              | Ars-Laquenexy               |         | 49° 05′ 35″ nord, 6° 16′ 16″ est |                |                                                                                                  |             | Église Saint-Lambert d'Ars-Laquenexy                                              |
| Église Saint-Martin d'Ars-sur-Moselle                                             | Ars-sur-Moselle             |         | 49° 04′ 40″ nord, 6° 04′ 44″ est |                |                                                                                                  |             | Église Saint-Martin d'Ars-sur-Moselle                                             |
| Église Saint-Michel d'Arzviller                                                   | Arzviller                   |         | 48° 43′ 04″ nord, 7° 09′ 50″ est |                |                                                                                                  |             | Église Saint-Michel d'Arzviller                                                   |
| Église Sainte-Anne d'Aspach                                                       | Aspach                      |         | 48° 39′ 17″ nord, 6° 57′ 45″ est | « IA57001138 » |                                                                                                  |             | Église Sainte-Anne d'Aspach                                                       |
| Église Saint-Pierre-aux-Liens d'Assenoncourt                                      | Assenoncourt                |         | 48° 46′ 17″ nord, 6° 47′ 41″ est |                |                                                                                                  |             | Église Saint-Pierre-aux-Liens d'Assenoncourt                                      |
| Église Saint-Laurent d'Attilloncourt                                              | Attilloncourt               |         | 48° 47′ 11″ nord, 6° 22′ 48″ est |                |                                                                                                  |             | Église Saint-Laurent d'Attilloncourt                                              |
| Église Notre-Dame d'Aube                                                          | Aube                        |         | 49° 01′ 37″ nord, 6° 20′ 36″ est | « PA00106725 » | Classé MH                                                                                        | 1930        | Église Notre-Dame d'Aube                                                          |
| Église Saint-Jean-Baptiste d'Auboué                                               | Auboué                      |         | 49° 12′ 46″ nord, 5° 58′ 22″ est | « IA00034889 » |                                                                                                  |             | Église Saint-Jean-Baptiste d'Auboué                                               |
| Église Saint-François-d'Assise d'Audun-le-Tiche                                   | Audun-le-Tiche              |         | 49° 28′ 20″ nord, 5° 57′ 27″ est |                |                                                                                                  |             | Église Saint-François-d'Assise d'Audun-le-Tiche                                   |
| Église Saint-Jean-Baptiste d'Augny                                                | Augny                       |         | 49° 03′ 23″ nord, 6° 07′ 11″ est |                |                                                                                                  |             | Église Saint-Jean-Baptiste d'Augny                                                |
| Église de l'Exaltation-de-la-Sainte-Croix d'Aulnois-sur-Seille                    | Aulnois-sur-Seille          |         | 48° 52′ 07″ nord, 6° 18′ 58″ est |                |                                                                                                  |             | Église de l'Exaltation-de-la-Sainte-Croix d'Aulnois-sur-Seille                    |
| Église Saint-Gorgon d'Aumetz                                                      | Aumetz                      |         | 49° 25′ 04″ nord, 5° 56′ 38″ est |                |                                                                                                  |             | Image manquante Téléverser                                                        |
| Église Saint-Ferréol-et-Saint-Ferjeux d'Avricourt                                 | Avricourt                   |         | 48° 39′ 01″ nord, 6° 48′ 30″ est |                |                                                                                                  |             | Église Saint-Ferréol-et-Saint-Ferjeux d'Avricourt                                 |
| Église Saint-Barthélemy d'Ay-sur-Moselle                                          | Ay-sur-Moselle              |         | 49° 14′ 32″ nord, 6° 12′ 21″ est |                |                                                                                                  |             | Église Saint-Barthélemy d'Ay-sur-Moselle                                          |
| Église de la Nativité d'Azoudange                                                 | Azoudange                   |         | 48° 44′ 20″ nord, 6° 48′ 46″ est |                |                                                                                                  |             | Église de la Nativité d'Azoudange                                                 |
| Église Saint-Martin de Bacourt                                                    | Bacourt                     |         | 48° 55′ 34″ nord, 6° 24′ 29″ est |                |                                                                                                  |             | Église Saint-Martin de Bacourt                                                    |
| Église Sainte-Catherine de Baerenthal                                             | Baerenthal                  |         | 48° 58′ 36″ nord, 7° 30′ 58″ est | « IA00037754 » |                                                                                                  |             | Église Sainte-Catherine de Baerenthal                                             |
| Église Saint-Félix-de-Nôle de Bambiderstroff                                      | Bambiderstroff              |         | 49° 06′ 06″ nord, 6° 35′ 38″ est |                |                                                                                                  |             | Église Saint-Félix-de-Nôle de Bambiderstroff                                      |
| Église de la Nativité-de-la-Vierge de Bannay                                      | Bannay                      |         | 49° 07′ 39″ nord, 6° 28′ 01″ est |                |                                                                                                  |             | Église de la Nativité-de-la-Vierge de Bannay                                      |
| Église de l'Assomption-de-la-Bienheureuse-Vierge-Marie de Baronville              | Baronville                  |         | 48° 56′ 07″ nord, 6° 36′ 29″ est |                |                                                                                                  |             | Église de l'Assomption-de-la-Bienheureuse-Vierge-Marie de Baronville              |
| Église Saint-Wendelin de Barst                                                    | Barst                       |         | 49° 04′ 07″ nord, 6° 49′ 56″ est | « IA00037066 » |                                                                                                  |             | Église Saint-Wendelin de Barst                                                    |
| Église Saint-Michel de Marienthal                                                 | Barst                       |         | 49° 05′ 17″ nord, 6° 49′ 00″ est | « IA00037072 » |                                                                                                  |             | Église Saint-Michel de Marienthal                                                 |
| Église Saint-Willibord de Basse-Ham                                               | Basse-Ham                   |         | 49° 23′ 11″ nord, 6° 14′ 29″ est | « IA00038075 » |                                                                                                  |             | Église Saint-Willibord de Basse-Ham                                               |
| Église Saints-Pierre-et-Paul de Basse-Rentgen                                     | Basse-Rentgen               |         | 49° 29′ 03″ nord, 6° 12′ 03″ est | « IA00053399 » |                                                                                                  |             | Église Saints-Pierre-et-Paul de Basse-Rentgen                                     |
| Église Saint-Maurice de Bassing                                                   | Bassing                     |         | 48° 52′ 07″ nord, 6° 48′ 11″ est |                |                                                                                                  |             | Église Saint-Maurice de Bassing                                                   |
| Église Saint-Pierre de Baudrecourt                                                | Baudrecourt                 |         | 48° 57′ 44″ nord, 6° 27′ 08″ est | « PA00106732 » | Classé MH                                                                                        | 1889        | Église Saint-Pierre de Baudrecourt                                                |
| Église Saint-Christophe de Bazoncourt                                             | Bazoncourt                  |         | 49° 02′ 59″ nord, 6° 22′ 05″ est |                |                                                                                                  |             | Église Saint-Christophe de Bazoncourt                                             |
| Église Saint-Matthieu de Berlize                                                  | Bazoncourt                  |         | 49° 03′ 44″ nord, 6° 23′ 05″ est |                |                                                                                                  |             | Église Saint-Matthieu de Berlize                                                  |
| Église Notre-Dame de Behren-lès-Forbach                                           | Behren-lès-Forbach          |         | 49° 10′ 32″ nord, 6° 56′ 03″ est |                |                                                                                                  |             | Église Notre-Dame de Behren-lès-Forbach                                           |
| Église Saint-Blaise de Behren-lès-Forbach                                         | Behren-lès-Forbach          |         | 49° 09′ 59″ nord, 6° 58′ 01″ est |                |                                                                                                  |             | Église Saint-Blaise de Behren-lès-Forbach                                         |
| Église Saint-Jean-Bosco de Behren-lès-Forbach                                     | Behren-lès-Forbach          |         | 49° 10′ 12″ nord, 6° 56′ 02″ est |                |                                                                                                  |             | Église Saint-Jean-Bosco de Behren-lès-Forbach                                     |
| Église Saint-Marcel de Bellange                                                   | Bellange                    |         | 48° 54′ 04″ nord, 6° 34′ 37″ est |                |                                                                                                  |             | Église Saint-Marcel de Bellange                                                   |
| Église Saint-Remi de Bisping                                                      | Belles-Forêts               |         | 48° 48′ 21″ nord, 6° 53′ 37″ est |                |                                                                                                  |             | Église Saint-Remi de Bisping                                                      |
| Église Notre-Dame d'Angviller-lès-Bisping                                         | Belles-Forêts               |         | 48° 48′ 59″ nord, 6° 52′ 44″ est |                |                                                                                                  |             | Église Notre-Dame d'Angviller-lès-Bisping                                         |
| Église Saint-Michel de Berg-sur-Moselle                                           | Berg-sur-Moselle            |         | 49° 25′ 46″ nord, 6° 18′ 38″ est | « IA00053100 » |                                                                                                  |             | Église Saint-Michel de Berg-sur-Moselle                                           |
| Église Saint-Martin de Bermering                                                  | Bermering                   |         | 48° 55′ 53″ nord, 6° 42′ 37″ est |                |                                                                                                  |             | Église Saint-Martin de Bermering                                                  |
| Église de l'Exaltation-de-la-Sainte-Croix de Berthelming                          | Berthelming                 |         | 48° 49′ 00″ nord, 7° 00′ 24″ est |                |                                                                                                  |             | Église de l'Exaltation-de-la-Sainte-Croix de Berthelming                          |
| Église Saint-Rémi de Bertrange                                                    | Bertrange                   |         | 49° 18′ 27″ nord, 6° 10′ 40″ est | « IA00038093 » |                                                                                                  |             | Église Saint-Rémi de Bertrange                                                    |
| Église Saint-Fiacre de Berviller-en-Moselle                                       | Berviller-en-Moselle        |         | 49° 16′ 16″ nord, 6° 38′ 53″ est |                |                                                                                                  |             | Église Saint-Fiacre de Berviller-en-Moselle                                       |
| Église Saints-Pierre-et-Paul de Bettange                                          | Bettange                    |         | 49° 14′ 21″ nord, 6° 28′ 45″ est |                |                                                                                                  |             | Église Saints-Pierre-et-Paul de Bettange                                          |
| Église Saint-Rémi de Bettborn                                                     | Bettborn                    |         | 48° 48′ 05″ nord, 7° 01′ 14″ est |                |                                                                                                  |             | Église Saint-Rémi de Bettborn                                                     |
| Église de la Décollation-de-Saint-Jean-Baptiste de Bettelainville                 | Bettelainville              |         | 49° 14′ 11″ nord, 6° 18′ 06″ est | « IA00038106 » |                                                                                                  |             | Église de la Décollation-de-Saint-Jean-Baptiste de Bettelainville                 |
| Église Saint-Laurent d'Altroff                                                    | Bettelainville              |         | 49° 14′ 54″ nord, 6° 19′ 25″ est | « IA00038110 » |                                                                                                  |             | Église Saint-Laurent d'Altroff                                                    |
| Église Saint-Barthélemy de Betting                                                | Betting                     |         | 49° 07′ 38″ nord, 6° 48′ 58″ est | « IA00037081 » |                                                                                                  |             | Église Saint-Barthélemy de Betting                                                |
| Église Saint-Martin de Bettviller                                                 | Bettviller                  |         | 49° 04′ 44″ nord, 7° 17′ 07″ est | « IA00056119 » |                                                                                                  |             | Église Saint-Martin de Bettviller                                                 |
| Église Saint-Gorgon de Beux                                                       | Beux                        |         | 49° 00′ 01″ nord, 6° 19′ 03″ est |                |                                                                                                  |             | Église Saint-Gorgon de Beux                                                       |
| Église Saint-Médard de Gandren                                                    | Beyren-lès-Sierck           |         | 49° 28′ 03″ nord, 6° 18′ 34″ est |                |                                                                                                  |             | Église Saint-Médard de Gandren                                                    |
| Église Saint-Barthélemy de Beyren-lès-Sierck                                      | Beyren-lès-Sierck           |         | 49° 28′ 12″ nord, 6° 17′ 14″ est | « IA00053109 » |                                                                                                  |             | Église Saint-Barthélemy de Beyren-lès-Sierck                                      |
| Église Saint-Barthélemy de Bezange-la-Petite                                      | Bezange-la-Petite           |         | 48° 43′ 51″ nord, 6° 36′ 51″ est | « IA57000526 » |                                                                                                  |             | Église Saint-Barthélemy de Bezange-la-Petite                                      |
| Église Saint-Laurent de Bibiche                                                   | Bibiche                     |         | 49° 19′ 46″ nord, 6° 28′ 36″ est |                |                                                                                                  |             | Église Saint-Laurent de Bibiche                                                   |
| Église Notre-Dame de Bickenholtz                                                  | Bickenholtz                 |         | 48° 48′ 16″ nord, 7° 10′ 01″ est |                |                                                                                                  |             | Église Notre-Dame de Bickenholtz                                                  |
| Église Saint-Michel de Bidestroff                                                 | Bidestroff                  |         | 48° 50′ 57″ nord, 6° 47′ 10″ est |                |                                                                                                  |             | Église Saint-Michel de Bidestroff                                                 |
| Église Sainte-Barbe de Biding                                                     | Biding                      |         | 49° 03′ 32″ nord, 6° 47′ 15″ est |                |                                                                                                  |             | Église Sainte-Barbe de Biding                                                     |
| Église de la Nativité-de-la-Vierge de Bining                                      | Bining                      |         | 49° 02′ 13″ nord, 7° 15′ 04″ est | « IA00056074 » |                                                                                                  |             | Église de la Nativité-de-la-Vierge de Bining                                      |
| Église Saint-Remi de Bioncourt                                                    | Bioncourt                   |         | 48° 47′ 39″ nord, 6° 21′ 52″ est |                |                                                                                                  |             | Église Saint-Remi de Bioncourt                                                    |
| Église Saint-Jean-Baptiste de Bionville-sur-Nied                                  | Bionville-sur-Nied          |         | 49° 06′ 19″ nord, 6° 28′ 48″ est |                |                                                                                                  |             | Église Saint-Jean-Baptiste de Bionville-sur-Nied                                  |
| Église de l'Immaculée-Conception de Bisten-en-Lorraine                            | Bisten-en-Lorraine          |         | 49° 09′ 37″ nord, 6° 35′ 52″ est |                |                                                                                                  |             | Église de l'Immaculée-Conception de Bisten-en-Lorraine                            |
| Église Saint-Maurice de Bistroff                                                  | Bistroff                    |         | 48° 59′ 31″ nord, 6° 42′ 56″ est |                |                                                                                                  |             | Église Saint-Maurice de Bistroff                                                  |
| Église Sainte-Catherine de Bitche                                                 | Bitche                      |         | 49° 03′ 02″ nord, 7° 25′ 35″ est | « IA00037766 » |                                                                                                  |             | Église Sainte-Catherine de Bitche                                                 |
| Église Saint-Maximin de Blanche-Église                                            | Blanche-Église              |         | 48° 47′ 33″ nord, 6° 40′ 26″ est |                |                                                                                                  |             | Église Saint-Maximin de Blanche-Église                                            |
| Église Saint-Eustache de Blies-Guersviller                                        | Blies-Guersviller           |         | 49° 08′ 55″ nord, 7° 04′ 57″ est |                |                                                                                                  |             | Église Saint-Eustache de Blies-Guersviller                                        |
| Église Saint-Quirin de Blieschweyen                                               | Blies-Guersviller           |         | 49° 08′ 56″ nord, 7° 04′ 54″ est |                |                                                                                                  |             | Église Saint-Quirin de Blieschweyen                                               |
| Église Saint-Hubert de Blies-Ébersing                                             | Blies-Ébersing              |         | 49° 07′ 26″ nord, 7° 08′ 35″ est |                |                                                                                                  |             | Église Saint-Hubert de Blies-Ébersing                                             |
| Église Sainte-Catherine de Bliesbruck                                             | Bliesbruck                  |         | 49° 06′ 52″ nord, 7° 10′ 44″ est |                |                                                                                                  |             | Église Sainte-Catherine de Bliesbruck                                             |
| Église Saint-Rémi de Boucheporn                                                   | Boucheporn                  |         | 49° 08′ 26″ nord, 6° 36′ 34″ est |                |                                                                                                  |             | Église Saint-Rémi de Boucheporn                                                   |
| Église de la Nativité-de-la-Bienheureuse-Vierge-Marie de Boulange                 | Boulange                    |         | 49° 22′ 48″ nord, 5° 57′ 21″ est |                |                                                                                                  |             | Église de la Nativité-de-la-Bienheureuse-Vierge-Marie de Boulange                 |
| Église Saint-Étienne de Boulay-Moselle                                            | Boulay-Moselle              |         | 49° 11′ 00″ nord, 6° 29′ 56″ est |                |                                                                                                  |             | Église Saint-Étienne de Boulay-Moselle                                            |
| Église Saint-Remi de Bourdonnay                                                   | Bourdonnay                  |         | 48° 43′ 13″ nord, 6° 43′ 42″ est | « IA57000408 » |                                                                                                  |             | Église Saint-Remi de Bourdonnay                                                   |
| Église Saint-Wendelin de Bourgaltroff                                             | Bourgaltroff                |         | 48° 52′ 06″ nord, 6° 45′ 28″ est |                |                                                                                                  |             | Église Saint-Wendelin de Bourgaltroff                                             |
| Église Saint-Michel de Bourscheid                                                 | Bourscheid                  |         | 48° 46′ 16″ nord, 7° 11′ 25″ est |                |                                                                                                  |             | Église Saint-Michel de Bourscheid                                                 |
| Église Notre-Dame-de-l'Assomption de Bousbach                                     | Bousbach                    |         | 49° 08′ 55″ nord, 6° 56′ 52″ est |                |                                                                                                  |             | Église Notre-Dame-de-l'Assomption de Bousbach                                     |
| Église de la Nativité-de-la-Bienheureuse-Vierge-Marie de Bousse                   | Bousse                      |         | 49° 16′ 37″ nord, 6° 11′ 39″ est | « IA00038120 » |                                                                                                  |             | Église de la Nativité-de-la-Bienheureuse-Vierge-Marie de Bousse                   |
| Église Sainte-Odile de Bousseviller                                               | Bousseviller                |         | 49° 07′ 18″ nord, 7° 27′ 52″ est | « IA00037155 » |                                                                                                  |             | Église Sainte-Odile de Bousseviller                                               |
| Église Saint-Maximin d'Ussel                                                      | Boust                       |         | 49° 26′ 16″ nord, 6° 12′ 40″ est | « PA00106740 » | Classé MH Vieux clocher                                                                          | 1930        | Église Saint-Maximin d'Ussel                                                      |
| Église Saint-Maximin de Boust                                                     | Boust                       |         | 49° 26′ 17″ nord, 6° 12′ 03″ est | « PA00132650 » | Classé MH                                                                                        | 2014        | Image manquante Téléverser                                                        |
| Église Saint-Hubert de Boustroff                                                  | Boustroff                   |         | 49° 00′ 01″ nord, 6° 37′ 20″ est |                |                                                                                                  |             | Église Saint-Hubert de Boustroff                                                  |
| Église abbatiale de l'Exaltation-de-la-Sainte-Croix de Bouzonville                | Bouzonville                 |         | 49° 17′ 36″ nord, 6° 31′ 58″ est |                |                                                                                                  |             | Église abbatiale de l'Exaltation-de-la-Sainte-Croix de Bouzonville                |
| Église Saint-Hubert d'Heckling                                                    | Bouzonville                 |         | 49° 18′ 12″ nord, 6° 32′ 20″ est |                |                                                                                                  |             | Église Saint-Hubert d'Heckling                                                    |
| Église Saint-Airy de Brainville                                                   | Brainville                  |         | 49° 07′ 44″ nord, 5° 48′ 16″ est | « IA00035009 » |                                                                                                  |             | Église Saint-Airy de Brainville                                                   |
| Église Saint-Hubert de Breidenbach                                                | Breidenbach                 |         | 49° 08′ 11″ nord, 7° 25′ 19″ est | « IA00037170 » |                                                                                                  |             | Église Saint-Hubert de Breidenbach                                                |
| Église Saint-Roch-et-Sainte-Catherine de Breistroff-la-Grande                     | Breistroff-la-Grande        |         | 49° 27′ 23″ nord, 6° 12′ 58″ est |                |                                                                                                  |             | Église Saint-Roch-et-Sainte-Catherine de Breistroff-la-Grande                     |
| Église Saint-Pancrace de Brettnach                                                | Brettnach                   |         | 49° 15′ 28″ nord, 6° 33′ 31″ est |                |                                                                                                  |             | Église Saint-Pancrace de Brettnach                                                |
| Église Saint-Laurent de Bronvaux                                                  | Bronvaux                    |         | 49° 11′ 51″ nord, 6° 05′ 20″ est |                |                                                                                                  |             | Église Saint-Laurent de Bronvaux                                                  |
| Église de l'Immaculée-Conception de Brouck                                        | Brouck                      |         | 49° 07′ 48″ nord, 6° 30′ 17″ est |                |                                                                                                  |             | Église de l'Immaculée-Conception de Brouck                                        |
| Église Saint-Michel de Brouderdorff                                               | Brouderdorff                |         | 48° 41′ 55″ nord, 7° 06′ 05″ est |                |                                                                                                  |             | Église Saint-Michel de Brouderdorff                                               |
| Église Saint-Remi de Brouviller                                                   | Brouviller                  |         | 48° 46′ 00″ nord, 7° 09′ 30″ est |                |                                                                                                  |             | Église Saint-Remi de Brouviller                                                   |
| Église Saint-Maurice de Brulange                                                  | Brulange                    |         | 48° 58′ 13″ nord, 6° 32′ 58″ est |                |                                                                                                  |             | Église Saint-Maurice de Brulange                                                  |
| Église Saint-Maurice de Bruville                                                  | Bruville                    |         | 49° 07′ 57″ nord, 5° 54′ 57″ est | « IA00035028 » |                                                                                                  |             | Église Saint-Maurice de Bruville                                                  |
| Église Saint-Gengoulf de Bréhain                                                  | Bréhain                     |         | 48° 54′ 37″ nord, 6° 32′ 24″ est |                |                                                                                                  |             | Église Saint-Gengoulf de Bréhain                                                  |
| Église Saint-Denys de Bréhain-la-Ville                                            | Bréhain-la-Ville            |         | 49° 26′ 16″ nord, 5° 52′ 49″ est |                |                                                                                                  |             | Église Saint-Denys de Bréhain-la-Ville                                            |
| Église Saint-Pierre de Buchy                                                      | Buchy                       |         | 48° 58′ 44″ nord, 6° 16′ 41″ est |                |                                                                                                  |             | Église Saint-Pierre de Buchy                                                      |
| Église Saint-Nicolas de Buding                                                    | Buding                      |         | 49° 20′ 00″ nord, 6° 19′ 14″ est | « IA00038129 » |                                                                                                  |             | Église Saint-Nicolas de Buding                                                    |
| Église Saint-Quirin de Budling                                                    | Budling                     |         | 49° 20′ 47″ nord, 6° 21′ 19″ est | « IA00038141 » |                                                                                                  |             | Église Saint-Quirin de Budling                                                    |
| Église Saint-Léger de Burlioncourt                                                | Burlioncourt                |         | 48° 51′ 38″ nord, 6° 34′ 44″ est |                |                                                                                                  |             | Église Saint-Léger de Burlioncourt                                                |
| Église Saint-Blaise de Burtoncourt                                                | Burtoncourt                 |         | 49° 13′ 27″ nord, 6° 24′ 41″ est |                |                                                                                                  |             | Église Saint-Blaise de Burtoncourt                                                |
| Église de l'Assomption de Béchamps                                                | Béchamps                    |         | 49° 12′ 42″ nord, 5° 44′ 20″ est | « IA00034997 » |                                                                                                  |             | Église de l'Assomption de Béchamps                                                |
| Église Saint-Jean-Baptiste de Béchy                                               | Béchy                       |         | 48° 59′ 08″ nord, 6° 22′ 46″ est |                |                                                                                                  |             | Église Saint-Jean-Baptiste de Béchy                                               |
| Église Saints-Côme-et-Damien de Bénestroff                                        | Bénestroff                  |         | 48° 54′ 18″ nord, 6° 45′ 35″ est |                |                                                                                                  |             | Église Saints-Côme-et-Damien de Bénestroff                                        |
| Église Saint-Étienne de Béning-lès-Saint-Avold                                    | Béning-lès-Saint-Avold      |         | 49° 08′ 22″ nord, 6° 50′ 26″ est | « IA00037074 » |                                                                                                  |             | Église Saint-Étienne de Béning-lès-Saint-Avold                                    |
| Église Saint-Hippolyte de Vintrange                                               | Bérig-Vintrange             |         | 48° 57′ 45″ nord, 6° 41′ 33″ est |                |                                                                                                  |             | Église Saint-Hippolyte de Vintrange                                               |
| Église Saint-Gengoulf de Cappel                                                   | Cappel                      |         | 49° 04′ 19″ nord, 6° 50′ 53″ est |                |                                                                                                  |             | Église Saint-Gengoulf de Cappel                                                   |
| Église Saint-Gérard-Majella de Carling                                            | Carling                     |         | 49° 09′ 53″ nord, 6° 42′ 56″ est | « IA00036997 » |                                                                                                  |             | Église Saint-Gérard-Majella de Carling                                            |
| Église Saint-Martin de Cattenom                                                   | Cattenom                    |         | 49° 24′ 19″ nord, 6° 14′ 42″ est | « PA00107057 » | Inscrit MH partiellement                                                                         | 1991        | Église Saint-Martin de Cattenom                                                   |
| Église Saint-Jacques de Sentzich                                                  | Cattenom                    |         | 49° 25′ 06″ nord, 6° 15′ 38″ est | « IA00053170 » |                                                                                                  |             | Église Saint-Jacques de Sentzich                                                  |
| Église Saint-Rémi de Husange                                                      | Cattenom                    |         | 49° 24′ 06″ nord, 6° 13′ 12″ est | « IA00053177 » |                                                                                                  |             | Église Saint-Rémi de Husange                                                      |
| Église Saint-Jean-Baptiste de Chailly-lès-Ennery                                  | Chailly-lès-Ennery          |         | 49° 12′ 32″ nord, 6° 14′ 05″ est |                |                                                                                                  |             | Église Saint-Jean-Baptiste de Chailly-lès-Ennery                                  |
| Église de la Nativité-de-la-Vierge de Bussières                                   | Chambley-Bussières          |         | 49° 03′ 10″ nord, 5° 55′ 19″ est | « IA00034824 » |                                                                                                  |             | Église de la Nativité-de-la-Vierge de Bussières                                   |
| Église Saint-Remy de Chambley                                                     | Chambley-Bussières          |         | 49° 02′ 54″ nord, 5° 53′ 58″ est |                |                                                                                                  |             | Église Saint-Remy de Chambley                                                     |
| Église de l'Invention-de-Saint-Étienne de Chambrey                                | Chambrey                    |         | 48° 47′ 13″ nord, 6° 27′ 39″ est |                |                                                                                                  |             | Église de l'Invention-de-Saint-Étienne de Chambrey                                |
| Église de la Sainte-Croix de Chanville                                            | Chanville                   |         | 49° 02′ 35″ nord, 6° 26′ 03″ est |                |                                                                                                  |             | Église de la Sainte-Croix de Chanville                                            |
| Église Sainte-Hélène de Vezin                                                     | Charency-Vezin              |         | 49° 28′ 53″ nord, 5° 30′ 42″ est | « IA00052616 » |                                                                                                  |             | Église Sainte-Hélène de Vezin                                                     |
| Église Saint-Pierre, Saint-Paul, Sainte-Hélène de Charency-Vezin                  | Charency-Vezin              |         | à géolocaliser                   | « IA00052734 » |                                                                                                  |             | Image manquante Téléverser                                                        |
| Église Saint-Claude de Charleville-sous-Bois                                      | Charleville-sous-Bois       |         | 49° 11′ 26″ nord, 6° 24′ 39″ est |                |                                                                                                  |             | Église Saint-Claude de Charleville-sous-Bois                                      |
| Église de la Bienheureuse-Vierge-Marie de Charly-Oradour                          | Charly-Oradour              |         | 49° 10′ 28″ nord, 6° 14′ 22″ est |                |                                                                                                  |             | Église de la Bienheureuse-Vierge-Marie de Charly-Oradour                          |
| Église Saint-Maurice de Cheminot                                                  | Cheminot                    |         | 48° 56′ 50″ nord, 6° 08′ 23″ est | « PA00106745 » | Classé MH                                                                                        | 1888        | Église Saint-Maurice de Cheminot                                                  |
| Église Saint-Loup de Chenières                                                    | Chenières                   |         | 49° 28′ 16″ nord, 5° 45′ 54″ est | « IA00060495 » |                                                                                                  |             | Église Saint-Loup de Chenières                                                    |
| Église Saint-Nicolas de Chesny                                                    | Chesny                      |         | 49° 03′ 16″ nord, 6° 14′ 29″ est |                |                                                                                                  |             | Église Saint-Nicolas de Chesny                                                    |
| Église Saint-Nicolas de Chicourt                                                  | Chicourt                    |         | 48° 55′ 06″ nord, 6° 30′ 17″ est |                |                                                                                                  |             | Église Saint-Nicolas de Chicourt                                                  |
| Église Saint-Philippe-et-Saint-Maurice de Château-Rouge                           | Château-Rouge               |         | 49° 16′ 46″ nord, 6° 35′ 49″ est |                |                                                                                                  |             | Église Saint-Philippe-et-Saint-Maurice de Château-Rouge                           |
| Église Saint-Aubin de Coutures                                                    | Château-Salins              |         | 48° 49′ 15″ nord, 6° 29′ 02″ est |                |                                                                                                  |             | Église Saint-Aubin de Coutures                                                    |
| Église Saint-Jean-Baptiste de Château-Salins                                      | Château-Salins              |         | 48° 49′ 14″ nord, 6° 30′ 24″ est |                |                                                                                                  |             | Église Saint-Jean-Baptiste de Château-Salins                                      |
| Église Saint-Martin de Château-Voué                                               | Château-Voué                |         | 48° 51′ 05″ nord, 6° 37′ 27″ est |                |                                                                                                  |             | Église Saint-Martin de Château-Voué                                               |
| Église Saint-Germain-d'Auxerre de Châtel-Saint-Germain                            | Châtel-Saint-Germain        |         | 49° 07′ 25″ nord, 6° 04′ 45″ est |                |                                                                                                  |             | Église Saint-Germain-d'Auxerre de Châtel-Saint-Germain                            |
| Église du prieuré Saint-Germain de Saint-Germain                                  | Châtel-Saint-Germain        |         | 49° 07′ 36″ nord, 6° 04′ 28″ est | « PA00135699 » |                                                                                                  |             | Église du prieuré Saint-Germain de Saint-Germain                                  |
| Église Saint-Martin de Petit-Chémery                                              | Chémery-les-Deux            |         | 49° 17′ 57″ nord, 6° 26′ 38″ est |                |                                                                                                  |             | Église Saint-Martin de Petit-Chémery                                              |
| Église Saint-Barthélemy de Chérisey                                               | Chérisey                    |         | 49° 00′ 45″ nord, 6° 14′ 06″ est |                |                                                                                                  |             | Église Saint-Barthélemy de Chérisey                                               |
| Église Saint-Henri de Clouange                                                    | Clouange                    |         | 49° 15′ 32″ nord, 6° 05′ 44″ est |                |                                                                                                  |             | Image manquante Téléverser                                                        |
| Église Notre-Dame-des-Houillères de Cité Belle Roche                              | Cocheren                    |         | 49° 08′ 59″ nord, 6° 50′ 24″ est |                |                                                                                                  |             | Église Notre-Dame-des-Houillères de Cité Belle Roche                              |
| Église de la Très-Sainte-Trinité de Cocheren                                      | Cocheren                    |         | 49° 08′ 41″ nord, 6° 51′ 24″ est |                |                                                                                                  |             | Église de la Très-Sainte-Trinité de Cocheren                                      |
| Église Saint-Barthélemy de Coin-lès-Cuvry                                         | Coin-lès-Cuvry              |         | 49° 02′ 02″ nord, 6° 09′ 19″ est |                |                                                                                                  |             | Église Saint-Barthélemy de Coin-lès-Cuvry                                         |
| Église Saint-Nabor de Colombey                                                    | Coincy                      |         | 49° 06′ 30″ nord, 6° 15′ 57″ est |                |                                                                                                  |             | Église Saint-Nabor de Colombey                                                    |
| Église Sainte-Marguerite de Colmen                                                | Colmen                      |         | 49° 21′ 20″ nord, 6° 32′ 34″ est |                |                                                                                                  |             | Église Sainte-Marguerite de Colmen                                                |
| Église Saint-Hubert de Flabeuville                                                | Colmey                      |         | 49° 27′ 49″ nord, 5° 32′ 18″ est |                |                                                                                                  |             | Église Saint-Hubert de Flabeuville                                                |
| Église de l'Assomption de Colmey                                                  | Colmey                      |         | 49° 27′ 27″ nord, 5° 33′ 26″ est | « IA00052607 » |                                                                                                  |             | Église de l'Assomption de Colmey                                                  |
| Église Saint-Germain de Condé-Northen                                             | Condé-Northen               |         | 49° 09′ 16″ nord, 6° 25′ 52″ est |                |                                                                                                  |             | Église Saint-Germain de Condé-Northen                                             |
| Église Saint-Martin de Conflans-en-Jarnisy                                        | Conflans-en-Jarnisy         |         | 49° 10′ 02″ nord, 5° 51′ 24″ est | « IA00035039 » |                                                                                                  |             | Église Saint-Martin de Conflans-en-Jarnisy                                        |
| Église Saint-Alexis de Conthil                                                    | Conthil                     |         | 48° 53′ 31″ nord, 6° 39′ 42″ est |                |                                                                                                  |             | Église Saint-Alexis de Conthil                                                    |
| Église Saint-Jean-Baptiste de Contz-les-Bains                                     | Contz-les-Bains             |         | 49° 27′ 12″ nord, 6° 20′ 48″ est | « IA00037599 » |                                                                                                  |             | Église Saint-Jean-Baptiste de Contz-les-Bains                                     |
| Église Saint-Martin de Corny-sur-Moselle                                          | Corny-sur-Moselle           |         | 49° 02′ 07″ nord, 6° 03′ 37″ est |                |                                                                                                  |             | Église Saint-Martin de Corny-sur-Moselle                                          |
| Église Saint-Martin de Coume                                                      | Coume                       |         | 49° 11′ 53″ nord, 6° 34′ 24″ est |                |                                                                                                  |             | Église Saint-Martin de Coume                                                      |
| Église Saint-Remi de Courcelles-Chaussy                                           | Courcelles-Chaussy          |         | 49° 06′ 27″ nord, 6° 24′ 21″ est |                |                                                                                                  |             | Église Saint-Remi de Courcelles-Chaussy                                           |
| Église Sainte-Marie-Madeleine de Courcelles-sur-Nied                              | Courcelles-sur-Nied         |         | 49° 03′ 58″ nord, 6° 18′ 27″ est |                |                                                                                                  |             | Église Sainte-Marie-Madeleine de Courcelles-sur-Nied                              |
| Église Saint-Martin de Craincourt                                                 | Craincourt                  |         | 48° 52′ 39″ nord, 6° 19′ 13″ est |                |                                                                                                  |             | Église Saint-Martin de Craincourt                                                 |
| Église de l'Exaltation-de-la-Sainte-Croix de Creutzwald                           | Creutzwald                  |         | 49° 12′ 08″ nord, 6° 41′ 19″ est |                |                                                                                                  |             | Église de l'Exaltation-de-la-Sainte-Croix de Creutzwald                           |
| Église du Christ-Roi de Cité Maroc                                                | Creutzwald                  |         | 49° 11′ 41″ nord, 6° 39′ 59″ est |                |                                                                                                  |             | Église du Christ-Roi de Cité Maroc                                                |
| Église Notre-Dame-de-Fatima de Creutzwald                                         | Creutzwald                  |         | 49° 12′ 03″ nord, 6° 42′ 32″ est |                |                                                                                                  |             | Église Notre-Dame-de-Fatima de Creutzwald                                         |
| Église Sainte-Thérèse de Cité Neuland                                             | Creutzwald                  |         | 49° 11′ 46″ nord, 6° 40′ 49″ est |                |                                                                                                  |             | Église Sainte-Thérèse de Cité Neuland                                             |
| Église Saint-Michel de Créhange                                                   | Créhange                    |         | 49° 02′ 56″ nord, 6° 34′ 31″ est | « PA00106749 » |                                                                                                  |             | Église Saint-Michel de Créhange                                                   |
| Église Saint-Joseph de Créhange-Cité                                              | Créhange                    |         | 49° 03′ 49″ nord, 6° 34′ 49″ est |                |                                                                                                  |             | Église Saint-Joseph de Créhange-Cité                                              |
| Église Saint-Martin de Cutting                                                    | Cutting                     |         | 48° 50′ 57″ nord, 6° 50′ 06″ est |                |                                                                                                  |             | Église Saint-Martin de Cutting                                                    |
| Église Saint-Martin de Cuvry                                                      | Cuvry                       |         | 49° 02′ 35″ nord, 6° 09′ 33″ est |                |                                                                                                  |             | Église Saint-Martin de Cuvry                                                      |
| Église Saint-Blaise de Dabo                                                       | Dabo                        |         | 48° 39′ 12″ nord, 7° 14′ 10″ est |                |                                                                                                  |             | Église Saint-Blaise de Dabo                                                       |
| Église Saint-Joseph de Schaeferhof                                                | Dabo                        |         | 48° 40′ 33″ nord, 7° 12′ 12″ est |                |                                                                                                  |             | Église Saint-Joseph de Schaeferhof                                                |
| Église Saint-Hilaire de Hellert                                                   | Dabo                        |         | 48° 40′ 56″ nord, 7° 13′ 40″ est |                |                                                                                                  |             | Église Saint-Hilaire de Hellert                                                   |
| Église Saint-Pierre de La Hoube                                                   | Dabo                        |         | 48° 39′ 13″ nord, 7° 16′ 11″ est |                |                                                                                                  |             | Église Saint-Pierre de La Hoube                                                   |
| Église Saint-Pierre de Dalem                                                      | Dalem                       |         | 49° 14′ 25″ nord, 6° 36′ 37″ est |                |                                                                                                  |             | Église Saint-Pierre de Dalem                                                      |
| Église de l'Exaltation-de-la-Sainte-Croix de Dalhain                              | Dalhain                     |         | 48° 53′ 19″ nord, 6° 33′ 44″ est |                |                                                                                                  |             | Église de l'Exaltation-de-la-Sainte-Croix de Dalhain                              |
| Église de la Bienheureuse-Vierge-Marie de Dalstein                                | Dalstein                    |         | 49° 18′ 29″ nord, 6° 24′ 33″ est |                |                                                                                                  |             | Église de la Bienheureuse-Vierge-Marie de Dalstein                                |
| Église Saint-Étienne de Danne-et-Quatre-Vents                                     | Danne-et-Quatre-Vents       |         | 48° 45′ 48″ nord, 7° 17′ 43″ est |                |                                                                                                  |             | Église Saint-Étienne de Danne-et-Quatre-Vents                                     |
| Église Saint-Jean-Baptiste de Dannelbourg                                         | Dannelbourg                 |         | 48° 44′ 33″ nord, 7° 14′ 08″ est |                |                                                                                                  |             | Église Saint-Jean-Baptiste de Dannelbourg                                         |
| Église Saint-Germain-d'Auxerre de Delme                                           | Delme                       |         | 48° 53′ 10″ nord, 6° 23′ 35″ est |                |                                                                                                  |             | Église Saint-Germain-d'Auxerre de Delme                                           |
| Église de la Décollation-de-Saint-Jean-Baptiste de Denting                        | Denting                     |         | 49° 11′ 40″ nord, 6° 31′ 54″ est |                |                                                                                                  |             | Église de la Décollation-de-Saint-Jean-Baptiste de Denting                        |
| Église Sainte-Barbe de Desseling                                                  | Desseling                   |         | 48° 47′ 03″ nord, 6° 50′ 32″ est |                |                                                                                                  |             | Église Sainte-Barbe de Desseling                                                  |
| Église de la Nativité-de-la-Bienheureuse-Vierge-Marie de Destry                   | Destry                      |         | 48° 56′ 35″ nord, 6° 35′ 06″ est |                |                                                                                                  |             | Église de la Nativité-de-la-Bienheureuse-Vierge-Marie de Destry                   |
| Église Saint-Denis de Diane-Capelle                                               | Diane-Capelle               |         | 48° 43′ 34″ nord, 6° 55′ 57″ est |                |                                                                                                  |             | Église Saint-Denis de Diane-Capelle                                               |
| Église Saint-Wendelin de Diebling                                                 | Diebling                    |         | 49° 06′ 30″ nord, 6° 56′ 32″ est |                |                                                                                                  |             | Église Saint-Wendelin de Diebling                                                 |
| Église Notre-Dame-de-la-Paix de Diesen                                            | Diesen                      |         | 49° 10′ 41″ nord, 6° 40′ 46″ est |                |                                                                                                  |             | Église Notre-Dame-de-la-Paix de Diesen                                            |
| Église Sainte-Marie-Madeleine de Dieuze                                           | Dieuze                      |         | 48° 48′ 40″ nord, 6° 43′ 13″ est |                |                                                                                                  |             | Église Sainte-Marie-Madeleine de Dieuze                                           |
| Église Saint-François-de-Sales de Diffembach-lès-Hellimer                         | Diffembach-lès-Hellimer     |         | 49° 00′ 08″ nord, 6° 50′ 27″ est |                |                                                                                                  |             | Église Saint-François-de-Sales de Diffembach-lès-Hellimer                         |
| Église Sainte-Catherine de Distroff                                               | Distroff                    |         | 49° 19′ 56″ nord, 6° 15′ 50″ est | « IA00038150 » |                                                                                                  |             | Église Sainte-Catherine de Distroff                                               |
| Église Saint-Martin de Dolving                                                    | Dolving                     |         | 48° 46′ 31″ nord, 7° 01′ 14″ est |                |                                                                                                  |             | Église Saint-Martin de Dolving                                                    |
| Église Saint-Mathieu de Domnom-lès-Dieuze                                         | Domnom-lès-Dieuze           |         | 48° 51′ 36″ nord, 6° 49′ 21″ est |                |                                                                                                  |             | Église Saint-Mathieu de Domnom-lès-Dieuze                                         |
| Église Saint-Georges de Donjeux                                                   | Donjeux                     |         | 48° 52′ 37″ nord, 6° 24′ 09″ est |                |                                                                                                  |             | Église Saint-Georges de Donjeux                                                   |
| Église de l'Assomption-de-la-Bienheureuse-Vierge-Marie de Donnelay                | Donnelay                    |         | 48° 45′ 08″ nord, 6° 40′ 55″ est | « IA57000421 » |                                                                                                  |             | Église de l'Assomption-de-la-Bienheureuse-Vierge-Marie de Donnelay                |
| Église Saint-Gengoulf d'Eincheville                                               | Eincheville                 |         | 48° 58′ 58″ nord, 6° 36′ 21″ est |                |                                                                                                  |             | Église Saint-Gengoulf d'Eincheville                                               |
| Église Sainte-Catherine d'Elvange                                                 | Elvange                     |         | 49° 03′ 34″ nord, 6° 32′ 52″ est |                |                                                                                                  |             | Église Sainte-Catherine d'Elvange                                                 |
| Église Saint-Pierre-aux-Liens d'Elzange                                           | Elzange                     |         | 49° 21′ 46″ nord, 6° 17′ 02″ est | « IA00038164 » |                                                                                                  |             | Église Saint-Pierre-aux-Liens d'Elzange                                           |
| Église Saint-Pierre d'Enchenberg                                                  | Enchenberg                  |         | 49° 00′ 55″ nord, 7° 20′ 14″ est | « IA00056330 » |                                                                                                  |             | Église Saint-Pierre d'Enchenberg                                                  |
| Église Saint-Marcel d'Ennery                                                      | Ennery                      |         | 49° 13′ 36″ nord, 6° 13′ 06″ est |                |                                                                                                  |             | Église Saint-Marcel d'Ennery                                                      |
| Église Sainte-Jeanne d'Entrange Cité                                              | Entrange                    |         | 49° 25′ 10″ nord, 6° 07′ 06″ est |                |                                                                                                  |             | Église Sainte-Jeanne d'Entrange Cité                                              |
| Église Saint-Donat d'Epping                                                       | Epping                      |         | 49° 06′ 46″ nord, 7° 19′ 03″ est | « IA00051358 » |                                                                                                  |             | Église Saint-Donat d'Epping                                                       |
| Église Saint-Maurice d'Erching                                                    | Erching                     |         | 49° 06′ 20″ nord, 7° 16′ 23″ est | « IA00037222 » |                                                                                                  |             | Image manquante Téléverser                                                        |
| Église Notre-Dame-de-la-Visitation de Heckenransbach                              | Ernestviller                |         | 49° 03′ 29″ nord, 6° 58′ 51″ est | « PA00106758 » | Classé MH Chœur et clocher                                                                       | 1930        | Église Notre-Dame-de-la-Visitation de Heckenransbach                              |
| Église Saint-Michel d'Ernestviller                                                | Ernestviller                |         | 49° 04′ 04″ nord, 6° 57′ 54″ est |                |                                                                                                  |             | Église Saint-Michel d'Ernestviller                                                |
| Église Saint-Willibrod d'Errouville                                               | Errouville                  |         | 49° 24′ 57″ nord, 5° 54′ 09″ est |                |                                                                                                  |             | Église Saint-Willibrod d'Errouville                                               |
| Église de l'Exaltation-de-la-Sainte-Croix d'Erstroff                              | Erstroff                    |         | 48° 58′ 47″ nord, 6° 46′ 33″ est |                |                                                                                                  |             | Église de l'Exaltation-de-la-Sainte-Croix d'Erstroff                              |
| Église Saint-Pierre d'Escherange                                                  | Escherange                  |         | 49° 24′ 59″ nord, 6° 04′ 15″ est |                |                                                                                                  |             | Église Saint-Pierre d'Escherange                                                  |
| Église Saint-Willibrord de Molvange                                               | Escherange                  |         | 49° 25′ 25″ nord, 6° 04′ 44″ est |                |                                                                                                  |             | Église Saint-Willibrord de Molvange                                               |
| Église de la Nativité-de-la-Sainte-Vierge d'Etting                                | Etting                      |         | 49° 01′ 52″ nord, 7° 10′ 45″ est | « IA00056198 » |                                                                                                  |             | Église de la Nativité-de-la-Sainte-Vierge d'Etting                                |
| Église Saint-Hubert d'Etzling                                                     | Etzling                     |         | 49° 10′ 44″ nord, 6° 57′ 42″ est |                |                                                                                                  |             | Église Saint-Hubert d'Etzling                                                     |
| Église Saint-Trond de Failly                                                      | Failly                      |         | 49° 09′ 30″ nord, 6° 15′ 50″ est |                |                                                                                                  |             | Église Saint-Trond de Failly                                                      |
| Église Saint-Brice de Falck                                                       | Falck                       |         | 49° 13′ 42″ nord, 6° 38′ 02″ est |                |                                                                                                  |             | Église Saint-Brice de Falck                                                       |
| Église du Christ-Roi de Falck                                                     | Falck                       |         | 49° 13′ 30″ nord, 6° 38′ 13″ est |                |                                                                                                  |             | Église du Christ-Roi de Falck                                                     |
| Église Saint-Martin de Fameck                                                     | Fameck                      |         | 49° 17′ 51″ nord, 6° 06′ 39″ est |                |                                                                                                  |             | Église Saint-Martin de Fameck                                                     |
| Église Saint-Denis de Farschviller                                                | Farschviller                |         | 49° 05′ 41″ nord, 6° 53′ 38″ est |                |                                                                                                  |             | Église Saint-Denis de Farschviller                                                |
| Église Sainte-Thérèse de Farébersviller                                           | Farébersviller              |         | 49° 07′ 09″ nord, 6° 52′ 45″ est |                |                                                                                                  |             | Église Sainte-Thérèse de Farébersviller                                           |
| Église Saint-Jean-Baptiste de Farébersviller                                      | Farébersviller              |         | 49° 06′ 54″ nord, 6° 51′ 48″ est | « IA00037094 » |                                                                                                  |             | Église Saint-Jean-Baptiste de Farébersviller                                      |
| Église Saint-Vincent de Faulquemont                                               | Faulquemont                 |         | 49° 02′ 24″ nord, 6° 35′ 56″ est |                |                                                                                                  |             | Église Saint-Vincent de Faulquemont                                               |
| Église Sainte-Marie-Reine de Faulquemont Cité                                     | Faulquemont                 |         | 49° 03′ 45″ nord, 6° 35′ 30″ est |                |                                                                                                  |             | Église Sainte-Marie-Reine de Faulquemont Cité                                     |
| Église Saint-Nicolas de Chémery                                                   | Faulquemont                 |         | 49° 00′ 05″ nord, 6° 34′ 50″ est |                |                                                                                                  |             | Église Saint-Nicolas de Chémery                                                   |
| Église de la Nativité-de-la-Bienheureuse-Vierge-Marie de Filstroff                | Filstroff                   |         | 49° 19′ 22″ nord, 6° 32′ 30″ est |                |                                                                                                  |             | Église de la Nativité-de-la-Bienheureuse-Vierge-Marie de Filstroff                |
| Église Saint-Sébastien de Fixem                                                   | Fixem                       |         | 49° 26′ 34″ nord, 6° 16′ 32″ est | « IA00053214 » |                                                                                                  |             | Église Saint-Sébastien de Fixem                                                   |
| Église Saint-Éloi de Flastroff                                                    | Flastroff                   |         | 49° 22′ 01″ nord, 6° 32′ 02″ est | « IA00037606 » |                                                                                                  |             | Église Saint-Éloi de Flastroff                                                    |
| Église Saint-Gall de Zeurange                                                     | Flastroff                   |         | 49° 22′ 48″ nord, 6° 32′ 19″ est |                |                                                                                                  |             | Église Saint-Gall de Zeurange                                                     |
| Église Saint-Laurent de Fleisheim                                                 | Fleisheim                   |         | 48° 47′ 17″ nord, 7° 09′ 43″ est |                |                                                                                                  |             | Église Saint-Laurent de Fleisheim                                                 |
| Église de la Nativité-de-la-Vierge de Fleury                                      | Fleury                      |         | 49° 02′ 28″ nord, 6° 11′ 48″ est | « PA57000029 » | Inscrit MH                                                                                       | 2006        | Église de la Nativité-de-la-Vierge de Fleury                                      |
| Église Saint-Laurent de Flocourt                                                  | Flocourt                    |         | 48° 58′ 21″ nord, 6° 24′ 35″ est |                |                                                                                                  |             | Église Saint-Laurent de Flocourt                                                  |
| Église Sainte-Agathe de Daspich                                                   | Florange                    |         | 49° 19′ 37″ nord, 6° 07′ 23″ est |                |                                                                                                  |             | Église Sainte-Agathe de Daspich                                                   |
| Église Notre-Dame-de-l'Assomption d'Ebange                                        | Florange                    |         | 49° 19′ 34″ nord, 6° 08′ 11″ est |                |                                                                                                  |             | Église Notre-Dame-de-l'Assomption d'Ebange                                        |
| Église Saint-Martin de Flétrange                                                  | Flétrange                   |         | 49° 03′ 45″ nord, 6° 33′ 37″ est |                |                                                                                                  |             | Église Saint-Martin de Flétrange                                                  |
| Église Saint-Pierre de Dorviller                                                  | Flétrange                   |         | 49° 04′ 33″ nord, 6° 33′ 43″ est |                |                                                                                                  |             | Église Saint-Pierre de Dorviller                                                  |
| Église de la Nativité-de-la-Bienheureuse-Vierge-Marie de Flévy                    | Flévy                       |         | 49° 14′ 14″ nord, 6° 14′ 39″ est |                |                                                                                                  |             | Église de la Nativité-de-la-Bienheureuse-Vierge-Marie de Flévy                    |
| Église Saint-Éloi de Folkling                                                     | Folkling                    |         | 49° 08′ 52″ nord, 6° 53′ 37″ est |                |                                                                                                  |             | Église Saint-Éloi de Folkling                                                     |
| Église de la Nativité-la-Bienheureuse-Vierge-Marie de Folschviller                | Folschviller                |         | 49° 04′ 03″ nord, 6° 41′ 01″ est | « IA00037007 » |                                                                                                  |             | Église de la Nativité-la-Bienheureuse-Vierge-Marie de Folschviller                |
| Église Saint-Jean-Bosco de Folschviller                                           | Folschviller                |         | 49° 04′ 52″ nord, 6° 41′ 05″ est |                |                                                                                                  |             | Église Saint-Jean-Bosco de Folschviller                                           |
| Église Saint-Lambert de Fonteny                                                   | Fonteny                     |         | 48° 52′ 51″ nord, 6° 27′ 52″ est |                |                                                                                                  |             | Église Saint-Lambert de Fonteny                                                   |
| Église Saint-Pierre de Fontoy                                                     | Fontoy                      |         | 49° 21′ 22″ nord, 5° 59′ 38″ est |                |                                                                                                  |             | Église Saint-Pierre de Fontoy                                                     |
| Église Saint-Rémi de Forbach                                                      | Forbach                     |         | 49° 11′ 08″ nord, 6° 54′ 00″ est |                |                                                                                                  |             | Église Saint-Rémi de Forbach                                                      |
| Église du Christ-Roi de Bellevue                                                  | Forbach                     |         | 49° 11′ 35″ nord, 6° 53′ 42″ est |                |                                                                                                  |             | Église du Christ-Roi de Bellevue                                                  |
| Église Notre-Dame du Wiesberg                                                     | Forbach                     |         | 49° 10′ 35″ nord, 6° 53′ 11″ est |                |                                                                                                  |             | Église Notre-Dame du Wiesberg                                                     |
| Église Notre-Dame-du-Rosaire de Marienau                                          | Forbach                     |         | 49° 11′ 07″ nord, 6° 52′ 08″ est |                |                                                                                                  |             | Église Notre-Dame-du-Rosaire de Marienau                                          |
| Église Sainte-Croix de Cité du Creuzberg                                          | Forbach                     |         | 49° 11′ 21″ nord, 6° 55′ 16″ est |                |                                                                                                  |             | Église Sainte-Croix de Cité du Creuzberg                                          |
| Église Saint-Joseph de Quartier du Bruch                                          | Forbach                     |         | 49° 11′ 47″ nord, 6° 52′ 30″ est |                |                                                                                                  |             | Église Saint-Joseph de Quartier du Bruch                                          |
| Église Sainte-Marguerite de Fossieux                                              | Fossieux                    |         | 48° 51′ 03″ nord, 6° 19′ 37″ est | « PA00106767 » | Classé MH                                                                                        | 1920        | Église Sainte-Marguerite de Fossieux                                              |
| Église Saint-Remi de Foulcrey                                                     | Foulcrey                    |         | 48° 38′ 14″ nord, 6° 51′ 27″ est |                |                                                                                                  |             | Église Saint-Remi de Foulcrey                                                     |
| Église Saint-Remy de Fouligny                                                     | Fouligny                    |         | 49° 05′ 35″ nord, 6° 30′ 18″ est |                |                                                                                                  |             | Église Saint-Remy de Fouligny                                                     |
| Église Saint-Jean-Baptiste de Foville                                             | Foville                     |         | 48° 54′ 55″ nord, 6° 19′ 23″ est |                |                                                                                                  |             | Église Saint-Jean-Baptiste de Foville                                             |
| Église Saint-Hubert de Francaltroff                                               | Francaltroff                |         | 48° 57′ 44″ nord, 6° 47′ 53″ est |                |                                                                                                  |             | Église Saint-Hubert de Francaltroff                                               |
| Église de l'Assomption-de-la-Bienheureuse-Vierge-Marie de Fraquelfing             | Fraquelfing                 |         | 48° 38′ 23″ nord, 6° 59′ 16″ est |                |                                                                                                  |             | Église de l'Assomption-de-la-Bienheureuse-Vierge-Marie de Fraquelfing             |
| Église Saint-Jacques-le-Majeur de Frauenberg                                      | Frauenberg                  |         | 49° 08′ 10″ nord, 7° 07′ 41″ est |                |                                                                                                  |             | Église Saint-Jacques-le-Majeur de Frauenberg                                      |
| Église Saint-Étienne de Freistroff                                                | Freistroff                  |         | 49° 16′ 58″ nord, 6° 29′ 20″ est |                |                                                                                                  |             | Église Saint-Étienne de Freistroff                                                |
| Église Saint-Denis de Fresnes-en-Saulnois                                         | Fresnes-en-Saulnois         |         | 48° 50′ 28″ nord, 6° 26′ 16″ est |                |                                                                                                  |             | Église Saint-Denis de Fresnes-en-Saulnois                                         |
| Église Saint-Laurent de Freybouse                                                 | Freybouse                   |         | 49° 00′ 14″ nord, 6° 46′ 39″ est |                |                                                                                                  |             | Église Saint-Laurent de Freybouse                                                 |
| Église de la Bienheureuse-Vierge-Marie de Freyming                                | Freyming-Merlebach          |         | 49° 08′ 40″ nord, 6° 46′ 43″ est |                |                                                                                                  |             | Église de la Bienheureuse-Vierge-Marie de Freyming                                |
| Église Notre-Dame-de-la-Nativité de Merlebach                                     | Freyming-Merlebach          |         | 49° 08′ 50″ nord, 6° 48′ 54″ est |                |                                                                                                  |             | Église Notre-Dame-de-la-Nativité de Merlebach                                     |
| Église Saint-Joseph de Freyming Hochwald                                          | Freyming-Merlebach          |         | 49° 09′ 19″ nord, 6° 48′ 10″ est |                |                                                                                                  |             | Église Saint-Joseph de Freyming Hochwald                                          |
| Église Saint-Maurice de Freyming                                                  | Freyming-Merlebach          |         | 49° 08′ 39″ nord, 6° 47′ 49″ est | « IA00037100 » |                                                                                                  |             | Église Saint-Maurice de Freyming                                                  |
| Église Saint-Martin de Fribourg                                                   | Fribourg                    |         | 48° 46′ 01″ nord, 6° 51′ 27″ est |                |                                                                                                  |             | Église Saint-Martin de Fribourg                                                   |
| Église Saint-Jean-Baptiste de Frémery                                             | Frémery                     |         | 48° 55′ 08″ nord, 6° 28′ 24″ est |                |                                                                                                  |             | Église Saint-Jean-Baptiste de Frémery                                             |
| Église Saint-Joseph de Frémestroff                                                | Frémestroff                 |         | 49° 01′ 02″ nord, 6° 46′ 53″ est |                |                                                                                                  |             | Église Saint-Joseph de Frémestroff                                                |
| Église de la Nativité-de-Notre-Dame de Fèves                                      | Fèves                       |         | 49° 11′ 45″ nord, 6° 07′ 02″ est | « PA00106765 » | Classé MH                                                                                        | 1886        | Église de la Nativité-de-Notre-Dame de Fèves                                      |
| Église Saint-Rémy de Fénétrange                                                   | Fénétrange                  |         | 48° 50′ 50″ nord, 7° 01′ 18″ est | « PA00106762 » |                                                                                                  |             | Église Saint-Rémy de Fénétrange                                                   |
| Église Saint-Pierre-aux-Liens de Féy                                              | Féy                         |         | 49° 01′ 43″ nord, 6° 05′ 51″ est |                |                                                                                                  |             | Église Saint-Pierre-aux-Liens de Féy                                              |
| Église Saint-Hubert de Gandrange                                                  | Gandrange                   |         | 49° 16′ 05″ nord, 6° 07′ 34″ est | « PA00106770 » |                                                                                                  |             | Église Saint-Hubert de Gandrange                                                  |
| Église Saint-Pierre de Boussange                                                  | Gandrange                   |         | 49° 16′ 29″ nord, 6° 08′ 46″ est |                |                                                                                                  |             | Église Saint-Pierre de Boussange                                                  |
| Ancienne église Saint-Pierre de Boussange                                         | Gandrange                   |         | à géolocaliser                   |                |                                                                                                  |             | Ancienne église Saint-Pierre de Boussange                                         |
| Église Saint-Coloman de Garrebourg                                                | Garrebourg                  |         | 48° 42′ 38″ nord, 7° 14′ 00″ est |                |                                                                                                  |             | Église Saint-Coloman de Garrebourg                                                |
| Église Saint-Antoine de Gavisse                                                   | Gavisse                     |         | 49° 25′ 57″ nord, 6° 17′ 10″ est |                |                                                                                                  |             | Église Saint-Antoine de Gavisse                                                   |
| Église Saint-Brice de Gelucourt                                                   | Gelucourt                   |         | 48° 46′ 00″ nord, 6° 43′ 34″ est |                |                                                                                                  |             | Église Saint-Brice de Gelucourt                                                   |
| Église de l'Assomption-de-la-Bienheureuse-Vierge-Marie de Givrycourt              | Givrycourt                  |         | 48° 55′ 25″ nord, 6° 55′ 08″ est |                |                                                                                                  |             | Église de l'Assomption-de-la-Bienheureuse-Vierge-Marie de Givrycourt              |
| Église de la Visitation de Goetzenbruck                                           | Goetzenbruck                |         | 48° 58′ 34″ nord, 7° 22′ 44″ est | « IA00037840 » |                                                                                                  |             | Église de la Visitation de Goetzenbruck                                           |
| Église Saint-Chrodegang d'Althorn                                                 | Goetzenbruck                |         | 48° 57′ 36″ nord, 7° 23′ 37″ est |                |                                                                                                  |             | Église Saint-Chrodegang d'Althorn                                                 |
| Église Saint-Martin de Goin                                                       | Goin                        |         | 48° 59′ 13″ nord, 6° 13′ 05″ est |                |                                                                                                  |             | Église Saint-Martin de Goin                                                       |
| Église Saint-Martin de Gomelange                                                  | Gomelange                   |         | 49° 14′ 27″ nord, 6° 28′ 11″ est |                |                                                                                                  |             | Église Saint-Martin de Gomelange                                                  |
| Église Saint-Sébastien de Gondrecourt                                             | Gondrecourt-Aix             |         | 49° 14′ 42″ nord, 5° 46′ 02″ est | « IA00035086 » |                                                                                                  |             | Église Saint-Sébastien de Gondrecourt                                             |
| Église de la Sainte-Trinité d'Aix                                                 | Gondrecourt-Aix             |         | 49° 15′ 11″ nord, 5° 45′ 36″ est | « IA00035089 » |                                                                                                  |             | Église de la Sainte-Trinité d'Aix                                                 |
| Église Saint-Luc de Gondrexange                                                   | Gondrexange                 |         | 48° 41′ 03″ nord, 6° 55′ 42″ est |                |                                                                                                  |             | Église Saint-Luc de Gondrexange                                                   |
| Église Saint-Jean-Baptiste de Gorcy                                               | Gorcy                       |         | 49° 32′ 02″ nord, 5° 41′ 04″ est | « IA00060536 » |                                                                                                  |             | Église Saint-Jean-Baptiste de Gorcy                                               |
| Collégiale Saint-Étienne de Gorze                                                 | Gorze                       |         | 49° 03′ 11″ nord, 5° 59′ 49″ est |                |                                                                                                  |             | Collégiale Saint-Étienne de Gorze                                                 |
| Église Saint-Sévère de Gosselming                                                 | Gosselming                  |         | 48° 47′ 30″ nord, 7° 00′ 08″ est |                |                                                                                                  |             | Église Saint-Sévère de Gosselming                                                 |
| Église de la Nativité-de-la-Vierge de Petit-Xivry                                 | Grand-Failly                |         | 49° 26′ 28″ nord, 5° 32′ 13″ est | « IA00052662 » |                                                                                                  |             | Église de la Nativité-de-la-Vierge de Petit-Xivry                                 |
| Église Saint-Martin de Grand-Failly                                               | Grand-Failly                |         | 49° 25′ 15″ nord, 5° 30′ 44″ est | « IA00052643 » |                                                                                                  |             | Église Saint-Martin de Grand-Failly                                               |
| Église Saint-Léonard de Gravelotte                                                | Gravelotte                  |         | 49° 06′ 33″ nord, 6° 01′ 48″ est |                |                                                                                                  |             | Église Saint-Léonard de Gravelotte                                                |
| Église Saint-Didier de Gros-Réderching                                            | Gros-Réderching             |         | 49° 04′ 03″ nord, 7° 13′ 02″ est | « IA00056083 » |                                                                                                  |             | Image manquante Téléverser                                                        |
| Église Saint-Innocent de Grosbliederstroff                                        | Grosbliederstroff           |         | 49° 09′ 26″ nord, 7° 01′ 49″ est |                |                                                                                                  |             | Église Saint-Innocent de Grosbliederstroff                                        |
| Église Saint-Jean-Baptiste de Grostenquin                                         | Grostenquin                 |         | 48° 58′ 47″ nord, 6° 44′ 18″ est |                |                                                                                                  |             | Église Saint-Jean-Baptiste de Grostenquin                                         |
| Église Sainte-Anne de Grundviller                                                 | Grundviller                 |         | 49° 02′ 35″ nord, 6° 58′ 14″ est |                |                                                                                                  |             | Église Sainte-Anne de Grundviller                                                 |
| Église Saint-Vit de Grémecey                                                      | Grémecey                    |         | 48° 48′ 00″ nord, 6° 24′ 22″ est |                |                                                                                                  |             | Église Saint-Vit de Grémecey                                                      |
| Église Saint-Joseph de Gréning                                                    | Gréning                     |         | 48° 58′ 22″ nord, 6° 50′ 37″ est |                |                                                                                                  |             | Église Saint-Joseph de Gréning                                                    |
| Église Saint-Materne de Guebenhouse                                               | Guebenhouse                 |         | 49° 04′ 32″ nord, 6° 56′ 30″ est |                |                                                                                                  |             | Église Saint-Materne de Guebenhouse                                               |
| Église Saint-Lambert de Guenviller                                                | Guenviller                  |         | 49° 06′ 26″ nord, 6° 47′ 59″ est | « IA00037106 » |                                                                                                  |             | Église Saint-Lambert de Guenviller                                                |
| Église Saint-Pierre-et-Saint-Paul de Guermange                                    | Guermange                   |         | 48° 47′ 39″ nord, 6° 48′ 38″ est |                |                                                                                                  |             | Église Saint-Pierre-et-Saint-Paul de Guermange                                    |
| Église Saint-Maurice de Guerstling                                                | Guerstling                  |         | 49° 19′ 41″ nord, 6° 34′ 56″ est |                |                                                                                                  |             | Église Saint-Maurice de Guerstling                                                |
| Église Saint-Jacques-le-Majeur de Guerting                                        | Guerting                    |         | 49° 11′ 24″ nord, 6° 37′ 14″ est |                |                                                                                                  |             | Église Saint-Jacques-le-Majeur de Guerting                                        |
| Église Saint-Gangoulf de Guessling                                                | Guessling-Hémering          |         | 49° 01′ 30″ nord, 6° 39′ 32″ est |                |                                                                                                  |             | Église Saint-Gangoulf de Guessling                                                |
| Église Saint-Pierre de Guinglange                                                 | Guinglange                  |         | 49° 04′ 27″ nord, 6° 31′ 28″ est |                |                                                                                                  |             | Église Saint-Pierre de Guinglange                                                 |
| Église Saint-Maurice de Guinkirchen                                               | Guinkirchen                 |         | 49° 12′ 23″ nord, 6° 26′ 58″ est |                |                                                                                                  |             | Église Saint-Maurice de Guinkirchen                                               |
| Église de l'Invention-de-Saint-Étienne de Guinzeling                              | Guinzeling                  |         | 48° 52′ 47″ nord, 6° 50′ 36″ est |                |                                                                                                  |             | Église de l'Invention-de-Saint-Étienne de Guinzeling                              |
| Église de l'Assomption-de-la-Bienheureuse-Vierge-Marie de Guntzviller             | Guntzviller                 |         | 48° 42′ 37″ nord, 7° 09′ 42″ est |                |                                                                                                  |             | Église de l'Assomption-de-la-Bienheureuse-Vierge-Marie de Guntzviller             |
| Église Saint-Georges de Guéblange-lès-Dieuze                                      | Guéblange-lès-Dieuze        |         | 48° 46′ 30″ nord, 6° 41′ 58″ est |                |                                                                                                  |             | Église Saint-Georges de Guéblange-lès-Dieuze                                      |
| Église Saint-Léger de Guébling                                                    | Guébling                    |         | 48° 51′ 48″ nord, 6° 44′ 41″ est |                |                                                                                                  |             | Église Saint-Léger de Guébling                                                    |
| Église Saint-Matthieu de Guénange                                                 | Guénange                    |         | 49° 17′ 41″ nord, 6° 11′ 51″ est |                |                                                                                                  |             | Église Saint-Matthieu de Guénange                                                 |
| Église Saint-Laurent d'Haboudange                                                 | Haboudange                  |         | 48° 53′ 28″ nord, 6° 36′ 44″ est |                |                                                                                                  |             | Église Saint-Laurent d'Haboudange                                                 |
| Église Saint-Valentin d'Hagen                                                     | Hagen                       |         | 49° 29′ 56″ nord, 6° 10′ 20″ est |                |                                                                                                  |             | Église Saint-Valentin d'Hagen                                                     |
| Église du Cœur-Immaculé-de-la-Bienheureuse-Vierge-Marie d'Hagondange              | Hagondange                  |         | 49° 14′ 56″ nord, 6° 10′ 07″ est |                |                                                                                                  |             | Église du Cœur-Immaculé-de-la-Bienheureuse-Vierge-Marie d'Hagondange              |
| Église Saint-Jacques-le-Majeur de Cité d'Hagondange                               | Hagondange                  |         | 49° 14′ 52″ nord, 6° 08′ 56″ est |                |                                                                                                  |             | Église Saint-Jacques-le-Majeur de Cité d'Hagondange                               |
| Église Saint-Hilaire d'Hagéville                                                  | Hagéville                   |         | 49° 01′ 53″ nord, 5° 51′ 43″ est | « IA00034828 » |                                                                                                  |             | Église Saint-Hilaire d'Hagéville                                                  |
| Église Saint-Antoine d'Hallering                                                  | Hallering                   |         | 49° 07′ 09″ nord, 6° 33′ 08″ est |                |                                                                                                  |             | Église Saint-Antoine d'Hallering                                                  |
| Église Saints-Pierre-et-Paul d'Halstroff                                          | Halstroff                   |         | 49° 23′ 11″ nord, 6° 29′ 17″ est | « IA00037639 » |                                                                                                  |             | Église Saints-Pierre-et-Paul d'Halstroff                                          |
| Église Saint-Lambert de Ham-sous-Varsberg                                         | Ham-sous-Varsberg           |         | 49° 10′ 46″ nord, 6° 38′ 48″ est |                |                                                                                                  |             | Église Saint-Lambert de Ham-sous-Varsberg                                         |
| Église Saint-Guy de Roth                                                          | Hambach                     |         | 49° 04′ 46″ nord, 7° 02′ 16″ est |                |                                                                                                  |             | Église Saint-Guy de Roth                                                          |
| Église Saint-Hubert d'Hambach                                                     | Hambach                     |         | 49° 03′ 41″ nord, 7° 02′ 12″ est |                |                                                                                                  |             | Église Saint-Hubert d'Hambach                                                     |
| Église Saint-Martin d'Hampont                                                     | Hampont                     |         | 48° 50′ 08″ nord, 6° 34′ 49″ est |                |                                                                                                  |             | Église Saint-Martin d'Hampont                                                     |
| Église Saint-Firmin-et-Saint-Rufe d'Han-sur-Nied                                  | Han-sur-Nied                |         | 48° 59′ 22″ nord, 6° 26′ 12″ est |                |                                                                                                  |             | Église Saint-Firmin-et-Saint-Rufe d'Han-sur-Nied                                  |
| Église Saint-Michel d'Hannocourt                                                  | Hannocourt                  |         | 48° 54′ 31″ nord, 6° 26′ 34″ est |                |                                                                                                  |             | Église Saint-Michel d'Hannocourt                                                  |
| Église Saint-Grégoire-le-Grand d'Hannonville-Suzémont                             | Hannonville-Suzémont        |         | 49° 05′ 54″ nord, 5° 50′ 04″ est |                |                                                                                                  |             | Église Saint-Grégoire-le-Grand d'Hannonville-Suzémont                             |
| Église de l'Exaltation-de-la-Sainte-Croix de Hanviller                            | Hanviller                   |         | 49° 06′ 12″ nord, 7° 27′ 30″ est | « IA00037875 » |                                                                                                  |             | Église de l'Exaltation-de-la-Sainte-Croix de Hanviller                            |
| Église Sainte-Croix d'Haraucourt-sur-Seille                                       | Haraucourt-sur-Seille       |         | 48° 47′ 57″ nord, 6° 36′ 19″ est |                |                                                                                                  |             | Église Sainte-Croix d'Haraucourt-sur-Seille                                       |
| Église Saint-Michel d'Hargarten-aux-Mines                                         | Hargarten-aux-Mines         |         | 49° 13′ 24″ nord, 6° 36′ 22″ est |                |                                                                                                  |             | Église Saint-Michel d'Hargarten-aux-Mines                                         |
| Église Saint-Denis d'Harprich                                                     | Harprich                    |         | 48° 57′ 41″ nord, 6° 39′ 20″ est |                |                                                                                                  |             | Église Saint-Denis d'Harprich                                                     |
| Église Saint-Léopold d'Hartzviller                                                | Hartzviller                 |         | 48° 40′ 08″ nord, 7° 05′ 09″ est |                |                                                                                                  |             | Église Saint-Léopold d'Hartzviller                                                |
| Église Saint-Louis d'Haselbourg                                                   | Haselbourg                  |         | 48° 41′ 08″ nord, 7° 12′ 17″ est | « IA57000661 » |                                                                                                  |             | Église Saint-Louis d'Haselbourg                                                   |
| Église Saint-Nicolas de Haspelschiedt                                             | Haspelschiedt               |         | 49° 05′ 13″ nord, 7° 29′ 05″ est | « IA00037886 » |                                                                                                  |             | Église Saint-Nicolas de Haspelschiedt                                             |
| Église Saint-Pierre-et-Saint-Paul d'Hattigny                                      | Hattigny                    |         | 48° 37′ 55″ nord, 6° 57′ 59″ est | « IA57001125 » |                                                                                                  |             | Église Saint-Pierre-et-Saint-Paul d'Hattigny                                      |
| Église Saint-Étienne d'Hauconcourt                                                | Hauconcourt                 |         | 49° 13′ 09″ nord, 6° 11′ 25″ est |                |                                                                                                  |             | Église Saint-Étienne d'Hauconcourt                                                |
| Église Saint-Éloy d'Haucourt-Moulaine                                             | Haucourt-Moulaine           |         | 49° 29′ 49″ nord, 5° 48′ 40″ est |                |                                                                                                  |             | Église Saint-Éloy d'Haucourt-Moulaine                                             |
| Église de Moulaine                                                                | Haucourt-Moulaine           |         | 49° 30′ 07″ nord, 5° 49′ 04″ est |                |                                                                                                  |             | Église de Moulaine                                                                |
| Église Saint-Séverin d'Haut-Clocher                                               | Haut-Clocher                |         | 48° 45′ 33″ nord, 7° 00′ 01″ est |                |                                                                                                  |             | Église Saint-Séverin d'Haut-Clocher                                               |
| Église Saint-Hubert d'Haute-Kontz                                                 | Haute-Kontz                 |         | 49° 27′ 09″ nord, 6° 19′ 07″ est | « IA00037694 » |                                                                                                  |             | Église Saint-Hubert d'Haute-Kontz                                                 |
| Église Saint-Étienne d'Haute-Vigneulles                                           | Haute-Vigneulles            |         | 49° 06′ 02″ nord, 6° 33′ 18″ est |                |                                                                                                  |             | Église Saint-Étienne d'Haute-Vigneulles                                           |
| Église de la Sainte-Croix de Basse Vigneulles                                     | Haute-Vigneulles            |         | 49° 05′ 17″ nord, 6° 32′ 44″ est |                |                                                                                                  |             | Église de la Sainte-Croix de Basse Vigneulles                                     |
| Église Saint-Jean-Baptiste d'Havange                                              | Havange                     |         | 49° 23′ 18″ nord, 5° 59′ 37″ est |                |                                                                                                  |             | Église Saint-Jean-Baptiste d'Havange                                              |
| Église Saint-Martin d'Hayange                                                     | Hayange                     |         | 49° 19′ 45″ nord, 6° 03′ 48″ est | « PA57000031 » | Inscrit MH                                                                                       | 2008        | Église Saint-Martin d'Hayange                                                     |
| Église Sainte-Rita de Saint-Nicolas-en-Forêt                                      | Hayange                     |         | 49° 18′ 47″ nord, 6° 04′ 36″ est |                |                                                                                                  |             | Image manquante Téléverser                                                        |
| Église Saint-Sixte de Marspich                                                    | Hayange                     |         | 49° 20′ 13″ nord, 6° 04′ 44″ est |                |                                                                                                  |             | Église Saint-Sixte de Marspich                                                    |
| Église Saint-Quentin d'Hayes                                                      | Hayes                       |         | 49° 10′ 02″ nord, 6° 21′ 59″ est |                |                                                                                                  |             | Église Saint-Quentin d'Hayes                                                      |
| Église Saint-Étienne d'Hazembourg                                                 | Hazembourg                  |         | 48° 57′ 58″ nord, 6° 56′ 03″ est |                |                                                                                                  |             | Église Saint-Étienne d'Hazembourg                                                 |
| Église Sainte-Jeanne-d'Arc de Leiding                                             | Heining-lès-Bouzonville     |         | 49° 18′ 38″ nord, 6° 35′ 27″ est |                |                                                                                                  |             | Église Sainte-Jeanne-d'Arc de Leiding                                             |
| Église Saint-Martin de Hellering-lès-Fénétrange                                   | Hellering-lès-Fénétrange    |         | 48° 48′ 39″ nord, 7° 03′ 49″ est |                |                                                                                                  |             | Église Saint-Martin de Hellering-lès-Fénétrange                                   |
| Église Saint-Martin d'Hellimer                                                    | Hellimer                    |         | 48° 59′ 45″ nord, 6° 49′ 51″ est |                |                                                                                                  |             | Église Saint-Martin d'Hellimer                                                    |
| Église de la Très-Sainte-Trinité d'Helstroff                                      | Helstroff                   |         | 49° 09′ 07″ nord, 6° 28′ 37″ est |                |                                                                                                  |             | Église de la Très-Sainte-Trinité d'Helstroff                                      |
| Église de l'Exaltation-de-la-Sainte-Croix d'Henridorff                            | Henridorff                  |         | 48° 44′ 01″ nord, 7° 12′ 39″ est |                |                                                                                                  |             | Église de l'Exaltation-de-la-Sainte-Croix d'Henridorff                            |
| Église Saint-Mathieu d'Henriville                                                 | Henriville                  |         | 49° 05′ 47″ nord, 6° 51′ 13″ est |                |                                                                                                  |             | Église Saint-Mathieu d'Henriville                                                 |
| Église Saint-Joseph d'Hermelange                                                  | Hermelange                  |         | 48° 40′ 46″ nord, 7° 00′ 59″ est |                |                                                                                                  |             | Église Saint-Joseph d'Hermelange                                                  |
| Église Saint-Étienne d'Herny                                                      | Herny                       |         | 49° 00′ 01″ nord, 6° 28′ 46″ est |                |                                                                                                  |             | Église Saint-Étienne d'Herny                                                      |
| Église de Landrivaux                                                              | Herserange                  |         | 49° 31′ 26″ nord, 5° 47′ 53″ est |                |                                                                                                  |             | Église de Landrivaux                                                              |
| Église Notre-Dame de Senelle                                                      | Herserange                  |         | 49° 31′ 08″ nord, 5° 47′ 10″ est |                |                                                                                                  |             | Église Notre-Dame de Senelle                                                      |
| Église Saint-Pierre du Vieux Village                                              | Herserange                  |         | 49° 31′ 06″ nord, 5° 47′ 41″ est |                |                                                                                                  |             | Église Saint-Pierre du Vieux Village                                              |
| Église Saint-Antoine-de-Padoue d'Hertzing                                         | Hertzing                    |         | 48° 41′ 13″ nord, 6° 57′ 04″ est |                |                                                                                                  |             | Église Saint-Antoine-de-Padoue d'Hertzing                                         |
| Église Saint-Laurent d'Hesse                                                      | Hesse                       |         | 48° 41′ 43″ nord, 7° 02′ 52″ est |                |                                                                                                  |             | Église Saint-Laurent d'Hesse                                                      |
| Église de la Décollation-de-Saint-Jean-Baptiste d'Hestroff                        | Hestroff                    |         | 49° 15′ 45″ nord, 6° 26′ 03″ est |                |                                                                                                  |             | Église de la Décollation-de-Saint-Jean-Baptiste d'Hestroff                        |
| Église Saint-Étienne d'Hettange-Grande                                            | Hettange-Grande             |         | 49° 24′ 24″ nord, 6° 09′ 14″ est | « IA00053242 » |                                                                                                  |             | Église Saint-Étienne d'Hettange-Grande                                            |
| Église Saint-Brice d'Hilbesheim                                                   | Hilbesheim                  |         | 48° 46′ 36″ nord, 7° 05′ 54″ est |                |                                                                                                  |             | Église Saint-Brice d'Hilbesheim                                                   |
| Église de la Découverte-de-la-Sainte-Croix d'Hilsprich                            | Hilsprich                   |         | 49° 00′ 52″ nord, 6° 54′ 46″ est |                |                                                                                                  |             | Église de la Découverte-de-la-Sainte-Croix d'Hilsprich                            |
| Église Sainte-Lucie d'Hinckange                                                   | Hinckange                   |         | 49° 11′ 24″ nord, 6° 26′ 42″ est |                |                                                                                                  |             | Église Sainte-Lucie d'Hinckange                                                   |
| Église de la Nativité-de-la-Bienheureuse-Vierge-Marie d'Holacourt                 | Holacourt                   |         | 48° 58′ 22″ nord, 6° 30′ 55″ est |                |                                                                                                  |             | Église de la Nativité-de-la-Bienheureuse-Vierge-Marie d'Holacourt                 |
| Église Saint-Hubert d'Holling                                                     | Holling                     |         | 49° 15′ 42″ nord, 6° 29′ 45″ est |                |                                                                                                  |             | Église Saint-Hubert d'Holling                                                     |
| Église de l'Immaculée-Conception d'Holving                                        | Holving                     |         | 49° 00′ 42″ nord, 6° 57′ 55″ est |                |                                                                                                  |             | Église de l'Immaculée-Conception d'Holving                                        |
| Collégiale Saint-Étienne de Hombourg-Haut                                         | Hombourg-Haut               |         | 49° 07′ 37″ nord, 6° 46′ 50″ est | « PA00106789 » | Classé MH                                                                                        | 1930        | Collégiale Saint-Étienne de Hombourg-Haut                                         |
| Église Saint-Martin de Hommarting                                                 | Hommarting                  |         | 48° 44′ 18″ nord, 7° 08′ 44″ est |                |                                                                                                  |             | Église Saint-Martin de Hommarting                                                 |
| Église Saint-Wendelin d'Hommert                                                   | Hommert                     |         | 48° 40′ 36″ nord, 7° 10′ 37″ est |                |                                                                                                  |             | Église Saint-Wendelin d'Hommert                                                   |
| Église de la Nativité-de-la-Vierge d'Homécourt                                    | Homécourt                   |         | 49° 13′ 22″ nord, 5° 59′ 36″ est | « IA00034910 » |                                                                                                  |             | Église de la Nativité-de-la-Vierge d'Homécourt                                    |
| Église Saint-Jean-Baptiste d'Honskirch                                            | Honskirch                   |         | 48° 56′ 28″ nord, 6° 57′ 25″ est |                |                                                                                                  |             | Église Saint-Jean-Baptiste d'Honskirch                                            |
| Église Saint-Maurice d'Hoste                                                      | Hoste                       |         | 49° 04′ 12″ nord, 6° 53′ 13″ est | « IA00037140 » |                                                                                                  |             | Église Saint-Maurice d'Hoste                                                      |
| Église Saint-Louis de Valette                                                     | Hoste                       |         | 49° 03′ 10″ nord, 6° 50′ 40″ est | « IA00037138 » |                                                                                                  |             | Église Saint-Louis de Valette                                                     |
| Église Saint-Pierre d'Hottviller                                                  | Hottviller                  |         | 49° 04′ 42″ nord, 7° 21′ 43″ est | « IA00037229 » |                                                                                                  |             | Église Saint-Pierre d'Hottviller                                                  |
| Église Saint-Wendelin d'Hultehouse                                                | Hultehouse                  |         | 48° 43′ 08″ nord, 7° 15′ 41″ est |                |                                                                                                  |             | Église Saint-Wendelin d'Hultehouse                                                |
| Église Saint-Jacques-le-Majeur d'Hundling                                         | Hundling                    |         | 49° 06′ 27″ nord, 6° 58′ 55″ est |                |                                                                                                  |             | Église Saint-Jacques-le-Majeur d'Hundling                                         |
| Église Saint-Fiacre d'Hunting                                                     | Hunting                     |         | 49° 24′ 52″ nord, 6° 19′ 38″ est | « IA00037646 » |                                                                                                  |             | Église Saint-Fiacre d'Hunting                                                     |
| Église Saint-Hubert d'Hémilly                                                     | Hémilly                     |         | 49° 03′ 42″ nord, 6° 30′ 07″ est |                |                                                                                                  |             | Église Saint-Hubert d'Hémilly                                                     |
| Église Saint-Nicolas d'Héming                                                     | Héming                      |         | 48° 41′ 41″ nord, 6° 57′ 57″ est | « IA57001025 » |                                                                                                  |             | Église Saint-Nicolas d'Héming                                                     |
| Église Saint-Denis d'Hérange                                                      | Hérange                     |         | 48° 46′ 31″ nord, 7° 10′ 02″ est |                |                                                                                                  |             | Église Saint-Denis d'Hérange                                                      |
| Église Saint-Jacques d'Ibigny                                                     | Ibigny                      |         | 48° 38′ 37″ nord, 6° 53′ 59″ est |                |                                                                                                  |             | Église Saint-Jacques d'Ibigny                                                     |
| Église Saint-Hubert d'Illange                                                     | Illange                     |         | 49° 19′ 40″ nord, 6° 10′ 47″ est | « IA00038454 » |                                                                                                  |             | Église Saint-Hubert d'Illange                                                     |
| Église de l'Exaltation-de-la-Sainte-Croix d'Imling                                | Imling                      |         | 48° 43′ 09″ nord, 7° 01′ 24″ est |                |                                                                                                  |             | Église de l'Exaltation-de-la-Sainte-Croix d'Imling                                |
| Église Saint-Michel d'Inglange                                                    | Inglange                    |         | 49° 20′ 47″ nord, 6° 17′ 57″ est | « IA00038201 » |                                                                                                  |             | Église Saint-Michel d'Inglange                                                    |
| Église Saint-Clément d'Insming                                                    | Insming                     |         | 48° 57′ 23″ nord, 6° 52′ 30″ est |                |                                                                                                  |             | Église Saint-Clément d'Insming                                                    |
| Église Saint-Michel d'Insviller                                                   | Insviller                   |         | 48° 53′ 17″ nord, 6° 53′ 45″ est |                |                                                                                                  |             | Église Saint-Michel d'Insviller                                                   |
| Église de la Visitation d'Ippling                                                 | Ippling                     |         | 49° 06′ 21″ nord, 7° 00′ 12″ est |                |                                                                                                  |             | Église de la Visitation d'Ippling                                                 |
| Église Saint-Denis de Jallaucourt                                                 | Jallaucourt                 |         | 48° 50′ 25″ nord, 6° 23′ 19″ est |                |                                                                                                  |             | Église Saint-Denis de Jallaucourt                                                 |
| Église Saint-André de Jouy-aux-Arches                                             | Jouy-aux-Arches             |         | 49° 03′ 31″ nord, 6° 04′ 31″ est |                |                                                                                                  |             | Église Saint-André de Jouy-aux-Arches                                             |
| Église Saint-Hilaire de Jussy                                                     | Jussy                       |         | 49° 06′ 05″ nord, 6° 05′ 07″ est | « PA00106792 » | Classé MH                                                                                        | 1847        | Église Saint-Hilaire de Jussy                                                     |
| Église Saint-Germain de Juvelize                                                  | Juvelize                    |         | 48° 45′ 44″ nord, 6° 38′ 57″ est | « IA57000498 » |                                                                                                  |             | Église Saint-Germain de Juvelize                                                  |
| Église Saint-Maurice de Juville                                                   | Juville                     |         | 48° 55′ 53″ nord, 6° 20′ 52″ est |                |                                                                                                  |             | Église Saint-Maurice de Juville                                                   |
| Église Notre-Dame de Franchepré                                                   | Jœuf                        |         | 49° 13′ 33″ nord, 6° 00′ 41″ est | « IA00035308 » |                                                                                                  |             | Église Notre-Dame de Franchepré                                                   |
| Église de la Sainte-Croix de Jœuf                                                 | Jœuf                        |         | 49° 13′ 48″ nord, 6° 00′ 13″ est |                |                                                                                                  |             | Église de la Sainte-Croix de Jœuf                                                 |
| Église Saint-Florin de Kalhausen                                                  | Kalhausen                   |         | 49° 01′ 15″ nord, 7° 09′ 15″ est |                |                                                                                                  |             | Image manquante Téléverser                                                        |
| Église Saint-Maurice dite du Keybourg de Kanfen                                   | Kanfen                      |         | 49° 26′ 07″ nord, 6° 06′ 00″ est | « IA00053262 » |                                                                                                  |             | Église Saint-Maurice dite du Keybourg de Kanfen                                   |
| Église Saint-Jacques-le-Majeur de Kappelkinger                                    | Kappelkinger                |         | 48° 58′ 19″ nord, 6° 54′ 36″ est |                |                                                                                                  |             | Église Saint-Jacques-le-Majeur de Kappelkinger                                    |
| Église Saint-Urbain de Kemplich                                                   | Kemplich                    |         | 49° 19′ 49″ nord, 6° 23′ 31″ est | « IA00038227 » |                                                                                                  |             | Église Saint-Urbain de Kemplich                                                   |
| Église Saint-Remi de Kerbach                                                      | Kerbach                     |         | 49° 09′ 59″ nord, 6° 57′ 58″ est |                |                                                                                                  |             | Église Saint-Remi de Kerbach                                                      |
| Église Saint-Jean-Baptiste de Kerling-lès-Sierck                                  | Kerling-lès-Sierck          |         | 49° 23′ 49″ nord, 6° 21′ 03″ est | « IA00037659 » |                                                                                                  |             | Église Saint-Jean-Baptiste de Kerling-lès-Sierck                                  |
| Église Saint-Pierre-aux-Liens de Kerprich-aux-Bois                                | Kerprich-aux-Bois           |         | 48° 44′ 16″ nord, 6° 57′ 39″ est |                |                                                                                                  |             | Église Saint-Pierre-aux-Liens de Kerprich-aux-Bois                                |
| Église Saint-Remi de Kirsch-lès-Sierck                                            | Kirsch-lès-Sierck           |         | 49° 26′ 37″ nord, 6° 24′ 02″ est | « IA00037666 » |                                                                                                  |             | Église Saint-Remi de Kirsch-lès-Sierck                                            |
| Église Saint-Alban de Kirschnaumen                                                | Kirschnaumen                |         | 49° 23′ 50″ nord, 6° 26′ 05″ est |                |                                                                                                  |             | Église Saint-Alban de Kirschnaumen                                                |
| Église Saint-Michel de Kirviller                                                  | Kirviller                   |         | 48° 57′ 11″ nord, 6° 58′ 53″ est |                |                                                                                                  |             | Église Saint-Michel de Kirviller                                                  |
| Église Saint-Charles de Knutange                                                  | Knutange                    |         | 49° 20′ 23″ nord, 6° 02′ 32″ est |                |                                                                                                  |             | Église Saint-Charles de Knutange                                                  |
| Église Saint-Quirin de Kuntzig                                                    | Kuntzig                     |         | 49° 20′ 48″ nord, 6° 14′ 20″ est | « IA00038272 » |                                                                                                  |             | Église Saint-Quirin de Kuntzig                                                    |
| Église Saint-Remi de Kédange-sur-Canner                                           | Kédange-sur-Canner          |         | 49° 18′ 31″ nord, 6° 20′ 18″ est | « IA00038212 » |                                                                                                  |             | Église Saint-Remi de Kédange-sur-Canner                                           |
| Église Saint-Hubert de Métrich                                                    | Kœnigsmacker                |         | 49° 24′ 10″ nord, 6° 17′ 46″ est |                |                                                                                                  |             | Église Saint-Hubert de Métrich                                                    |
| Église Saint-Martin de Kœnigsmacker                                               | Kœnigsmacker                |         | 49° 23′ 47″ nord, 6° 16′ 54″ est | « IA00038244 » |                                                                                                  |             | Église Saint-Martin de Kœnigsmacker                                               |
| Église Saint-Nicolas de L'Hôpital                                                 | L'Hôpital                   |         | 49° 09′ 28″ nord, 6° 43′ 46″ est |                |                                                                                                  |             | Église Saint-Nicolas de L'Hôpital                                                 |
| Église Sainte-Barbe de Cité Bois-Richard                                          | L'Hôpital                   |         | 49° 09′ 56″ nord, 6° 44′ 05″ est |                |                                                                                                  |             | Église Sainte-Barbe de Cité Bois-Richard                                          |
| Église Sainte-Thérèse de Cité La Colline                                          | L'Hôpital                   |         | 49° 09′ 49″ nord, 6° 44′ 52″ est |                |                                                                                                  |             | Église Sainte-Thérèse de Cité La Colline                                          |
| Église Saint-Baudier de La Maxe                                                   | La Maxe                     |         | 49° 10′ 08″ nord, 6° 11′ 23″ est |                |                                                                                                  |             | Église Saint-Baudier de La Maxe                                                   |
| Église Saint-Martin de Lachambre                                                  | Lachambre                   |         | 49° 04′ 55″ nord, 6° 44′ 44″ est | « IA00037025 » |                                                                                                  |             | Église Saint-Martin de Lachambre                                                  |
| Église Saint-Michel de Lafrimbolle                                                | Lafrimbolle                 |         | 48° 35′ 36″ nord, 7° 01′ 03″ est | « IA57001049 » |                                                                                                  |             | Église Saint-Michel de Lafrimbolle                                                |
| Église de la Nativité-de-Saint-Jean-Baptiste de Lagarde                           | Lagarde                     |         | 48° 41′ 31″ nord, 6° 42′ 22″ est | « IA57000422 » |                                                                                                  |             | Église de la Nativité-de-Saint-Jean-Baptiste de Lagarde                           |
| Église Saint-Jean-Baptiste de Laix                                                | Laix                        |         | 49° 26′ 42″ nord, 5° 46′ 47″ est | « IA00048887 » |                                                                                                  |             | Église Saint-Jean-Baptiste de Laix                                                |
| Église de l'Immaculée-Conception de Lambach                                       | Lambach                     |         | 49° 02′ 04″ nord, 7° 21′ 38″ est | « IA00056343 » |                                                                                                  |             | Église de l'Immaculée-Conception de Lambach                                       |
| Église Sainte-Marguerite de Landange                                              | Landange                    |         | 48° 40′ 16″ nord, 6° 57′ 34″ est | « IA57001070 » |                                                                                                  |             | Église Sainte-Marguerite de Landange                                              |
| Église Saint-Privat de Landres                                                    | Landres                     |         | 49° 18′ 58″ nord, 5° 48′ 28″ est | « IA00035629 » |                                                                                                  |             | Église Saint-Privat de Landres                                                    |
| Église Saint-Barthélemy de Landroff                                               | Landroff                    |         | 48° 58′ 04″ nord, 6° 36′ 45″ est |                |                                                                                                  |             | Église Saint-Barthélemy de Landroff                                               |
| Église Sainte-Marie-Madeleine de Laneuveville-en-Saulnois                         | Laneuveville-en-Saulnois    |         | 48° 52′ 05″ nord, 6° 26′ 11″ est |                |                                                                                                  |             | Église Sainte-Marie-Madeleine de Laneuveville-en-Saulnois                         |
| Église Saint-Hubert de Laneuveville-lès-Lorquin                                   | Laneuveville-lès-Lorquin    |         | 48° 39′ 14″ nord, 7° 00′ 08″ est |                |                                                                                                  |             | Église Saint-Hubert de Laneuveville-lès-Lorquin                                   |
| Église Saint-Michel de Langatte                                                   | Langatte                    |         | 48° 45′ 22″ nord, 6° 58′ 50″ est |                |                                                                                                  |             | Église Saint-Michel de Langatte                                                   |
| Église Saint-Adelphe de Languimberg                                               | Languimberg                 |         | 48° 44′ 44″ nord, 6° 51′ 29″ est |                |                                                                                                  |             | Église Saint-Adelphe de Languimberg                                               |
| Église Saint-Pierre-et-Saint-Paul de Vahl                                         | Laning                      |         | 49° 01′ 50″ nord, 6° 45′ 53″ est |                |                                                                                                  |             | Église Saint-Pierre-et-Saint-Paul de Vahl                                         |
| Église Saint-Hubert de Lantéfontaine                                              | Lantéfontaine               |         | 49° 14′ 52″ nord, 5° 53′ 44″ est | « IA00035310 » |                                                                                                  |             | Église Saint-Hubert de Lantéfontaine                                              |
| Église Saint-Pierre d'Immonville                                                  | Lantéfontaine               |         | 49° 15′ 16″ nord, 5° 52′ 00″ est | « IA00035315 » |                                                                                                  |             | Église Saint-Pierre d'Immonville                                                  |
| Église Saint-Maximin de Villers-Laquenexy                                         | Laquenexy                   |         | 49° 04′ 43″ nord, 6° 19′ 28″ est |                |                                                                                                  |             | Église Saint-Maximin de Villers-Laquenexy                                         |
| Église de la Nativité-la-Bienheureuse-Vierge-Marie de Laudrefang                  | Laudrefang                  |         | 49° 04′ 57″ nord, 6° 38′ 26″ est |                |                                                                                                  |             | Église de la Nativité-la-Bienheureuse-Vierge-Marie de Laudrefang                  |
| Église Sainte-Barbe de Laumesfeld                                                 | Laumesfeld                  |         | 49° 22′ 07″ nord, 6° 26′ 40″ est | « IA00037713 » |                                                                                                  |             | Église Sainte-Barbe de Laumesfeld                                                 |
| Église Saint-Martin de Launstroff                                                 | Launstroff                  |         | 49° 26′ 18″ nord, 6° 29′ 44″ est | « IA00037730 » |                                                                                                  |             | Église Saint-Martin de Launstroff                                                 |
| Église Sainte-Croix du Ban-Saint-Martin                                           | Le Ban-Saint-Martin         |         | 49° 07′ 24″ nord, 6° 08′ 58″ est |                |                                                                                                  |             | Église Sainte-Croix du Ban-Saint-Martin                                           |
| Église Saint-Pierre du Val-de-Guéblange                                           | Le Val-de-Guéblange         |         | 48° 58′ 44″ nord, 6° 57′ 40″ est |                |                                                                                                  |             | Église Saint-Pierre du Val-de-Guéblange                                           |
| Église Saint-Étienne de Lelling                                                   | Lelling                     |         | 49° 02′ 25″ nord, 6° 42′ 29″ est |                |                                                                                                  |             | Église Saint-Étienne de Lelling                                                   |
| Église Saint-Maurice de Lemberg                                                   | Lemberg                     |         | 49° 00′ 14″ nord, 7° 22′ 40″ est | « IA00037898 » |                                                                                                  |             | Église Saint-Maurice de Lemberg                                                   |
| Église de la Nativité-de-la-Bienheureuse-Vierge-Marie de Lemoncourt               | Lemoncourt                  |         | 48° 51′ 58″ nord, 6° 23′ 35″ est | « PA00106794 » | Classé MH                                                                                        | 1881        | Église de la Nativité-de-la-Bienheureuse-Vierge-Marie de Lemoncourt               |
| Église Sainte-Félicité de Lemud                                                   | Lemud                       |         | 49° 02′ 17″ nord, 6° 21′ 55″ est |                |                                                                                                  |             | Église Sainte-Félicité de Lemud                                                   |
| Église Saint-Laurent de Lengelsheim                                               | Lengelsheim                 |         | 49° 06′ 28″ nord, 7° 24′ 31″ est | « IA00051359 » |                                                                                                  |             | Église Saint-Laurent de Lengelsheim                                               |
| Église Saint-Jacques-le-Majeur des Baroches                                       | Les Baroches                |         | 49° 13′ 53″ nord, 5° 53′ 26″ est | « IA00035275 » |                                                                                                  |             | Église Saint-Jacques-le-Majeur des Baroches                                       |
| Église de la Très-Sainte-Trinité de Génaville                                     | Les Baroches                |         | 49° 14′ 29″ nord, 5° 53′ 32″ est |                |                                                                                                  |             | Église de la Très-Sainte-Trinité de Génaville                                     |
| Église Saint-Jean-Baptiste des Étangs                                             | Les Étangs                  |         | 49° 08′ 29″ nord, 6° 22′ 41″ est |                |                                                                                                  |             | Église Saint-Jean-Baptiste des Étangs                                             |
| Église Saint-Georges de Lesse                                                     | Lesse                       |         | 48° 57′ 52″ nord, 6° 30′ 17″ est |                |                                                                                                  |             | Image manquante Téléverser                                                        |
| Église Saint-Gorgon de Lessy                                                      | Lessy                       |         | 49° 07′ 16″ nord, 6° 05′ 40″ est | « PA00106795 » | Inscrit MH                                                                                       | 1983        | Église Saint-Gorgon de Lessy                                                      |
| Église Saint-Martin de Ley                                                        | Ley                         |         | 48° 44′ 09″ nord, 6° 39′ 26″ est | « IA57000414 » |                                                                                                  |             | Église Saint-Martin de Ley                                                        |
| Église de l'Assomption-de-la-Bienheureuse-Vierge-Marie de Leyviller               | Leyviller                   |         | 49° 01′ 54″ nord, 6° 50′ 09″ est |                |                                                                                                  |             | Église de l'Assomption-de-la-Bienheureuse-Vierge-Marie de Leyviller               |
| Église Saint-Remy de Lezey                                                        | Lezey                       |         | 48° 45′ 05″ nord, 6° 37′ 45″ est | « IA57000451 » |                                                                                                  |             | Église Saint-Remy de Lezey                                                        |
| Église Saint-Pierre-aux-Liens de Lhor                                             | Lhor                        |         | 48° 53′ 20″ nord, 6° 52′ 08″ est |                |                                                                                                  |             | Église Saint-Pierre-aux-Liens de Lhor                                             |
| Église Saint-Gengoulf de Lidrezing                                                | Lidrezing                   |         | 48° 53′ 01″ nord, 6° 41′ 48″ est |                |                                                                                                  |             | Église Saint-Gengoulf de Lidrezing                                                |
| Église Saint-Wendelin de Liederschiedt                                            | Liederschiedt               |         | 49° 07′ 14″ nord, 7° 29′ 51″ est | « IA00037918 » |                                                                                                  |             | Église Saint-Wendelin de Liederschiedt                                            |
| Église Saint-Remi de Lindre-Basse                                                 | Lindre-Basse                |         | 48° 48′ 04″ nord, 6° 44′ 53″ est |                |                                                                                                  |             | Église Saint-Remi de Lindre-Basse                                                 |
| Église Saint-Gibrien de Lindre-Haute                                              | Lindre-Haute                |         | 48° 48′ 50″ nord, 6° 44′ 59″ est |                |                                                                                                  |             | Église Saint-Gibrien de Lindre-Haute                                              |
| Église Saint-Christophe de Liocourt                                               | Liocourt                    |         | 48° 54′ 37″ nord, 6° 20′ 38″ est |                |                                                                                                  |             | Église Saint-Christophe de Liocourt                                               |
| Église Saint-Antoine de Lixheim                                                   | Lixheim                     |         | 48° 46′ 27″ nord, 7° 08′ 32″ est |                |                                                                                                  |             | Église Saint-Antoine de Lixheim                                                   |
| Église Saint-Maurice de Lixing-lès-Rouhling                                       | Lixing-lès-Rouhling         |         | 49° 09′ 13″ nord, 6° 59′ 39″ est |                |                                                                                                  |             | Église Saint-Maurice de Lixing-lès-Rouhling                                       |
| Église Saint-Barthélemy de Lixing-lès-Saint-Avold                                 | Lixing-lès-Saint-Avold      |         | 49° 02′ 11″ nord, 6° 45′ 13″ est |                |                                                                                                  |             | Image manquante Téléverser                                                        |
| Église Saint-Maurice de Liéhon                                                    | Liéhon                      |         | 48° 59′ 58″ nord, 6° 15′ 26″ est |                |                                                                                                  |             | Église Saint-Maurice de Liéhon                                                    |
| Église Saint-Léger de Lommerange                                                  | Lommerange                  |         | 49° 19′ 52″ nord, 5° 58′ 11″ est |                |                                                                                                  |             | Église Saint-Léger de Lommerange                                                  |
| Église Saint-Quentin de Longeville-lès-Metz                                       | Longeville-lès-Metz         |         | 49° 06′ 44″ nord, 6° 08′ 03″ est |                |                                                                                                  |             | Église Saint-Quentin de Longeville-lès-Metz                                       |
| Église Saint-Symphorien de l'île Saint-Symphorien                                 | Longeville-lès-Metz         |         | 49° 06′ 49″ nord, 6° 09′ 17″ est |                |                                                                                                  |             | Image manquante Téléverser                                                        |
| Église Saint-Magne de Longeville-lès-Saint-Avold                                  | Longeville-lès-Saint-Avold  |         | 49° 07′ 25″ nord, 6° 38′ 42″ est |                |                                                                                                  |             | Église Saint-Magne de Longeville-lès-Saint-Avold                                  |
| Église Sainte-Agathe de Longuyon                                                  | Longuyon                    |         | 49° 27′ 01″ nord, 5° 36′ 05″ est | « PA00106072 » | Classé MH                                                                                        | 1875        | Église Sainte-Agathe de Longuyon                                                  |
| Église de la Sainte-Vierge de Noërs                                               | Longuyon                    |         | 49° 26′ 01″ nord, 5° 34′ 52″ est |                |                                                                                                  |             | Église de la Sainte-Vierge de Noërs                                               |
| Église Saint-Dagobert de Longwy-Haut                                              | Longwy                      |         | 49° 31′ 27″ nord, 5° 45′ 43″ est | « PA00106074 » | Classé MH                                                                                        | 1921        | Église Saint-Dagobert de Longwy-Haut                                              |
| Église Saint-Jules de Gouraincourt                                                | Longwy                      |         | 49° 31′ 47″ nord, 5° 46′ 41″ est | « IA00074510 » |                                                                                                  |             | Église Saint-Jules de Gouraincourt                                                |
| Église de la Sainte-Trinité de Longwy-Bas                                         | Longwy                      |         | 49° 30′ 51″ nord, 5° 45′ 58″ est | « IA00074472 » |                                                                                                  |             | Église de la Sainte-Trinité de Longwy-Bas                                         |
| Église de l'Exaltation-de-la-Sainte-Croix de Lorquin                              | Lorquin                     |         | 48° 40′ 10″ nord, 6° 59′ 45″ est | « IA57000831 » |                                                                                                  |             | Église de l'Exaltation-de-la-Sainte-Croix de Lorquin                              |
| Église de l'Exaltation-de-la-Sainte-Croix de Lorry                                | Lorry-Mardigny              |         | 48° 59′ 13″ nord, 6° 05′ 04″ est | « PA00106797 » | Classé MH                                                                                        | 1889        | Église de l'Exaltation-de-la-Sainte-Croix de Lorry                                |
| Église Saint-Laurent de Mardigny de Lorry-Mardigny                                | Lorry-Mardigny              |         | 48° 58′ 39″ nord, 6° 05′ 01″ est | « PA57000011 » | Inscrit MH partiellement                                                                         | 1997        | Église Saint-Laurent de Mardigny de Lorry-Mardigny                                |
| Église Saint-Clément de Lorry-lès-Metz                                            | Lorry-lès-Metz              |         | 49° 08′ 32″ nord, 6° 07′ 16″ est |                |                                                                                                  |             | Église Saint-Clément de Lorry-lès-Metz                                            |
| Église Saint-Nicolas de Lostroff                                                  | Lostroff                    |         | 48° 51′ 31″ nord, 6° 51′ 10″ est |                |                                                                                                  |             | Église Saint-Nicolas de Lostroff                                                  |
| Église Saint-Léger de Loudrefing                                                  | Loudrefing                  |         | 48° 51′ 05″ nord, 6° 52′ 42″ est |                |                                                                                                  |             | Église Saint-Léger de Loudrefing                                                  |
| Église Saint-Hubert d'Ellviller                                                   | Loupershouse                |         | 49° 04′ 35″ nord, 6° 54′ 32″ est |                |                                                                                                  |             | Église Saint-Hubert d'Ellviller                                                   |
| Église Saint-Matthieu de Loupershouse                                             | Loupershouse                |         | 49° 04′ 58″ nord, 6° 54′ 47″ est |                |                                                                                                  |             | Église Saint-Matthieu de Loupershouse                                             |
| Église de la Sainte-Trinité de Loutzviller                                        | Loutzviller                 |         | 49° 08′ 47″ nord, 7° 22′ 55″ est | « IA00037267 » |                                                                                                  |             | Église de la Sainte-Trinité de Loutzviller                                        |
| Église Saints-Côme-et-Damien de Louvigny                                          | Louvigny                    |         | 48° 57′ 43″ nord, 6° 11′ 05″ est |                |                                                                                                  |             | Église Saints-Côme-et-Damien de Louvigny                                          |
| Église Saint-Étienne de Lubey                                                     | Lubey                       |         | 49° 14′ 39″ nord, 5° 51′ 23″ est | « IA00035318 » |                                                                                                  |             | Église Saint-Étienne de Lubey                                                     |
| Église de la Nativité-de-la-Bienheureuse-Vierge-Marie de Lucy                     | Lucy                        |         | 48° 56′ 30″ nord, 6° 28′ 12″ est |                |                                                                                                  |             | Église de la Nativité-de-la-Bienheureuse-Vierge-Marie de Lucy                     |
| Église Saint-Jacques-le-Majeur-et-Saint-Christophe de Luppy                       | Luppy                       |         | 48° 58′ 51″ nord, 6° 20′ 37″ est |                |                                                                                                  |             | Église Saint-Jacques-le-Majeur-et-Saint-Christophe de Luppy                       |
| Église Saint-Pierre de Luttange                                                   | Luttange                    |         | 49° 16′ 12″ nord, 6° 18′ 06″ est | « IA00038289 » |                                                                                                  |             | Église Saint-Pierre de Luttange                                                   |
| Église Saint-Barthélemy de Léning                                                 | Léning                      |         | 48° 57′ 24″ nord, 6° 48′ 22″ est |                |                                                                                                  |             | Église Saint-Barthélemy de Léning                                                 |
| Église Saint-Étienne de Petit-Ebersviller                                         | Macheren                    |         | 49° 05′ 57″ nord, 6° 44′ 34″ est | « IA00037027 » |                                                                                                  |             | Église Saint-Étienne de Petit-Ebersviller                                         |
| Église Saint-Jean-Bosco du Wenheck                                                | Macheren                    |         | 49° 05′ 56″ nord, 6° 43′ 38″ est |                |                                                                                                  |             | Église Saint-Jean-Bosco du Wenheck                                                |
| Église Saint-Thomas de Macheren                                                   | Macheren                    |         | 49° 06′ 07″ nord, 6° 46′ 36″ est | « IA00037026 » |                                                                                                  |             | Église Saint-Thomas de Macheren                                                   |
| Église Saint-Laurent de Mainvillers                                               | Mainvillers                 |         | 49° 01′ 11″ nord, 6° 32′ 34″ est |                |                                                                                                  |             | Église Saint-Laurent de Mainvillers                                               |
| Église Saint-Martin-de-Mairy de Mairy-Mainville                                   | Mairy-Mainville             |         | 49° 18′ 17″ nord, 5° 51′ 39″ est | « PA00106087 » | Classé MH                                                                                        | 1990        | Église Saint-Martin-de-Mairy de Mairy-Mainville                                   |
| Église Saint-Pierre de Mainville                                                  | Mairy-Mainville             |         | 49° 17′ 32″ nord, 5° 50′ 46″ est | « IA00035647 » |                                                                                                  |             | Église Saint-Pierre de Mainville                                                  |
| Église Saint-Nicolas de Maizeroy                                                  | Maizeroy                    |         | 49° 05′ 03″ nord, 6° 23′ 29″ est |                |                                                                                                  |             | Église Saint-Nicolas de Maizeroy                                                  |
| Église Saint-Martin de Maizières-lès-Metz                                         | Maizières-lès-Metz          |         | 49° 12′ 31″ nord, 6° 09′ 37″ est |                |                                                                                                  |             | Image manquante Téléverser                                                        |
| Église Saint-Michel de Maizières-lès-Vic                                          | Maizières-lès-Vic           |         | 48° 43′ 14″ nord, 6° 46′ 29″ est | « IA57000425 » |                                                                                                  |             | Église Saint-Michel de Maizières-lès-Vic                                          |
| Église de l'Assomption-de-la-Bienheureuse-Vierge-Marie de Malaucourt-sur-Seille   | Malaucourt-sur-Seille       |         | 48° 50′ 29″ nord, 6° 21′ 38″ est |                |                                                                                                  |             | Église de l'Assomption-de-la-Bienheureuse-Vierge-Marie de Malaucourt-sur-Seille   |
| Église Saint-Didier de Malavillers                                                | Malavillers                 |         | 49° 21′ 21″ nord, 5° 52′ 08″ est | « IA00035654 » |                                                                                                  |             | Église Saint-Didier de Malavillers                                                |
| Église Saint-Séverin de Malling                                                   | Malling                     |         | 49° 25′ 26″ nord, 6° 17′ 53″ est | « IA00037742 » |                                                                                                  |             | Église Saint-Séverin de Malling                                                   |
| Église Saint-Maurice de Malroy                                                    | Malroy                      |         | 49° 10′ 33″ nord, 6° 12′ 48″ est |                |                                                                                                  |             | Église Saint-Maurice de Malroy                                                    |
| Église Saint-Siméon de Mancieulles                                                | Mancieulles                 |         | 49° 16′ 56″ nord, 5° 53′ 20″ est | « IA00035339 » |                                                                                                  |             | Église Saint-Siméon de Mancieulles                                                |
| Église de l'Invention-de-Saint-Étienne de Manderen                                | Manderen                    |         | 49° 27′ 03″ nord, 6° 26′ 15″ est | « IA00037482 » |                                                                                                  |             | Église de l'Invention-de-Saint-Étienne de Manderen                                |
| Église Saint-Georges de Manhoué                                                   | Manhoué                     |         | 48° 49′ 33″ nord, 6° 20′ 32″ est |                |                                                                                                  |             | Église Saint-Georges de Manhoué                                                   |
| Église Notre-Dame-de-l'Assomption de Manom                                        | Manom                       |         | 49° 22′ 10″ nord, 6° 11′ 22″ est | « IA00038469 » |                                                                                                  |             | Église Notre-Dame-de-l'Assomption de Manom                                        |
| Église Saint-Remi de Many                                                         | Many                        |         | 49° 00′ 06″ nord, 6° 31′ 17″ est |                |                                                                                                  |             | Église Saint-Remi de Many                                                         |
| Église Saint-Clément de Marange-Silvange                                          | Marange-Silvange            |         | 49° 12′ 41″ nord, 6° 06′ 25″ est |                |                                                                                                  |             | Église Saint-Clément de Marange-Silvange                                          |
| Église Saint-Martin de Marange                                                    | Marange-Zondrange           |         | 49° 06′ 43″ nord, 6° 32′ 14″ est |                |                                                                                                  |             | Église Saint-Martin de Marange                                                    |
| Église Saint-Martin de Marieulles                                                 | Marieulles                  |         | 48° 59′ 58″ nord, 6° 05′ 59″ est |                |                                                                                                  |             | Église Saint-Martin de Marieulles                                                 |
| Église Saint-Denis-et-ses Compagnons de Marimont-lès-Bénestroff                   | Marimont-lès-Bénestroff     |         | 48° 53′ 24″ nord, 6° 47′ 02″ est |                |                                                                                                  |             | Église Saint-Denis-et-ses Compagnons de Marimont-lès-Bénestroff                   |
| Église Saint-Brice de Marly                                                       | Marly                       |         | 49° 03′ 39″ nord, 6° 09′ 16″ est |                |                                                                                                  |             | Église Saint-Brice de Marly                                                       |
| Église Saint-Martin de Mars-la-Tour                                               | Mars-la-Tour                |         | 49° 05′ 55″ nord, 5° 53′ 15″ est | « IA00034831 » |                                                                                                  |             | Église Saint-Martin de Mars-la-Tour                                               |
| Collégiale Saint-Léger de Marsal                                                  | Marsal                      |         | 48° 47′ 17″ nord, 6° 36′ 35″ est | « PA00106806 » | Classé MH                                                                                        | 1874        | Collégiale Saint-Léger de Marsal                                                  |
| Église Saint-Jean-Baptiste de Marthille                                           | Marthille                   |         | 48° 55′ 25″ nord, 6° 33′ 25″ est |                |                                                                                                  |             | Église Saint-Jean-Baptiste de Marthille                                           |
| Église Saint-Jacques-le-Majeur de Maxstadt                                        | Maxstadt                    |         | 49° 02′ 38″ nord, 6° 47′ 35″ est |                |                                                                                                  |             | Église Saint-Jacques-le-Majeur de Maxstadt                                        |
| Église de la Nativité de la Vierge de Meisenthal                                  | Meisenthal                  |         | 48° 57′ 58″ nord, 7° 21′ 15″ est | « IA00037929 » |                                                                                                  |             | Église de la Nativité de la Vierge de Meisenthal                                  |
| Église Saint-Martin de Menskirch                                                  | Menskirch                   |         | 49° 19′ 07″ nord, 6° 25′ 32″ est |                |                                                                                                  |             | Église Saint-Martin de Menskirch                                                  |
| Église Saint-Remy de Mercy-le-Bas                                                 | Mercy-le-Bas                |         | 49° 23′ 23″ nord, 5° 45′ 41″ est | « IA00035660 » |                                                                                                  |             | Église Saint-Remy de Mercy-le-Bas                                                 |
| Église de la Décollation-de-Saint-Jean-Baptiste de Boudrezy                       | Mercy-le-Haut               |         | 49° 22′ 13″ nord, 5° 48′ 38″ est | « IA00035685 » |                                                                                                  |             | Église de la Décollation-de-Saint-Jean-Baptiste de Boudrezy                       |
| Église Saint-Salvin de Mercy-le-Haut                                              | Mercy-le-Haut               |         | 49° 22′ 06″ nord, 5° 49′ 28″ est | « IA00035674 » |                                                                                                  |             | Église Saint-Salvin de Mercy-le-Haut                                              |
| Église Saint-Barthélemy de Merschweiller                                          | Merschweiller               |         | 49° 27′ 43″ nord, 6° 25′ 08″ est |                |                                                                                                  |             | Église Saint-Barthélemy de Merschweiller                                          |
| Église de la Visitation de Merten                                                 | Merten                      |         | 49° 14′ 57″ nord, 6° 40′ 05″ est |                |                                                                                                  |             | Église de la Visitation de Merten                                                 |
| Église Saint-Martin de Metting                                                    | Metting                     |         | 48° 48′ 48″ nord, 7° 12′ 45″ est |                |                                                                                                  |             | Église Saint-Martin de Metting                                                    |
| Abbatiale Sainte-Glossinde de Metz                                                | Metz                        |         | 49° 06′ 46″ nord, 6° 10′ 24″ est | « PA00106811 » | Classé MH                                                                                        | 1978        | Abbatiale Sainte-Glossinde de Metz                                                |
| Abbaye Saint-Arnould de Metz                                                      | Metz                        |         | 49° 07′ 05″ nord, 6° 10′ 18″ est | « PA00106809 » | Inscrit MH                                                                                       | 1986        | Abbaye Saint-Arnould de Metz                                                      |
| Cathédrale Saint-Étienne de Metz                                                  | Metz                        |         | 49° 07′ 13″ nord, 6° 10′ 32″ est | « PA00106817 » | Classé MH                                                                                        | 1930        | Cathédrale Saint-Étienne de Metz                                                  |
| Abbaye Notre-Dame de Pontifroid                                                   | Metz                        |         | 49° 07′ 37″ nord, 6° 10′ 26″ est |                |                                                                                                  |             | Image manquante Téléverser                                                        |
| Église Saint-Pierre-aux-Nonnains de Metz                                          | Metz                        |         | 49° 06′ 54″ nord, 6° 10′ 10″ est | « PA00106812 » | Classé MH                                                                                        | 1909        | Église Saint-Pierre-aux-Nonnains de Metz                                          |
| Église Saint-Livier de Metz                                                       | Metz                        |         | 49° 07′ 27″ nord, 6° 10′ 40″ est |                |                                                                                                  |             | Église Saint-Livier de Metz                                                       |
| Église Saint-Maximin de Metz                                                      | Metz                        |         | 49° 06′ 57″ nord, 6° 11′ 01″ est | « PA00106833 » | Classé MH                                                                                        | 1923        | Église Saint-Maximin de Metz                                                      |
| Basilique Saint-Vincent de Metz                                                   | Metz                        |         | 49° 07′ 25″ nord, 6° 10′ 22″ est | « PA00106835 » | Classé MH                                                                                        | 1930        | Basilique Saint-Vincent de Metz                                                   |
| Église Les Prêcheresses                                                           | Metz                        |         | 49° 06′ 57″ nord, 6° 10′ 31″ est |                |                                                                                                  |             | Église Les Prêcheresses                                                           |
| Église Notre-Dame-de-l'Assomption de Metz                                         | Metz                        |         | 49° 07′ 00″ nord, 6° 10′ 40″ est | « PA00106829 » | Classé MH                                                                                        | 1968        | Église Notre-Dame-de-l'Assomption de Metz                                         |
| Église Saint-Clément de Metz                                                      | Metz                        |         | 49° 07′ 29″ nord, 6° 10′ 34″ est | « PA00106810 » | Classé MH                                                                                        | 1972        | Église Saint-Clément de Metz                                                      |
| Église Saint-Eucaire de Metz                                                      | Metz                        |         | 49° 07′ 04″ nord, 6° 11′ 03″ est | « PA00106831 » | Classé MH                                                                                        | 1979        | Église Saint-Eucaire de Metz                                                      |
| Église Saint-Fiacre de Metz                                                       | Metz                        |         | 49° 05′ 55″ nord, 6° 10′ 23″ est |                |                                                                                                  |             | Église Saint-Fiacre de Metz                                                       |
| Église Saint-Martin de Metz                                                       | Metz                        |         | 49° 06′ 53″ nord, 6° 10′ 37″ est | « PA00106832 » | Classé MH                                                                                        | 1925        | Église Saint-Martin de Metz                                                       |
| Église Saint-Simon-et-Saint-Jude de Metz                                          | Metz                        |         | 49° 07′ 37″ nord, 6° 10′ 00″ est | « PA00107034 » | Inscrit MH                                                                                       | 1989        | Église Saint-Simon-et-Saint-Jude de Metz                                          |
| Église Saint-Étienne-le-Dépenné de Metz                                           | Metz                        |         | 49° 06′ 54″ nord, 6° 11′ 01″ est | « PA00106830 » | Classé MH Façade sur rue ; Inscrit MH Eglise, sauf partie classée                                | 1928 ; 1989 | Église Saint-Étienne-le-Dépenné de Metz                                           |
| Église Sainte-Lucie de Vallières                                                  | Metz                        |         | 49° 07′ 34″ nord, 6° 13′ 05″ est | « PA00107055 » | Inscrit MH Tour-clocher et ancien chœur                                                          | 1991        | Église Sainte-Lucie de Vallières                                                  |
| Église Sainte-Ségolène de Metz                                                    | Metz                        |         | 49° 07′ 17″ nord, 6° 10′ 49″ est | « PA00106834 » | Classé MH                                                                                        | 2014        | Église Sainte-Ségolène de Metz                                                    |
| Église Sainte-Thérèse-de-l'Enfant-Jésus de Metz                                   | Metz                        |         | 49° 06′ 22″ nord, 6° 10′ 01″ est | « PA00107056 » | Classé MH                                                                                        | 1998        | Image manquante Téléverser                                                        |
| Église de l'Immaculée-Conception de Metz                                          | Metz                        |         | 49° 06′ 24″ nord, 6° 11′ 33″ est |                |                                                                                                  |             | Église de l'Immaculée-Conception de Metz                                          |
| Église de la Sainte-Famille de Metz                                               | Metz                        |         | 49° 08′ 05″ nord, 6° 09′ 53″ est |                |                                                                                                  |             | Image manquante Téléverser                                                        |
| Église des Grands-Carmes de Metz                                                  | Metz                        |         | 49° 07′ 21″ nord, 6° 10′ 57″ est | « PA00106828 » | Classé MH                                                                                        | 1929        | Église des Grands-Carmes de Metz                                                  |
| Église des Trinitaires de Metz                                                    | Metz                        |         | 49° 07′ 14″ nord, 6° 10′ 45″ est | « PA00106836 » | Classé MH                                                                                        | 1973        | Église des Trinitaires de Metz                                                    |
| Collégiale Saint-Sauveur de Metz                                                  | Metz                        |         | 49° 07′ 06″ nord, 6° 10′ 31″ est | « PA00106823 » | Inscrit MH Cloître (restes) et salle capitulaire (restes)                                        | 1929        | Collégiale Saint-Sauveur de Metz                                                  |
| Église Notre-Dame-de-Confiance de la Grange-aux-Bois                              | Metz                        |         | 49° 05′ 45″ nord, 6° 14′ 29″ est |                |                                                                                                  |             | Église Notre-Dame-de-Confiance de la Grange-aux-Bois                              |
| Église du Saint-Sacrement de Devant-les-Ponts                                     | Metz                        |         | 49° 08′ 03″ nord, 6° 09′ 19″ est |                |                                                                                                  |             | Église du Saint-Sacrement de Devant-les-Ponts                                     |
| Église Saint-Bernard de Plantières                                                | Metz                        |         | 49° 06′ 46″ nord, 6° 12′ 12″ est |                |                                                                                                  |             | Église Saint-Bernard de Plantières                                                |
| Église Saint-François-d'Assise de Bellecroix                                      | Metz                        |         | 49° 07′ 12″ nord, 6° 11′ 59″ est |                |                                                                                                  |             | Église Saint-François-d'Assise de Bellecroix                                      |
| Église Saint-Martin de Magny                                                      | Metz                        |         | 49° 04′ 42″ nord, 6° 11′ 03″ est |                |                                                                                                  |             | Église Saint-Martin de Magny                                                      |
| Église Notre-Dame-de-Lourdes de Devant-les-Ponts                                  | Metz                        |         | 49° 07′ 47″ nord, 6° 09′ 01″ est |                |                                                                                                  |             | Église Notre-Dame-de-Lourdes de Devant-les-Ponts                                  |
| Abbatiale Saint-Arnould de Metz                                                   | Metz                        |         | 49° 07′ 05″ nord, 6° 10′ 17″ est |                |                                                                                                  |             | Image manquante Téléverser                                                        |
| Église Saint-Pierre de Metz                                                       | Metz                        |         | 49° 06′ 33″ nord, 6° 13′ 26″ est |                |                                                                                                  |             | Église Saint-Pierre de Metz                                                       |
| Église Saint-Vincent-de-Paul de Metz                                              | Metz                        |         | 49° 05′ 34″ nord, 6° 10′ 54″ est |                |                                                                                                  |             | Image manquante Téléverser                                                        |
| Église Saint-Étienne de Metzeresche                                               | Metzeresche                 |         | 49° 17′ 51″ nord, 6° 18′ 23″ est | « IA00038301 » |                                                                                                  |             | Église Saint-Étienne de Metzeresche                                               |
| Église Saint-Jean-Baptiste de Metzervisse                                         | Metzervisse                 |         | 49° 18′ 51″ nord, 6° 16′ 53″ est | « IA00038314 » |                                                                                                  |             | Église Saint-Jean-Baptiste de Metzervisse                                         |
| Église Saint-Hippolyte de Metzing                                                 | Metzing                     |         | 49° 06′ 23″ nord, 6° 57′ 30″ est |                |                                                                                                  |             | Église Saint-Hippolyte de Metzing                                                 |
| Église Saint-Barthélemy de Mexy                                                   | Mexy                        |         | 49° 30′ 03″ nord, 5° 47′ 03″ est |                |                                                                                                  |             | Image manquante Téléverser                                                        |
| Église Saint-Pierre de Mey                                                        | Mey                         |         | 49° 08′ 10″ nord, 6° 14′ 12″ est | « PA00106923 » | Classé MH                                                                                        | 1994        | Église Saint-Pierre de Mey                                                        |
| Église Saint-Martin de Mittelbronn                                                | Mittelbronn                 |         | 48° 46′ 17″ nord, 7° 13′ 36″ est |                |                                                                                                  |             | Église Saint-Martin de Mittelbronn                                                |
| Église Saint-Hubert de Mittersheim                                                | Mittersheim                 |         | 48° 51′ 40″ nord, 6° 56′ 31″ est |                |                                                                                                  |             | Église Saint-Hubert de Mittersheim                                                |
| Église Saint-Nicolas de Moineville                                                | Moineville                  |         | 49° 12′ 18″ nord, 5° 56′ 35″ est | « IA00034932 » |                                                                                                  |             | Église Saint-Nicolas de Moineville                                                |
| Église de l'Assomption-de-la-Bienheureuse-Vierge-Marie de Momerstroff             | Momerstroff                 |         | 49° 09′ 52″ nord, 6° 31′ 59″ est |                |                                                                                                  |             | Église de l'Assomption-de-la-Bienheureuse-Vierge-Marie de Momerstroff             |
| Église Sainte-Catherine de Moncheux                                               | Moncheux                    |         | 48° 56′ 07″ nord, 6° 20′ 13″ est |                |                                                                                                  |             | Église Sainte-Catherine de Moncheux                                               |
| Église Saint-Remi de Moncourt                                                     | Moncourt                    |         | 48° 43′ 05″ nord, 6° 38′ 14″ est | « IA57000413 » |                                                                                                  |             | Église Saint-Remi de Moncourt                                                     |
| Église Saint-Jean-Bosco de Mondelange                                             | Mondelange                  |         | 49° 15′ 47″ nord, 6° 10′ 23″ est |                |                                                                                                  |             | Église Saint-Jean-Bosco de Mondelange                                             |
| Église Saint-Maximin de Mondelange                                                | Mondelange                  |         | 49° 15′ 47″ nord, 6° 10′ 24″ est |                |                                                                                                  |             | Église Saint-Maximin de Mondelange                                                |
| Église Saint-Barthélemy de Monneren                                               | Monneren                    |         | 49° 20′ 44″ nord, 6° 24′ 52″ est | « IA00038337 » |                                                                                                  |             | Église Saint-Barthélemy de Monneren                                               |
| Église Saint-Julien de Mont                                                       | Mont-Bonvillers             |         | 49° 19′ 33″ nord, 5° 50′ 13″ est | « PA00106001 » | Classé MH                                                                                        | 1933        | Église Saint-Julien de Mont                                                       |
| Église Saint-Étienne-et-Saint-Thibault de Bonvillers                              | Mont-Bonvillers             |         | 49° 19′ 22″ nord, 5° 50′ 26″ est | « PA00106453 » | Inscrit MH Eglise, sauf la sacristie                                                             | 1992        | Église Saint-Étienne-et-Saint-Thibault de Bonvillers                              |
| Église Saint-Georges de Montbronn                                                 | Montbronn                   |         | 48° 59′ 36″ nord, 7° 18′ 24″ est | « IA00056237 » |                                                                                                  |             | Église Saint-Georges de Montbronn                                                 |
| Église Saint-Hubert de Montdidier                                                 | Montdidier                  |         | 48° 55′ 49″ nord, 6° 49′ 07″ est |                |                                                                                                  |             | Église Saint-Hubert de Montdidier                                                 |
| Église Saint-Cyriaque de Montenach                                                | Montenach                   |         | 49° 25′ 12″ nord, 6° 22′ 53″ est | « IA00037506 » |                                                                                                  |             | Église Saint-Cyriaque de Montenach                                                |
| Église Saint-Joseph de Montigny-lès-Metz                                          | Montigny-lès-Metz           |         | 49° 06′ 02″ nord, 6° 09′ 22″ est |                |                                                                                                  |             | Église Saint-Joseph de Montigny-lès-Metz                                          |
| Église Sainte-Jeanne-d'Arc de Saint-Privat                                        | Montigny-lès-Metz           |         | 49° 05′ 27″ nord, 6° 09′ 14″ est |                |                                                                                                  |             | Image manquante Téléverser                                                        |
| Église Saint-Denys de Montigny-sur-Chiers                                         | Montigny-sur-Chiers         |         | 49° 28′ 42″ nord, 5° 40′ 10″ est |                |                                                                                                  |             | Église Saint-Denys de Montigny-sur-Chiers                                         |
| Église Saint-Privat de Fermont                                                    | Montigny-sur-Chiers         |         | 49° 28′ 05″ nord, 5° 39′ 57″ est | « IA00052671 » |                                                                                                  |             | Église Saint-Privat de Fermont                                                    |
| Ancienne église Saint-Nicolas de Montois-la-Montagne                              | Montois-la-Montagne         |         | 49° 13′ 06″ nord, 6° 01′ 29″ est |                |                                                                                                  |             | Ancienne église Saint-Nicolas de Montois-la-Montagne                              |
| Nouvelle église Saint-Nicolas de Montois-la-Montagne                              | Montois-la-Montagne         |         | 49° 13′ 00″ nord, 6° 01′ 14″ est |                |                                                                                                  |             | Image manquante Téléverser                                                        |
| Église de l'Assomption de Morfontaine                                             | Morfontaine                 |         | 49° 26′ 39″ nord, 5° 48′ 24″ est | « IA00048964 » |                                                                                                  |             | Église de l'Assomption de Morfontaine                                             |
| Église Saint-Pierre-Saint-Paul de Morhange                                        | Morhange                    |         | 48° 55′ 22″ nord, 6° 38′ 16″ est | « PA00106924 » | Classé MH                                                                                        | 1889        | Église Saint-Pierre-Saint-Paul de Morhange                                        |
| Église Saints-Sauveur-et-Sébastien de Morsbach                                    | Morsbach                    |         | 49° 10′ 01″ nord, 6° 52′ 04″ est |                |                                                                                                  |             | Église Saints-Sauveur-et-Sébastien de Morsbach                                    |
| Église Saint-Gorgon de Morville-lès-Vic                                           | Morville-lès-Vic            |         | 48° 48′ 53″ nord, 6° 32′ 48″ est |                |                                                                                                  |             | Église Saint-Gorgon de Morville-lès-Vic                                           |
| Église Saint-Georges de Morville-sur-Nied                                         | Morville-sur-Nied           |         | 48° 56′ 54″ nord, 6° 26′ 06″ est |                |                                                                                                  |             | Église Saint-Georges de Morville-sur-Nied                                         |
| Église Saint-Michel de Mouaville                                                  | Mouaville                   |         | 49° 12′ 38″ nord, 5° 46′ 14″ est | « IA00035142 » |                                                                                                  |             | Église Saint-Michel de Mouaville                                                  |
| Église Saint-Pierre Apôtre de Moulins-lès-Metz                                    | Moulins-lès-Metz            |         | 49° 06′ 22″ nord, 6° 06′ 24″ est |                |                                                                                                  |             | Église Saint-Pierre Apôtre de Moulins-lès-Metz                                    |
| Église Saint-Pierre-aux-Liens de Saint-Pierre                                     | Moulins-lès-Metz            |         | 49° 05′ 35″ nord, 6° 07′ 47″ est |                |                                                                                                  |             | Église Saint-Pierre-aux-Liens de Saint-Pierre                                     |
| Église Saint-Nicolas de Moussey                                                   | Moussey                     |         | 48° 39′ 57″ nord, 6° 46′ 34″ est |                |                                                                                                  |             | Église Saint-Nicolas de Moussey                                                   |
| Église Saint-Vincent-de-Paul de Bataville                                         | Moussey                     |         | 48° 41′ 15″ nord, 6° 48′ 26″ est |                |                                                                                                  |             | Église Saint-Vincent-de-Paul de Bataville                                         |
| Église Saint-Jacques-le-Majeur de Mouterhouse                                     | Mouterhouse                 |         | 48° 58′ 49″ nord, 7° 27′ 13″ est | « IA00037969 » |                                                                                                  |             | Église Saint-Jacques-le-Majeur de Mouterhouse                                     |
| Église Saint-Pient de Moyenvic                                                    | Moyenvic                    |         | 48° 46′ 41″ nord, 6° 33′ 46″ est |                |                                                                                                  |             | Église Saint-Pient de Moyenvic                                                    |
| Église Saint-Gorgon de Moyeuvre-Grande                                            | Moyeuvre-Grande             |         | 49° 15′ 02″ nord, 6° 02′ 49″ est |                |                                                                                                  |             | Église Saint-Gorgon de Moyeuvre-Grande                                            |
| Ancienne église Saint-Gorgon de Moyeuvre-Grande                                   | Moyeuvre-Grande             |         | 49° 15′ 01″ nord, 6° 02′ 38″ est |                |                                                                                                  |             | Ancienne église Saint-Gorgon de Moyeuvre-Grande                                   |
| Église Saint-Pierre-aux-Liens de Moyeuvre-Petite                                  | Moyeuvre-Petite             |         | 49° 16′ 06″ nord, 6° 01′ 28″ est |                |                                                                                                  |             | Église Saint-Pierre-aux-Liens de Moyeuvre-Petite                                  |
| Église de la Nativité-de-la-Bienheureuse-Vierge-Marie de Mulcey                   | Mulcey                      |         | 48° 48′ 02″ nord, 6° 39′ 47″ est |                |                                                                                                  |             | Église de la Nativité-de-la-Bienheureuse-Vierge-Marie de Mulcey                   |
| Collégiale Saint-Nicolas de Munster                                               | Munster                     |         | 48° 54′ 55″ nord, 6° 54′ 17″ est | « PA00106925 » | Classé MH Eglise à l'exception de la façade occidentale ; Classé MH Façade occidentale           | 1896 ; 1984 | Collégiale Saint-Nicolas de Munster                                               |
| Église Saint-Barthélémy de Murville                                               | Murville                    |         | 49° 20′ 18″ nord, 5° 49′ 33″ est | « IA00035718 » |                                                                                                  |             | Église Saint-Barthélémy de Murville                                               |
| Église de la Nativité-de-la-Bienheureuse-Vierge-Marie de Mécleuves                | Mécleuves                   |         | 49° 02′ 32″ nord, 6° 16′ 15″ est |                |                                                                                                  |             | Église de la Nativité-de-la-Bienheureuse-Vierge-Marie de Mécleuves                |
| Église Saint-Georges de Narbéfontaine                                             | Narbéfontaine               |         | 49° 08′ 30″ nord, 6° 32′ 45″ est |                |                                                                                                  |             | Église Saint-Georges de Narbéfontaine                                             |
| Église Saint-Antoine-de-Padoue de Nelling                                         | Nelling                     |         | 48° 57′ 53″ nord, 6° 52′ 05″ est |                |                                                                                                  |             | Église Saint-Antoine-de-Padoue de Nelling                                         |
| Église Saint-Denis de Neufchef                                                    | Neufchef                    |         | 49° 19′ 01″ nord, 6° 01′ 19″ est |                |                                                                                                  |             | Église Saint-Denis de Neufchef                                                    |
| Église Saint-Michel de Neufgrange                                                 | Neufgrange                  |         | 49° 04′ 40″ nord, 7° 04′ 08″ est |                |                                                                                                  |             | Église Saint-Michel de Neufgrange                                                 |
| Église Saint-Louis-de-Gonzague de Neufvillage                                     | Neufvillage                 |         | 48° 56′ 13″ nord, 6° 46′ 53″ est |                |                                                                                                  |             | Église Saint-Louis-de-Gonzague de Neufvillage                                     |
| Église Sainte-Anne de Neunkirchen-lès-Bouzonville                                 | Neunkirchen-lès-Bouzonville |         | 49° 21′ 18″ nord, 6° 33′ 26″ est |                |                                                                                                  |             | Église Sainte-Anne de Neunkirchen-lès-Bouzonville                                 |
| Église Sainte-Thérèse-d'Avila de Niderhoff                                        | Niderhoff                   |         | 48° 38′ 13″ nord, 7° 00′ 24″ est |                |                                                                                                  |             | Église Sainte-Thérèse-d'Avila de Niderhoff                                        |
| Église de l'Exaltation-de-la-Sainte-Croix de Niderviller                          | Niderviller                 |         | 48° 42′ 46″ nord, 7° 06′ 26″ est |                |                                                                                                  |             | Église de l'Exaltation-de-la-Sainte-Croix de Niderviller                          |
| Église Saint-Nicolas de Niederstinzel                                             | Niederstinzel               |         | 48° 51′ 48″ nord, 7° 01′ 55″ est |                |                                                                                                  |             | Église Saint-Nicolas de Niederstinzel                                             |
| Église Sainte-Marie-Madeleine de Niedervisse                                      | Niedervisse                 |         | 49° 10′ 04″ nord, 6° 34′ 12″ est |                |                                                                                                  |             | Église Sainte-Marie-Madeleine de Niedervisse                                      |
| Église Saint-Jacques-le-Majeur de Nilvange                                        | Nilvange                    |         | 49° 20′ 23″ nord, 6° 03′ 06″ est |                |                                                                                                  |             | Église Saint-Jacques-le-Majeur de Nilvange                                        |
| Église Saint-Luc de Nitting                                                       | Nitting                     |         | 48° 40′ 17″ nord, 7° 01′ 49″ est |                |                                                                                                  |             | Église Saint-Luc de Nitting                                                       |
| Église de la Translation-de-Saint-Étienne de Noisseville                          | Noisseville                 |         | 49° 08′ 01″ nord, 6° 16′ 28″ est |                |                                                                                                  |             | Église de la Translation-de-Saint-Étienne de Noisseville                          |
| Église Saint-Martin de Norroy-le-Sec                                              | Norroy-le-Sec               |         | 49° 16′ 47″ nord, 5° 48′ 36″ est | « IA00035148 » |                                                                                                  |             | Église Saint-Martin de Norroy-le-Sec                                              |
| Église Saint-Pierre de Norroy-le-Veneur                                           | Norroy-le-Veneur            |         | 49° 10′ 48″ nord, 6° 06′ 19″ est | « PA00106929 » | Classé MH                                                                                        | 1983        | Église Saint-Pierre de Norroy-le-Veneur                                           |
| Église Sainte-Agnès de Nouilly                                                    | Nouilly                     |         | 49° 08′ 10″ nord, 6° 15′ 33″ est |                |                                                                                                  |             | Église Sainte-Agnès de Nouilly                                                    |
| Église Saint-Nabord de Nousseviller-Saint-Nabor                                   | Nousseviller-Saint-Nabor    |         | 49° 07′ 09″ nord, 6° 58′ 19″ est |                |                                                                                                  |             | Église Saint-Nabord de Nousseviller-Saint-Nabor                                   |
| Église Saint-Michel de Cadenbronn                                                 | Nousseviller-Saint-Nabor    |         | 49° 07′ 47″ nord, 6° 57′ 52″ est |                |                                                                                                  |             | Église Saint-Michel de Cadenbronn                                                 |
| Église Saint-Genest de Novéant-sur-Moselle                                        | Novéant-sur-Moselle         |         | 49° 01′ 32″ nord, 6° 02′ 49″ est |                |                                                                                                  |             | Église Saint-Genest de Novéant-sur-Moselle                                        |
| Église Saint-Clément de Nébing                                                    | Nébing                      |         | 48° 54′ 10″ nord, 6° 48′ 38″ est |                |                                                                                                  |             | Église Saint-Clément de Nébing                                                    |
| Église Saint-Martin d'Odenhoven                                                   | Oberdorff                   |         | 49° 16′ 02″ nord, 6° 35′ 23″ est |                |                                                                                                  |             | Église Saint-Martin d'Odenhoven                                                   |
| Église Saint-Maurice d'Obergailbach                                               | Obergailbach                |         | 49° 07′ 04″ nord, 7° 13′ 28″ est | « IA00037280 » |                                                                                                  |             | Image manquante Téléverser                                                        |
| Église Saint-Denis d'Oberstinzel                                                  | Oberstinzel                 |         | 48° 47′ 36″ nord, 7° 02′ 04″ est |                |                                                                                                  |             | Église Saint-Denis d'Oberstinzel                                                  |
| Église Saint-Hubert d'Obervisse                                                   | Obervisse                   |         | 49° 09′ 09″ nord, 6° 35′ 09″ est |                |                                                                                                  |             | Église Saint-Hubert d'Obervisse                                                   |
| Église Saint-Clément d'Obreck                                                     | Obreck                      |         | 48° 50′ 44″ nord, 6° 35′ 31″ est |                |                                                                                                  |             | Église Saint-Clément d'Obreck                                                     |
| Église Saint-Agnan d'Ogy-Montoy-Flanville                                         | Ogy-Montoy-Flanville        |         | 49° 06′ 51″ nord, 6° 18′ 13″ est |                |                                                                                                  |             | Église Saint-Agnan d'Ogy-Montoy-Flanville                                         |
| Église Saint-Rémy d'Olley                                                         | Olley                       |         | 49° 09′ 48″ nord, 5° 45′ 46″ est | « PA00106325 » | Classé MH                                                                                        | 1875        | Église Saint-Rémy d'Olley                                                         |
| Église Saint-Étienne d'Ommeray                                                    | Ommeray                     |         | 48° 43′ 23″ nord, 6° 41′ 11″ est |                |                                                                                                  |             | Église Saint-Étienne d'Ommeray                                                    |
| Église Saint-Remy d'Onville                                                       | Onville                     |         | 49° 01′ 03″ nord, 5° 58′ 18″ est | « PA00106327 » | Inscrit MH Le clocher                                                                            | 1978        | Église Saint-Remy d'Onville                                                       |
| Église Saint-Jean-Baptiste d'Oriocourt                                            | Oriocourt                   |         | 48° 51′ 54″ nord, 6° 24′ 40″ est |                |                                                                                                  |             | Église Saint-Jean-Baptiste d'Oriocourt                                            |
| Église de l'Exaltation de la Sainte-Croix d'Ormersviller                          | Ormersviller                |         | 49° 08′ 06″ nord, 7° 19′ 32″ est | « IA00037298 » |                                                                                                  |             | Église de l'Exaltation de la Sainte-Croix d'Ormersviller                          |
| Église Saint-Denis d'Orny                                                         | Orny                        |         | 49° 01′ 21″ nord, 6° 14′ 43″ est |                |                                                                                                  |             | Église Saint-Denis d'Orny                                                         |
| Église Saint-Pierre-aux-Liens d'Oron                                              | Oron                        |         | 48° 54′ 24″ nord, 6° 28′ 44″ est |                |                                                                                                  |             | Église Saint-Pierre-aux-Liens d'Oron                                              |
| Église Saint-Martin d'Othe                                                        | Othe                        |         | 49° 29′ 39″ nord, 5° 26′ 33″ est | « IA00052759 » |                                                                                                  |             | Église Saint-Martin d'Othe                                                        |
| Église Saint-Willibrord d'Ottange                                                 | Ottange                     |         | 49° 26′ 27″ nord, 6° 01′ 04″ est |                |                                                                                                  |             | Église Saint-Willibrord d'Ottange                                                 |
| Église de la Conversion-de-Saint-Paul d'Ottonville                                | Ottonville                  |         | 49° 13′ 06″ nord, 6° 31′ 20″ est |                |                                                                                                  |             | Église de la Conversion-de-Saint-Paul d'Ottonville                                |
| Église Sainte-Marguerite d'Oudrenne                                               | Oudrenne                    |         | 49° 22′ 50″ nord, 6° 19′ 43″ est | « IA00038346 » |                                                                                                  |             | Église Sainte-Marguerite d'Oudrenne                                               |
| Église Saint-Christophe d'Ozerailles                                              | Ozerailles                  |         | 49° 13′ 51″ nord, 5° 50′ 31″ est | « IA00035193 » |                                                                                                  |             | Église Saint-Christophe d'Ozerailles                                              |
| Église Saint-Clément de Pagny-lès-Goin                                            | Pagny-lès-Goin              |         | 48° 58′ 20″ nord, 6° 13′ 08″ est |                |                                                                                                  |             | Église Saint-Clément de Pagny-lès-Goin                                            |
| Église Saint-Martin de Pange                                                      | Pange                       |         | 49° 05′ 04″ nord, 6° 21′ 28″ est |                |                                                                                                  |             | Église Saint-Martin de Pange                                                      |
| Église Notre-Dame de Peltre                                                       | Peltre                      |         | 49° 04′ 27″ nord, 6° 13′ 22″ est |                |                                                                                                  |             | Église Notre-Dame de Peltre                                                       |
| Église Saint-Remy de Petit-Failly                                                 | Petit-Failly                |         | 49° 26′ 21″ nord, 5° 29′ 33″ est | « IA00052676 » |                                                                                                  |             | Église Saint-Remy de Petit-Failly                                                 |
| Église de l'Exaltation-de-la-Sainte-Croix de Petit-Réderching                     | Petit-Réderching            |         | 49° 03′ 27″ nord, 7° 18′ 20″ est | « IA00056130 » |                                                                                                  |             | Église de l'Exaltation-de-la-Sainte-Croix de Petit-Réderching                     |
| Église de la Visitation de Petit-Tenquin                                          | Petit-Tenquin               |         | 48° 59′ 20″ nord, 6° 51′ 44″ est |                |                                                                                                  |             | Église de la Visitation de Petit-Tenquin                                          |
| Église Saint-Joseph de Vieille Verrerie                                           | Petite-Rosselle             |         | 49° 13′ 05″ nord, 6° 51′ 49″ est |                |                                                                                                  |             | Image manquante Téléverser                                                        |
| Église Saint-Théodore de Petite-Rosselle                                          | Petite-Rosselle             |         | 49° 12′ 31″ nord, 6° 50′ 54″ est |                |                                                                                                  |             | Image manquante Téléverser                                                        |
| Église Saint-Clément de Pettoncourt                                               | Pettoncourt                 |         | 48° 46′ 53″ nord, 6° 24′ 16″ est |                |                                                                                                  |             | Église Saint-Clément de Pettoncourt                                               |
| Église de l'Assomption-de-la-Bienheureuse-Vierge-Marie de Phalsbourg              | Phalsbourg                  |         | 48° 46′ 00″ nord, 7° 15′ 29″ est | « PA00106934 » | Inscrit MH Façade sur la place                                                                   | 1936        | Église de l'Assomption-de-la-Bienheureuse-Vierge-Marie de Phalsbourg              |
| Église de l'Immaculée-Conception de Trois-Maisons                                 | Phalsbourg                  |         | 48° 44′ 56″ nord, 7° 15′ 24″ est |                |                                                                                                  |             | Église de l'Immaculée-Conception de Trois-Maisons                                 |
| Église Saint-Léger de Drogny                                                      | Piblange                    |         | 49° 14′ 46″ nord, 6° 24′ 52″ est |                |                                                                                                  |             | Église Saint-Léger de Drogny                                                      |
| Église Saint-Crépin de Piennes                                                    | Piennes                     |         | 49° 18′ 27″ nord, 5° 47′ 16″ est |                |                                                                                                  |             | Église Saint-Crépin de Piennes                                                    |
| Église Saint-Martin de Pierrevillers                                              | Pierrevillers               |         | 49° 13′ 21″ nord, 6° 06′ 02″ est | « PA00107060 » | Inscrit MH                                                                                       | 1991        | Église Saint-Martin de Pierrevillers                                              |
| Église Saint-Charles de Plaine-de-Walsch                                          | Plaine-de-Walsch            |         | 48° 41′ 25″ nord, 7° 06′ 57″ est |                |                                                                                                  |             | Église Saint-Charles de Plaine-de-Walsch                                          |
| Église Sainte-Brigitte de Plappeville                                             | Plappeville                 |         | 49° 07′ 39″ nord, 6° 07′ 28″ est | « PA00106971 » | Inscrit MH                                                                                       | 1980        | Église Sainte-Brigitte de Plappeville                                             |
| Église Saint-Luc de Pommérieux                                                    | Pommérieux                  |         | 48° 59′ 48″ nord, 6° 10′ 30″ est |                |                                                                                                  |             | Église Saint-Luc de Pommérieux                                                    |
| Église Saint-Genest de Pontoy                                                     | Pontoy                      |         | 49° 01′ 08″ nord, 6° 17′ 11″ est |                |                                                                                                  |             | Église Saint-Genest de Pontoy                                                     |
| Église Saint-Calliste-Ier de Pontpierre                                           | Pontpierre                  |         | 49° 02′ 31″ nord, 6° 38′ 28″ est |                |                                                                                                  |             | Église Saint-Calliste-Ier de Pontpierre                                           |
| Église de la Croix-Glorieuse de Porcelette                                        | Porcelette                  |         | 49° 09′ 24″ nord, 6° 39′ 13″ est |                |                                                                                                  |             | Église de la Croix-Glorieuse de Porcelette                                        |
| Église de l'Exaltation-de-la-Sainte-Croix de Postroff                             | Postroff                    |         | 48° 51′ 05″ nord, 7° 04′ 54″ est |                |                                                                                                  |             | Église de l'Exaltation-de-la-Sainte-Croix de Postroff                             |
| Église Saint-Rémy de Pouilly                                                      | Pouilly                     |         | 49° 03′ 02″ nord, 6° 11′ 17″ est |                |                                                                                                  |             | Église Saint-Rémy de Pouilly                                                      |
| Église Saint-Remi de Pournoy-la-Chétive                                           | Pournoy-la-Chétive          |         | 49° 01′ 14″ nord, 6° 09′ 20″ est |                |                                                                                                  |             | Église Saint-Remi de Pournoy-la-Chétive                                           |
| Église Sainte-Barbe de Pournoy-la-Grasse                                          | Pournoy-la-Grasse           |         | 49° 00′ 53″ nord, 6° 13′ 15″ est |                |                                                                                                  |             | Église Sainte-Barbe de Pournoy-la-Grasse                                          |
| Église Saint-Jean-Baptiste de Prévocourt                                          | Prévocourt                  |         | 48° 54′ 55″ nord, 6° 25′ 44″ est |                |                                                                                                  |             | Église Saint-Jean-Baptiste de Prévocourt                                          |
| Église Saint-Pierre de Puttelange-aux-Lacs                                        | Puttelange-aux-Lacs         |         | 49° 03′ 11″ nord, 6° 55′ 51″ est |                |                                                                                                  |             | Église Saint-Pierre de Puttelange-aux-Lacs                                        |
| Église Saint-Luc-Évangéliste de Diefenbach-lès-Puttelange                         | Puttelange-aux-Lacs         |         | 49° 02′ 57″ nord, 6° 54′ 11″ est |                |                                                                                                  |             | Église Saint-Luc-Évangéliste de Diefenbach-lès-Puttelange                         |
| Église Saint-Remi de Puttelange-lès-Thionville                                    | Puttelange-lès-Thionville   |         | 49° 29′ 05″ nord, 6° 15′ 59″ est | « IA00053280 » |                                                                                                  |             | Église Saint-Remi de Puttelange-lès-Thionville                                    |
| Église de la Nativité-Bienheureuse-Vierge-Marie de Puttigny                       | Puttigny                    |         | 48° 51′ 10″ nord, 6° 33′ 03″ est |                |                                                                                                  |             | Église de la Nativité-Bienheureuse-Vierge-Marie de Puttigny                       |
| Église Saint-Étienne de Puxe                                                      | Puxe                        |         | 49° 09′ 22″ nord, 5° 47′ 28″ est | « IA00035234 » |                                                                                                  |             | Église Saint-Étienne de Puxe                                                      |
| Église Sainte-Cécile de Puxieux                                                   | Puxieux                     |         | 49° 04′ 36″ nord, 5° 53′ 21″ est | « IA00034847 » |                                                                                                  |             | Église Sainte-Cécile de Puxieux                                                   |
| Église Saint-Laurent de Puzieux                                                   | Puzieux                     |         | 48° 53′ 35″ nord, 6° 22′ 16″ est |                |                                                                                                  |             | Église Saint-Laurent de Puzieux                                                   |
| Église Saint-Martin de Pévange                                                    | Pévange                     |         | 48° 54′ 28″ nord, 6° 37′ 07″ est |                |                                                                                                  |             | Église Saint-Martin de Pévange                                                    |
| Église Saint-Léger de Racrange                                                    | Racrange                    |         | 48° 55′ 21″ nord, 6° 40′ 29″ est |                |                                                                                                  |             | Église Saint-Léger de Racrange                                                    |
| Église Saint-Christophe de Rahling                                                | Rahling                     |         | 48° 59′ 27″ nord, 7° 12′ 54″ est | « IA00056252 » |                                                                                                  |             | Église Saint-Christophe de Rahling                                                |
| Église Saint-Jean-Baptiste de Ranguevaux                                          | Ranguevaux                  |         | 49° 17′ 50″ nord, 6° 03′ 15″ est |                |                                                                                                  |             | Église Saint-Jean-Baptiste de Ranguevaux                                          |
| Église Saint-Barthélemy de Raville                                                | Raville                     |         | 49° 05′ 34″ nord, 6° 29′ 09″ est |                |                                                                                                  |             | Église Saint-Barthélemy de Raville                                                |
| Église Saint-Martin de Retonfey                                                   | Retonfey                    |         | 49° 08′ 07″ nord, 6° 18′ 17″ est |                |                                                                                                  |             | Église Saint-Martin de Retonfey                                                   |
| Église Saint-Laurent de Rettel                                                    | Rettel                      |         | 49° 26′ 37″ nord, 6° 19′ 33″ est | « IA00037470 » |                                                                                                  |             | Église Saint-Laurent de Rettel                                                    |
| Église Saint-Bernard de Reyersviller                                              | Reyersviller                |         | 49° 02′ 24″ nord, 7° 23′ 40″ est | « IA00038000 » |                                                                                                  |             | Église Saint-Bernard de Reyersviller                                              |
| Église Saint-Auteur de Rezonville                                                 | Rezonville-Vionville        |         | 49° 05′ 54″ nord, 5° 59′ 27″ est |                |                                                                                                  |             | Église Saint-Auteur de Rezonville                                                 |
| Église Saint-Clément de Vionville                                                 | Rezonville-Vionville        |         | 49° 05′ 28″ nord, 5° 56′ 48″ est | « PA00107029 » | Classé MH Chœur et clocher                                                                       | 1898        | Église Saint-Clément de Vionville                                                 |
| Église Notre-Dame de Rhodes                                                       | Rhodes                      |         | 48° 45′ 28″ nord, 6° 53′ 58″ est |                |                                                                                                  |             | Église Notre-Dame de Rhodes                                                       |
| Église Saint-Étienne de Riche                                                     | Riche                       |         | 48° 53′ 29″ nord, 6° 37′ 42″ est |                |                                                                                                  |             | Église Saint-Étienne de Riche                                                     |
| Église Notre-Dame de Richeling                                                    | Richeling                   |         | 49° 01′ 47″ nord, 6° 57′ 41″ est |                |                                                                                                  |             | Église Notre-Dame de Richeling                                                    |
| Église Saint-Gorgon de Richemont                                                  | Richemont                   |         | 49° 16′ 45″ nord, 6° 10′ 00″ est |                |                                                                                                  |             | Église Saint-Gorgon de Richemont                                                  |
| Église Saint-Pierre de Rimling                                                    | Rimling                     |         | 49° 05′ 41″ nord, 7° 15′ 53″ est | « IA00037305 » |                                                                                                  |             | Image manquante Téléverser                                                        |
| Église Saint-Luc de Rochonvillers                                                 | Rochonvillers               |         | 49° 24′ 49″ nord, 6° 01′ 44″ est |                |                                                                                                  |             | Église Saint-Luc de Rochonvillers                                                 |
| Église Saint-Nicolas de Rodalbe                                                   | Rodalbe                     |         | 48° 54′ 31″ nord, 6° 42′ 08″ est |                |                                                                                                  |             | Église Saint-Nicolas de Rodalbe                                                   |
| Église Saint-Nicolas de Rodemack                                                  | Rodemack                    |         | 49° 28′ 09″ nord, 6° 14′ 16″ est | « IA00053320 » |                                                                                                  |             | Église Saint-Nicolas de Rodemack                                                  |
| Église Saint-Rémy de Rohrbach-lès-Bitche                                          | Rohrbach-lès-Bitche         |         | 49° 02′ 41″ nord, 7° 16′ 02″ est | « IA00056352 » |                                                                                                  |             | Église Saint-Rémy de Rohrbach-lès-Bitche                                          |
| Église Saint-Vincent-de-Paul de Rolbing                                           | Rolbing                     |         | 49° 10′ 22″ nord, 7° 26′ 22″ est | « IA00037336 » |                                                                                                  |             | Église Saint-Vincent-de-Paul de Rolbing                                           |
| Église Saint-Rémi de Rombas                                                       | Rombas                      |         | 49° 15′ 08″ nord, 6° 05′ 32″ est |                |                                                                                                  |             | Église Saint-Rémi de Rombas                                                       |
| Église Saint-Laurent de Romelfing                                                 | Romelfing                   |         | 48° 49′ 52″ nord, 7° 01′ 30″ est |                |                                                                                                  |             | Église Saint-Laurent de Romelfing                                                 |
| Église Saint-Georges de Roncourt                                                  | Roncourt                    |         | 49° 12′ 08″ nord, 6° 02′ 27″ est | « PA00106978 » | Classé MH                                                                                        | 1895        | Église Saint-Georges de Roncourt                                                  |
| Nouvelle église de Roncourt                                                       | Roncourt                    |         | 49° 12′ 01″ nord, 6° 02′ 11″ est |                |                                                                                                  |             | Image manquante Téléverser                                                        |
| Église de l'Assomption-de-la-Vierge de Roppeviller                                | Roppeviller                 |         | 49° 06′ 03″ nord, 7° 30′ 27″ est | « IA00038012 » |                                                                                                  |             | Église de l'Assomption-de-la-Vierge de Roppeviller                                |
| Église Saint-Jean-Baptiste de Rorbach-lès-Dieuze                                  | Rorbach-lès-Dieuze          |         | 48° 49′ 48″ nord, 6° 50′ 33″ est |                |                                                                                                  |             | Église Saint-Jean-Baptiste de Rorbach-lès-Dieuze                                  |
| Église Saint-Hubert de Rosbruck                                                   | Rosbruck                    |         | 49° 09′ 27″ nord, 6° 50′ 59″ est |                |                                                                                                  |             | Église Saint-Hubert de Rosbruck                                                   |
| Église Saint-Georges de Rosselange                                                | Rosselange                  |         | 49° 15′ 27″ nord, 6° 04′ 04″ est |                |                                                                                                  |             | Église Saint-Georges de Rosselange                                                |
| Église Saint-Étienne de Rouhling                                                  | Rouhling                    |         | 49° 08′ 19″ nord, 7° 00′ 16″ est |                |                                                                                                  |             | Église Saint-Étienne de Rouhling                                                  |
| Église Sainte-Barbe de Roupeldange                                                | Roupeldange                 |         | 49° 12′ 28″ nord, 6° 28′ 08″ est |                |                                                                                                  |             | Église Sainte-Barbe de Roupeldange                                                |
| Église Saint-Denis de Roussy-le-Village                                           | Roussy-le-Village           |         | 49° 27′ 25″ nord, 6° 10′ 21″ est | « IA00053343 » |                                                                                                  |             | Église Saint-Denis de Roussy-le-Village                                           |
| Église Saint-Remi de Rozérieulles                                                 | Rozérieulles                |         | 49° 06′ 26″ nord, 6° 05′ 03″ est | « PA00106980 » | Inscrit MH                                                                                       | 1984        | Église Saint-Remi de Rozérieulles                                                 |
| Église Saint-Martin de Rurange-lès-Thionville                                     | Rurange-lès-Thionville      |         | 49° 16′ 36″ nord, 6° 13′ 58″ est | « IA00038363 » |                                                                                                  |             | Église Saint-Martin de Rurange-lès-Thionville                                     |
| Église Saint-Luc de Russange                                                      | Russange                    |         | 49° 28′ 50″ nord, 5° 57′ 15″ est |                |                                                                                                  |             | Église Saint-Luc de Russange                                                      |
| Église Saint-Martin de Rustroff                                                   | Rustroff                    |         | 49° 26′ 34″ nord, 6° 22′ 20″ est | « IA00037450 » |                                                                                                  |             | Église Saint-Martin de Rustroff                                                   |
| Église Saint-Adelphe de Réchicourt-le-Château                                     | Réchicourt-le-Château       |         | 48° 39′ 57″ nord, 6° 50′ 30″ est |                |                                                                                                  |             | Église Saint-Adelphe de Réchicourt-le-Château                                     |
| Église Saint-Brice de Rédange                                                     | Rédange                     |         | 49° 29′ 36″ nord, 5° 55′ 10″ est |                |                                                                                                  |             | Église Saint-Brice de Rédange                                                     |
| Ancienne église Saint-Quirin de Rédange                                           | Rédange                     |         | 49° 29′ 36″ nord, 5° 55′ 08″ est |                |                                                                                                  |             | Ancienne église Saint-Quirin de Rédange                                           |
| Église Saint-Pierre de Réding                                                     | Réding                      |         | 48° 45′ 03″ nord, 7° 06′ 23″ est |                |                                                                                                  |             | Église Saint-Pierre de Réding                                                     |
| Église Sainte-Geneviève de Réhon                                                  | Réhon                       |         | 49° 29′ 59″ nord, 5° 45′ 23″ est | « IA00060581 » |                                                                                                  |             | Église Sainte-Geneviève de Réhon                                                  |
| Église Saint-Éloi de Réhon                                                        | Réhon                       |         | 49° 29′ 41″ nord, 5° 45′ 22″ est |                |                                                                                                  |             | Église Saint-Éloi de Réhon                                                        |
| Église Saint-Nicolas de Rémelfang                                                 | Rémelfang                   |         | 49° 16′ 11″ nord, 6° 30′ 33″ est |                |                                                                                                  |             | Église Saint-Nicolas de Rémelfang                                                 |
| Église Saint-Pierre de Rémelfing                                                  | Rémelfing                   |         | 49° 05′ 29″ nord, 7° 05′ 37″ est |                |                                                                                                  |             | Église Saint-Pierre de Rémelfing                                                  |
| Église Saint-Jean-Baptiste de Rémeling                                            | Rémeling                    |         | 49° 24′ 27″ nord, 6° 29′ 16″ est | « IA00037526 » |                                                                                                  |             | Église Saint-Jean-Baptiste de Rémeling                                            |
| Église Saint-Gengoulf de Rémering                                                 | Rémering                    |         | 49° 15′ 49″ nord, 6° 37′ 41″ est |                |                                                                                                  |             | Église Saint-Gengoulf de Rémering                                                 |
| Église Saint-Remi de Rémering-lès-Puttelange                                      | Rémering-lès-Puttelange     |         | 49° 02′ 09″ nord, 6° 56′ 20″ est |                |                                                                                                  |             | Église Saint-Remi de Rémering-lès-Puttelange                                      |
| Église Saint-Martin de Rémilly                                                    | Rémilly                     |         | 48° 56′ 50″ nord, 6° 26′ 11″ est |                |                                                                                                  |             | Église Saint-Martin de Rémilly                                                    |
| Église Saint-François-d'Assise de Réning                                          | Réning                      |         | 48° 57′ 18″ nord, 6° 51′ 14″ est |                |                                                                                                  |             | Église Saint-François-d'Assise de Réning                                          |
| Église Saint-Epvre de Sailly-Achâtel                                              | Sailly-Achâtel              |         | 48° 56′ 20″ nord, 6° 17′ 56″ est |                |                                                                                                  |             | Église Saint-Epvre de Sailly-Achâtel                                              |
| Église Saint-Étienne de Saint-Ail                                                 | Saint-Ail                   |         | 48° 10′ 54″ nord, 5° 59′ 40″ est | « IA00034940 » |                                                                                                  |             | Église Saint-Étienne de Saint-Ail                                                 |
| Abbatiale Saint-Nabor de Saint-Avold                                              | Saint-Avold                 |         | 49° 06′ 12″ nord, 6° 42′ 35″ est | « PA00106983 » | Classé MH Boiseries anciennes ainsi que le bas-relief ; Inscrit MH Eglise, sauf parties classées | 1923 ; 1930 | Abbatiale Saint-Nabor de Saint-Avold                                              |
| Basilique Notre-Dame-de-Bon-Secours de Saint-Avold                                | Saint-Avold                 |         | 49° 05′ 56″ nord, 6° 42′ 24″ est |                |                                                                                                  |             | Basilique Notre-Dame-de-Bon-Secours de Saint-Avold                                |
| Église Sainte-Jeanne-d'Arc de Cité Jeanne-d'Arc                                   | Saint-Avold                 |         | 49° 09′ 04″ nord, 6° 45′ 56″ est |                |                                                                                                  |             | Église Sainte-Jeanne-d'Arc de Cité Jeanne-d'Arc                                   |
| Église Saint-Pie-X de Cité Émile Huchet                                           | Saint-Avold                 |         | 49° 07′ 48″ nord, 6° 42′ 07″ est |                |                                                                                                  |             | Église Saint-Pie-X de Cité Émile Huchet                                           |
| Église Saint-Thomas de Dourd'hal                                                  | Saint-Avold                 |         | 49° 05′ 53″ nord, 6° 39′ 37″ est | « IA00037000 » |                                                                                                  |             | Église Saint-Thomas de Dourd'hal                                                  |
| Ancienne Église Saints-Pierre-et-Paul de Saint-Avold                              | Saint-Avold                 |         | 49° 06′ 15″ nord, 6° 42′ 32″ est | « IA57002520 » |                                                                                                  |             | Ancienne Église Saints-Pierre-et-Paul de Saint-Avold                              |
| Église Saint-Epvre de Saint-Epvre                                                 | Saint-Epvre                 |         | 48° 58′ 26″ nord, 6° 26′ 17″ est |                |                                                                                                  |             | Église Saint-Epvre de Saint-Epvre                                                 |
| Église Saint-Georges de Saint-Georges (Moselle)                                   | Saint-Georges               |         | 48° 39′ 31″ nord, 6° 55′ 44″ est |                |                                                                                                  |             | Église Saint-Georges de Saint-Georges (Moselle)                                   |
| Église de la Décollation-de-Saint-Jean-Baptiste de Saint-Jean-Kourtzerode         | Saint-Jean-Kourtzerode      |         | 48° 45′ 28″ nord, 7° 11′ 39″ est |                |                                                                                                  |             | Église de la Décollation-de-Saint-Jean-Baptiste de Saint-Jean-Kourtzerode         |
| Église Saint-Jean-Baptiste de Saint-Jean-Rohrbach                                 | Saint-Jean-Rohrbach         |         | 49° 01′ 33″ nord, 6° 52′ 58″ est |                |                                                                                                  |             | Église Saint-Jean-Baptiste de Saint-Jean-Rohrbach                                 |
| Église Saint-Jean-Baptiste de Saint-Jean-de-Bassel                                | Saint-Jean-de-Bassel        |         | 48° 48′ 13″ nord, 6° 59′ 28″ est |                |                                                                                                  |             | Église Saint-Jean-Baptiste de Saint-Jean-de-Bassel                                |
| Église de la Nativité-de-Saint-Jean de Saint-Jean-lès-Longuyon                    | Saint-Jean-lès-Longuyon     |         | 49° 27′ 11″ nord, 5° 27′ 49″ est |                |                                                                                                  |             | Église de la Nativité-de-Saint-Jean de Saint-Jean-lès-Longuyon                    |
| Église Saint-Martin de Ham-lès-Saint-Jean                                         | Saint-Jean-lès-Longuyon     |         | 49° 27′ 04″ nord, 5° 28′ 55″ est | « IA00052692 » |                                                                                                  |             | Église Saint-Martin de Ham-lès-Saint-Jean                                         |
| Église Saint-Julien de Saint-Julien-lès-Gorze                                     | Saint-Julien-lès-Gorze      |         | 49° 00′ 51″ nord, 5° 54′ 02″ est | « IA00034853 » |                                                                                                  |             | Église Saint-Julien de Saint-Julien-lès-Gorze                                     |
| Église Saint-Julien de Saint-Julien-lès-Metz                                      | Saint-Julien-lès-Metz       |         | 49° 08′ 03″ nord, 6° 12′ 09″ est |                |                                                                                                  |             | Image manquante Téléverser                                                        |
| Église Saint-Georges de Saint-Jure                                                | Saint-Jure                  |         | 48° 56′ 38″ nord, 6° 13′ 08″ est |                |                                                                                                  |             | Église Saint-Georges de Saint-Jure                                                |
| Église Saint-Hubert d'Alémont                                                     | Saint-Jure                  |         | 48° 57′ 07″ nord, 6° 14′ 02″ est |                |                                                                                                  |             | Église Saint-Hubert d'Alémont                                                     |
| Église Saint-Louis de Saint-Louis (Moselle)                                       | Saint-Louis                 |         | 48° 42′ 58″ nord, 7° 11′ 20″ est | « IA00024601 » |                                                                                                  |             | Église Saint-Louis de Saint-Louis (Moselle)                                       |
| Église Saint-Louis de Saint-Louis-lès-Bitche                                      | Saint-Louis-lès-Bitche      |         | 48° 59′ 13″ nord, 7° 21′ 06″ est | « IA00038021 » |                                                                                                  |             | Église Saint-Louis de Saint-Louis-lès-Bitche                                      |
| Église Saint-Médard de Saint-Médard (Moselle)                                     | Saint-Médard                |         | 48° 48′ 34″ nord, 6° 38′ 07″ est |                |                                                                                                  |             | Église Saint-Médard de Saint-Médard (Moselle)                                     |
| Église Saint-Privat de Saint-Privat-la-Montagne                                   | Saint-Privat-la-Montagne    |         | 49° 11′ 18″ nord, 6° 02′ 14″ est |                |                                                                                                  |             | Église Saint-Privat de Saint-Privat-la-Montagne                                   |
| Église Saint-Quirin de Saint-Quirin                                               | Saint-Quirin                |         | 48° 36′ 33″ nord, 7° 03′ 53″ est |                |                                                                                                  |             | Église Saint-Quirin de Saint-Quirin                                               |
| Église Sainte-Barbe de Sainte-Barbe (Moselle)                                     | Sainte-Barbe                |         | 49° 09′ 33″ nord, 6° 18′ 12″ est | « PA00106987 » | Inscrit MH                                                                                       | 1979        | Église Sainte-Barbe de Sainte-Barbe (Moselle)                                     |
| Église de l'Assomption-de-la-Bienheureuse-Vierge-Marie de Sainte-Marie-aux-Chênes | Sainte-Marie-aux-Chênes     |         | 49° 11′ 31″ nord, 6° 00′ 02″ est |                |                                                                                                  |             | Église de l'Assomption-de-la-Bienheureuse-Vierge-Marie de Sainte-Marie-aux-Chênes |
| Église Sainte-Ruffine de Sainte-Ruffine                                           | Sainte-Ruffine              |         | 49° 06′ 18″ nord, 6° 05′ 49″ est |                |                                                                                                  |             | Église Sainte-Ruffine de Sainte-Ruffine                                           |
| Église Saint-Privat de Salonnes                                                   | Salonnes                    |         | 48° 47′ 31″ nord, 6° 29′ 56″ est | « PA00106994 » | Inscrit MH Portail                                                                               | 1929        | Église Saint-Privat de Salonnes                                                   |
| Église Saint-Nicolas de Sanry-lès-Vigy                                            | Sanry-lès-Vigy              |         | 49° 10′ 58″ nord, 6° 16′ 53″ est |                |                                                                                                  |             | Église Saint-Nicolas de Sanry-lès-Vigy                                            |
| Église Saint-Urbain de Sanry-sur-Nied                                             | Sanry-sur-Nied              |         | 49° 03′ 12″ nord, 6° 20′ 39″ est |                |                                                                                                  |             | Église Saint-Urbain de Sanry-sur-Nied                                             |
| Église Sainte-Marie de Rech                                                       | Sarralbe                    |         | 48° 59′ 00″ nord, 7° 00′ 47″ est |                |                                                                                                  |             | Église Sainte-Marie de Rech                                                       |
| Église Saint-Martin dite cathédrale de la Sarre de Sarralbe                       | Sarralbe                    |         | 49° 00′ 01″ nord, 7° 01′ 53″ est |                |                                                                                                  |             | Église Saint-Martin dite cathédrale de la Sarre de Sarralbe                       |
| Église Saint-Michel de Sarraltroff                                                | Sarraltroff                 |         | 48° 46′ 27″ nord, 7° 03′ 43″ est |                |                                                                                                  |             | Église Saint-Michel de Sarraltroff                                                |
| Église Saint-Barthélemy de Sarrebourg                                             | Sarrebourg                  |         | 48° 43′ 10″ nord, 7° 01′ 25″ est |                |                                                                                                  |             | Église Saint-Barthélemy de Sarrebourg                                             |
| Église Saint-Martin de Hoff                                                       | Sarrebourg                  |         | 48° 44′ 51″ nord, 7° 03′ 29″ est |                |                                                                                                  |             | Église Saint-Martin de Hoff                                                       |
| Église Saint-Nicolas de Sarreguemines                                             | Sarreguemines               |         | 49° 06′ 39″ nord, 7° 03′ 57″ est |                |                                                                                                  |             | Église Saint-Nicolas de Sarreguemines                                             |
| Église du Sacré-Cœur de Sarreguemines                                             | Sarreguemines               |         | 49° 06′ 58″ nord, 7° 04′ 29″ est |                |                                                                                                  |             | Église du Sacré-Cœur de Sarreguemines                                             |
| Église Notre-Dame de Beausoleil                                                   | Sarreguemines               |         | 49° 06′ 08″ nord, 7° 02′ 54″ est |                |                                                                                                  |             | Église Notre-Dame de Beausoleil                                                   |
| Église Notre-Dame-du-Perpétuel-Secours du couvent des Rédemptoristes de Blauberg  | Sarreguemines               |         | 49° 06′ 11″ nord, 7° 04′ 01″ est |                |                                                                                                  |             | Église Notre-Dame-du-Perpétuel-Secours du couvent des Rédemptoristes de Blauberg  |
| Église Saint-Denis de Neunkirch                                                   | Sarreguemines               |         | 49° 07′ 13″ nord, 7° 05′ 19″ est |                |                                                                                                  |             | Église Saint-Denis de Neunkirch                                                   |
| Église Sainte-Barbe de Folpersviller                                              | Sarreguemines               |         | 49° 07′ 30″ nord, 7° 07′ 00″ est |                |                                                                                                  |             | Église Sainte-Barbe de Folpersviller                                              |
| Église Saint-Walfried de Welferding                                               | Sarreguemines               |         | 49° 06′ 49″ nord, 7° 02′ 51″ est |                |                                                                                                  |             | Église Saint-Walfried de Welferding                                               |
| Église Saint-Cyriaque de Sarreinsming                                             | Sarreinsming                |         | 49° 05′ 21″ nord, 7° 06′ 38″ est |                |                                                                                                  |             | Église Saint-Cyriaque de Sarreinsming                                             |
| Église Saint-Sébastien de Saulnes                                                 | Saulnes                     |         | 49° 31′ 54″ nord, 5° 49′ 20″ est |                |                                                                                                  |             | Église Saint-Sébastien de Saulnes                                                 |
| Église Saint-Brice de Saulny                                                      | Saulny                      |         | 49° 09′ 37″ nord, 6° 06′ 19″ est |                |                                                                                                  |             | Église Saint-Brice de Saulny                                                      |
| Église Saint-Gall de Schalbach                                                    | Schalbach                   |         | 48° 49′ 22″ nord, 7° 10′ 18″ est |                |                                                                                                  |             | Église Saint-Gall de Schalbach                                                    |
| Église de l'Assomption de la Vierge de Schmittviller                              | Schmittviller               |         | 49° 00′ 21″ nord, 7° 10′ 53″ est | « IA00056361 » |                                                                                                  |             | Image manquante Téléverser                                                        |
| Église Notre-Dame de Schneckenbusch                                               | Schneckenbusch              |         | 48° 42′ 14″ nord, 7° 04′ 37″ est |                |                                                                                                  |             | Église Notre-Dame de Schneckenbusch                                               |
| Église Saint-Rémi de Schorbach                                                    | Schorbach                   |         | 49° 04′ 46″ nord, 7° 24′ 28″ est | « IA00038033 » |                                                                                                  |             | Église Saint-Rémi de Schorbach                                                    |
| Église de l'Assomption-Bienheureuse-Vierge-Marie de Schwerdorff                   | Schwerdorff                 |         | 49° 21′ 59″ nord, 6° 34′ 40″ est |                |                                                                                                  |             | Église de l'Assomption-Bienheureuse-Vierge-Marie de Schwerdorff                   |
| Église Saint-Wendelin de Schweyen                                                 | Schweyen                    |         | 49° 09′ 32″ nord, 7° 23′ 24″ est | « IA00037347 » |                                                                                                  |             | Image manquante Téléverser                                                        |
| Église Saint-Joseph de Schœneck                                                   | Schœneck                    |         | 49° 13′ 08″ nord, 6° 55′ 53″ est |                |                                                                                                  |             | Église Saint-Joseph de Schœneck                                                   |
| Église Saint-Quentin de Scy-Chazelles                                             | Scy-Chazelles               |         | 49° 06′ 40″ nord, 6° 06′ 41″ est | « PA00107003 » | Classé MH                                                                                        | 1930        | Église Saint-Quentin de Scy-Chazelles                                             |
| Église Saint-Remy de Scy                                                          | Scy-Chazelles               |         | 49° 06′ 50″ nord, 6° 07′ 02″ est | « PA57000013 » | Inscrit MH                                                                                       | 1997        | Église Saint-Remy de Scy                                                          |
| Église Saint-Mansuy de Secourt                                                    | Secourt                     |         | 48° 56′ 51″ nord, 6° 17′ 06″ est |                |                                                                                                  |             | Église Saint-Mansuy de Secourt                                                    |
| Église Saint-Jacques-le-Majeur de Seingbouse                                      | Seingbouse                  |         | 49° 06′ 49″ nord, 6° 49′ 54″ est | « IA00037146 » |                                                                                                  |             | Église Saint-Jacques-le-Majeur de Seingbouse                                      |
| Église Saint-Sylvestre de Semécourt                                               | Semécourt                   |         | 49° 11′ 40″ nord, 6° 07′ 56″ est |                |                                                                                                  |             | Image manquante Téléverser                                                        |
| Église Saint-Martin de Serrouville                                                | Serrouville                 |         | 49° 23′ 57″ nord, 5° 53′ 17″ est | « IA00035783 » |                                                                                                  |             | Église Saint-Martin de Serrouville                                                |
| Église Saint-André de Servigny-lès-Raville                                        | Servigny-lès-Raville        |         | 49° 04′ 39″ nord, 6° 27′ 05″ est |                |                                                                                                  |             | Église Saint-André de Servigny-lès-Raville                                        |
| Église Sainte-Catherine de Servigny-lès-Sainte-Barbe                              | Servigny-lès-Sainte-Barbe   |         | 49° 08′ 55″ nord, 6° 16′ 21″ est |                |                                                                                                  |             | Église Sainte-Catherine de Servigny-lès-Sainte-Barbe                              |
| Église Saint-Joseph de Serémange-Erzange                                          | Serémange-Erzange           |         | 49° 19′ 12″ nord, 6° 05′ 19″ est |                |                                                                                                  |             | Église Saint-Joseph de Serémange-Erzange                                          |
| Église de la Nativité-de-la-Bienheureuse-Vierge-Marie de Sierck-les-Bains         | Sierck-les-Bains            |         | 49° 26′ 28″ nord, 6° 21′ 24″ est | « IA00037538 » |                                                                                                  |             | Église de la Nativité-de-la-Bienheureuse-Vierge-Marie de Sierck-les-Bains         |
| Église Saint-Marc de Siersthal                                                    | Siersthal                   |         | 49° 02′ 33″ nord, 7° 20′ 52″ est | « IA00056355 » |                                                                                                  |             | Église Saint-Marc de Siersthal                                                    |
| Église Saint-Martin de Sillegny                                                   | Sillegny                    |         | 48° 59′ 14″ nord, 6° 09′ 45″ est | « PA00107006 » | Classé MH                                                                                        | 1881        | Église Saint-Martin de Sillegny                                                   |
| Église Saint-Arnoul de Silly-sur-Nied                                             | Silly-sur-Nied              |         | 49° 07′ 13″ nord, 6° 21′ 33″ est |                |                                                                                                  |             | Église Saint-Arnoul de Silly-sur-Nied                                             |
| Église Saint-Étienne de Solgne                                                    | Solgne                      |         | 48° 57′ 57″ nord, 6° 17′ 43″ est |                |                                                                                                  |             | Église Saint-Étienne de Solgne                                                    |
| Église Saint-Alban de Sorbey                                                      | Sorbey                      |         | 49° 02′ 41″ nord, 6° 19′ 04″ est |                |                                                                                                  |             | Église Saint-Alban de Sorbey                                                      |
| Église de l'Assomption de la Vierge de Soucht                                     | Soucht                      |         | 48° 57′ 28″ nord, 7° 20′ 06″ est | « IA00056135 » |                                                                                                  |             | Église de l'Assomption de la Vierge de Soucht                                     |
| Église Saint-Laurent de Spicheren                                                 | Spicheren                   |         | 49° 11′ 35″ nord, 6° 58′ 12″ est |                |                                                                                                  |             | Église Saint-Laurent de Spicheren                                                 |
| Église Saint-François de Stiring-Wendel                                           | Stiring-Wendel              |         | 49° 11′ 59″ nord, 6° 55′ 38″ est |                |                                                                                                  |             | Église Saint-François de Stiring-Wendel                                           |
| Église Sainte-Marie de Cité du Habstedick                                         | Stiring-Wendel              |         | 49° 12′ 23″ nord, 6° 56′ 44″ est |                |                                                                                                  |             | Image manquante Téléverser                                                        |
| Église Saint-Roch de Verrerie Sophie                                              | Stiring-Wendel              |         | 49° 11′ 40″ nord, 6° 54′ 58″ est |                |                                                                                                  |             | Église Saint-Roch de Verrerie Sophie                                              |
| Église Sainte-Élisabeth de Sturzelbronn                                           | Sturzelbronn                |         | 49° 03′ 22″ nord, 7° 35′ 07″ est |                |                                                                                                  |             | Église Sainte-Élisabeth de Sturzelbronn                                           |
| Église Saint-Jésus-Ouvrier de Talange                                             | Talange                     |         | 49° 14′ 18″ nord, 6° 10′ 25″ est |                |                                                                                                  |             | Église Saint-Jésus-Ouvrier de Talange                                             |
| Église Saint-Étienne de Tarquimpol                                                | Tarquimpol                  |         | 48° 47′ 03″ nord, 6° 45′ 27″ est |                |                                                                                                  |             | Église Saint-Étienne de Tarquimpol                                                |
| Église de l'Assomption de Tellancourt                                             | Tellancourt                 |         | 49° 30′ 27″ nord, 5° 38′ 04″ est | « IA00052701 » |                                                                                                  |             | Église de l'Assomption de Tellancourt                                             |
| Église Saint-Pierre de Tenteling                                                  | Tenteling                   |         | 49° 07′ 30″ nord, 6° 56′ 15″ est |                |                                                                                                  |             | Église Saint-Pierre de Tenteling                                                  |
| Église Saint-Sébastien de Terville                                                | Terville                    |         | 49° 20′ 50″ nord, 6° 08′ 31″ est | « IA00038489 » |                                                                                                  |             | Église Saint-Sébastien de Terville                                                |
| Église Saint-Denis de Teting-sur-Nied                                             | Teting-sur-Nied             |         | 49° 03′ 26″ nord, 6° 39′ 36″ est |                |                                                                                                  |             | Église Saint-Denis de Teting-sur-Nied                                             |
| Église Saint-Denis de Thicourt                                                    | Thicourt                    |         | 48° 59′ 20″ nord, 6° 33′ 18″ est | « PA00107009 » | Classé MH Chœur et absidiole circulaire attenante                                                | 1930        | Église Saint-Denis de Thicourt                                                    |
| Église Saint-Alban de Thimonville                                                 | Thimonville                 |         | 48° 57′ 17″ nord, 6° 23′ 43″ est |                |                                                                                                  |             | Église Saint-Alban de Thimonville                                                 |
| Église Saint-Maximin de Thionville                                                | Thionville                  |         | 49° 21′ 25″ nord, 6° 10′ 01″ est | « PA00107013 » | Classé MH                                                                                        | 1984        | Église Saint-Maximin de Thionville                                                |
| Église Saint-Urbain de Guentrange                                                 | Thionville                  |         | 49° 22′ 18″ nord, 6° 08′ 19″ est |                |                                                                                                  |             | Église Saint-Urbain de Guentrange                                                 |
| Église Sainte-Anne de Thionville                                                  | Thionville                  |         | 49° 22′ 16″ nord, 6° 09′ 23″ est |                |                                                                                                  |             | Image manquante Téléverser                                                        |
| Église Saint-Joseph-et-Saint-Louis de Beauregard                                  | Thionville                  |         | 49° 20′ 57″ nord, 6° 09′ 21″ est |                |                                                                                                  |             | Église Saint-Joseph-et-Saint-Louis de Beauregard                                  |
| Église Saint-Pierre de Veymerange                                                 | Thionville                  |         | 49° 21′ 21″ nord, 6° 06′ 59″ est | « IA57000006 » |                                                                                                  |             | Église Saint-Pierre de Veymerange                                                 |
| Église de la Visitation-de-la-Vierge d'Œutrange                                   | Thionville                  |         | 49° 23′ 59″ nord, 6° 06′ 10″ est |                |                                                                                                  |             | Église de la Visitation-de-la-Vierge d'Œutrange                                   |
| Église Notre-Dame-de-l'Assomption de Thionville                                   | Thionville                  |         | 49° 21′ 54″ nord, 6° 09′ 58″ est |                |                                                                                                  |             | Église Notre-Dame-de-l'Assomption de Thionville                                   |
| Église Saint-Nicolas de Garche                                                    | Thionville                  |         | 49° 23′ 42″ nord, 6° 12′ 05″ est | « IA57000199 » |                                                                                                  |             | Église Saint-Nicolas de Garche                                                    |
| Église Saint-Pierre de Thionville                                                 | Thionville                  |         | 49° 21′ 21″ nord, 6° 06′ 59″ est | « IA57000011 » |                                                                                                  |             | Image manquante Téléverser                                                        |
| Église de l'Assomption de Thumeréville                                            | Thumeréville                |         | 49° 12′ 02″ nord, 5° 47′ 50″ est | « IA00035222 » |                                                                                                  |             | Église de l'Assomption de Thumeréville                                            |
| Église Sainte-Marguerite de Théding                                               | Théding                     |         | 49° 07′ 45″ nord, 6° 53′ 39″ est |                |                                                                                                  |             | Église Sainte-Marguerite de Théding                                               |
| Église Saint-Médard de Tincry                                                     | Tincry                      |         | 48° 54′ 13″ nord, 6° 24′ 40″ est |                |                                                                                                  |             | Église Saint-Médard de Tincry                                                     |
| Église Saint-Pierre de Torcheville                                                | Torcheville                 |         | 48° 54′ 32″ nord, 6° 51′ 01″ est |                |                                                                                                  |             | Église Saint-Pierre de Torcheville                                                |
| Église Saint-Léger de Tragny                                                      | Tragny                      |         | 48° 57′ 31″ nord, 6° 22′ 46″ est |                |                                                                                                  |             | Église Saint-Léger de Tragny                                                      |
| Église Saint-Pierre de Tressange                                                  | Tressange                   |         | 49° 24′ 09″ nord, 5° 58′ 49″ est |                |                                                                                                  |             | Église Saint-Pierre de Tressange                                                  |
| Église Sainte-Anne de Redlach                                                     | Tritteling-Redlach          |         | 49° 04′ 36″ nord, 6° 36′ 19″ est |                |                                                                                                  |             | Église Sainte-Anne de Redlach                                                     |
| Église Saint-Martin de Tritteling                                                 | Tritteling-Redlach          |         | 49° 04′ 43″ nord, 6° 37′ 15″ est |                |                                                                                                  |             | Église Saint-Martin de Tritteling                                                 |
| Église Saint-Léon-IX de Troisfontaines                                            | Troisfontaines              |         | 48° 40′ 19″ nord, 7° 07′ 05″ est |                |                                                                                                  |             | Église Saint-Léon-IX de Troisfontaines                                            |
| Église Saint-Nicolas de Biberkirch                                                | Troisfontaines              |         | 48° 40′ 06″ nord, 7° 06′ 49″ est |                |                                                                                                  |             | Église Saint-Nicolas de Biberkirch                                                |
| Église de la Translation-de-Saint-Éloi de Tromborn                                | Tromborn                    |         | 49° 15′ 27″ nord, 6° 35′ 19″ est |                |                                                                                                  |             | Église de la Translation-de-Saint-Éloi de Tromborn                                |
| Église Saint-Epvre de Tronville                                                   | Tronville                   |         | 49° 05′ 04″ nord, 5° 55′ 09″ est | « IA00034863 » |                                                                                                  |             | Église Saint-Epvre de Tronville                                                   |
| Église de l'Exaltation-de-la-Sainte-Croix de Trémery                              | Trémery                     |         | 49° 14′ 46″ nord, 6° 13′ 33″ est |                |                                                                                                  |             | Église de l'Exaltation-de-la-Sainte-Croix de Trémery                              |
| Église Sainte-Barbe de Cité d'Anderny-Chevillon                                   | Tucquegnieux                |         | 49° 19′ 12″ nord, 5° 54′ 51″ est |                |                                                                                                  |             | Église Sainte-Barbe de Cité d'Anderny-Chevillon                                   |
| Église Notre-Dame-de-l'Assomption de Tucquegnieux                                 | Tucquegnieux                |         | 49° 17′ 53″ nord, 5° 52′ 57″ est | « IA00035809 » |                                                                                                  |             | Église Notre-Dame-de-l'Assomption de Tucquegnieux                                 |
| Église Saint-Ruf de Téterchen                                                     | Téterchen                   |         | 49° 13′ 55″ nord, 6° 33′ 40″ est |                |                                                                                                  |             | Église Saint-Ruf de Téterchen                                                     |
| Église Sainte-Barbe d'Uckange                                                     | Uckange                     |         | 49° 18′ 02″ nord, 6° 09′ 28″ est |                |                                                                                                  |             | Église Sainte-Barbe d'Uckange                                                     |
| Église Saint-Georges d'Ugny                                                       | Ugny                        |         | 49° 28′ 14″ nord, 5° 41′ 53″ est | « IA00052707 » |                                                                                                  |             | Église Saint-Georges d'Ugny                                                       |
| Église Saint-Jean-Baptiste de Vahl-Ebersing                                       | Vahl-Ebersing               |         | 49° 02′ 58″ nord, 6° 45′ 16″ est |                |                                                                                                  |             | Église Saint-Jean-Baptiste de Vahl-Ebersing                                       |
| Église Saint-Michel de Vahl-lès-Bénestroff                                        | Vahl-lès-Bénestroff         |         | 48° 54′ 48″ nord, 6° 47′ 14″ est |                |                                                                                                  |             | Église Saint-Michel de Vahl-lès-Bénestroff                                        |
| Église Saint-Léopold de Vahl-lès-Faulquemont                                      | Vahl-lès-Faulquemont        |         | 49° 01′ 36″ nord, 6° 37′ 31″ est |                |                                                                                                  |             | Église Saint-Léopold de Vahl-lès-Faulquemont                                      |
| Église Saint-Martin de Kerprich-lès-Dieuze                                        | Val-de-Bride                |         | 48° 49′ 24″ nord, 6° 41′ 58″ est |                |                                                                                                  |             | Église Saint-Martin de Kerprich-lès-Dieuze                                        |
| Église Sainte-Gertrude-de-Nivelles de Vallerange                                  | Vallerange                  |         | 48° 56′ 55″ nord, 6° 41′ 12″ est |                |                                                                                                  |             | Église Sainte-Gertrude-de-Nivelles de Vallerange                                  |
| Église Saint-Nicolas de Valmestroff                                               | Valmestroff                 |         | 49° 21′ 36″ nord, 6° 15′ 50″ est |                |                                                                                                  |             | Église Saint-Nicolas de Valmestroff                                               |
| Église Saint-Gengoulf de Valmont                                                  | Valmont                     |         | 49° 05′ 03″ nord, 6° 41′ 52″ est |                |                                                                                                  |             | Église Saint-Gengoulf de Valmont                                                  |
| Église Saint-Jean-Baptiste de Valmunster                                          | Valmunster                  |         | 49° 14′ 26″ nord, 6° 30′ 39″ est | « PA00107019 » | Inscrit MH                                                                                       | 1960        | Église Saint-Jean-Baptiste de Valmunster                                          |
| Église Saint-Denis de Vannecourt                                                  | Vannecourt                  |         | 48° 52′ 53″ nord, 6° 32′ 54″ est |                |                                                                                                  |             | Église Saint-Denis de Vannecourt                                                  |
| Église Saint-Martin de Varize-Vaudoncourt                                         | Varize-Vaudoncourt          |         | 49° 08′ 03″ nord, 6° 27′ 32″ est |                |                                                                                                  |             | Église Saint-Martin de Varize-Vaudoncourt                                         |
| Église Saint-Blaise de Varsberg                                                   | Varsberg                    |         | 49° 10′ 27″ nord, 6° 37′ 34″ est |                |                                                                                                  |             | Église Saint-Blaise de Varsberg                                                   |
| Église Sainte-Thérèse de Vasperviller                                             | Vasperviller                |         | 48° 37′ 56″ nord, 7° 04′ 19″ est | « IA57001109 » |                                                                                                  |             | Église Sainte-Thérèse de Vasperviller                                             |
| Église Saint-Martin de Vatimont                                                   | Vatimont                    |         | 48° 58′ 45″ nord, 6° 27′ 53″ est |                |                                                                                                  |             | Église Saint-Martin de Vatimont                                                   |
| Église Saint-Remi de Vaudreching                                                  | Vaudreching                 |         | 49° 17′ 01″ nord, 6° 31′ 32″ est |                |                                                                                                  |             | Église Saint-Remi de Vaudreching                                                  |
| Église Saint-Rémy de Vaux                                                         | Vaux                        |         | 49° 05′ 39″ nord, 6° 04′ 47″ est | « PA00107022 » | Classé MH                                                                                        | 1984        | Église Saint-Rémy de Vaux                                                         |
| Église Saint-Epvre de Vaxy                                                        | Vaxy                        |         | 48° 51′ 30″ nord, 6° 31′ 43″ est |                |                                                                                                  |             | Église Saint-Epvre de Vaxy                                                        |
| Église Saint-Gall de Veckersviller                                                | Veckersviller               |         | 48° 50′ 27″ nord, 7° 10′ 50″ est |                |                                                                                                  |             | Église Saint-Gall de Veckersviller                                                |
| Église Sainte-Apolline de Veckring                                                | Veckring                    |         | 49° 20′ 22″ nord, 6° 22′ 43″ est | « IA00038382 » |                                                                                                  |             | Église Sainte-Apolline de Veckring                                                |
| Église Saint-Pierre de Velving                                                    | Velving                     |         | 49° 14′ 32″ nord, 6° 32′ 01″ est |                |                                                                                                  |             | Église Saint-Pierre de Velving                                                    |
| Église Saint-Pierre de Vergaville                                                 | Vergaville                  |         | 48° 50′ 15″ nord, 6° 44′ 35″ est |                |                                                                                                  |             | Église Saint-Pierre de Vergaville                                                 |
| Église Saint-Michel de Verny                                                      | Verny                       |         | 49° 00′ 25″ nord, 6° 12′ 17″ est |                |                                                                                                  |             | Église Saint-Michel de Verny                                                      |
| Église de la Translation-de-Saint-Éloi de Vernéville                              | Vernéville                  |         | 49° 08′ 47″ nord, 6° 00′ 14″ est |                |                                                                                                  |             | Église de la Translation-de-Saint-Éloi de Vernéville                              |
| Église Saint-Antoine-de-Padoue de Vescheim                                        | Vescheim                    |         | 48° 47′ 44″ nord, 7° 13′ 48″ est |                |                                                                                                  |             | Église Saint-Antoine-de-Padoue de Vescheim                                        |
| Église Sainte-Barbe de Vibersviller                                               | Vibersviller                |         | 48° 54′ 52″ nord, 6° 56′ 42″ est |                |                                                                                                  |             | Église Sainte-Barbe de Vibersviller                                               |
| Église Saint-Adelphe de Vieux-Lixheim                                             | Vieux-Lixheim               |         | 48° 46′ 42″ nord, 7° 07′ 58″ est |                |                                                                                                  |             | Église Saint-Adelphe de Vieux-Lixheim                                             |
| Église Saint-Germain de Vigny                                                     | Vigny                       |         | 48° 58′ 06″ nord, 6° 14′ 57″ est |                |                                                                                                  |             | Église Saint-Germain de Vigny                                                     |
| Église Saint-Léger de Vigy                                                        | Vigy                        |         | 49° 12′ 11″ nord, 6° 17′ 52″ est |                |                                                                                                  |             | Église Saint-Léger de Vigy                                                        |
| Église Saint-Jacques-le-Majeur de Viller                                          | Viller                      |         | 48° 59′ 07″ nord, 6° 38′ 44″ est |                |                                                                                                  |             | Image manquante Téléverser                                                        |
| Église du Ban-Saint-Pierre de Villers-Stoncourt                                   | Villers-Stoncourt           |         | 49° 03′ 21″ nord, 6° 25′ 20″ est |                |                                                                                                  |             | Église du Ban-Saint-Pierre de Villers-Stoncourt                                   |
| Église Saint-Oswald de Villers-sur-Nied                                           | Villers-sur-Nied            |         | 48° 55′ 19″ nord, 6° 32′ 08″ est |                |                                                                                                  |             | Église Saint-Oswald de Villers-sur-Nied                                           |
| Église Saint-Clément de Villing                                                   | Villing                     |         | 49° 16′ 53″ nord, 6° 37′ 56″ est |                |                                                                                                  |             | Église Saint-Clément de Villing                                                   |
| Église Saint-Charles de Vilsberg                                                  | Vilsberg                    |         | 48° 47′ 10″ nord, 7° 15′ 15″ est |                |                                                                                                  |             | Église Saint-Charles de Vilsberg                                                  |
| Église Saint-Pierre de Virming                                                    | Virming                     |         | 48° 56′ 42″ nord, 6° 45′ 00″ est |                |                                                                                                  |             | Église Saint-Pierre de Virming                                                    |
| Église Saint-Étienne de Vitry-sur-Orne                                            | Vitry-sur-Orne              |         | 49° 15′ 58″ nord, 6° 06′ 26″ est |                |                                                                                                  |             | Église Saint-Étienne de Vitry-sur-Orne                                            |
| Église Saint-Georges de Vittersbourg                                              | Vittersbourg                |         | 48° 57′ 03″ nord, 6° 55′ 48″ est |                |                                                                                                  |             | Église Saint-Georges de Vittersbourg                                              |
| Église Saint-Grégoire-1er de Vittoncourt                                          | Vittoncourt                 |         | 49° 01′ 14″ nord, 6° 25′ 44″ est |                |                                                                                                  |             | Église Saint-Grégoire-1er de Vittoncourt                                          |
| Église de l'Assomption-de-la-Bienheureuse-Vierge-Marie de Viviers                 | Viviers                     |         | 48° 53′ 24″ nord, 6° 26′ 05″ est |                |                                                                                                  |             | Église de l'Assomption-de-la-Bienheureuse-Vierge-Marie de Viviers                 |
| Église Saint-Jean-Baptiste de Volkrange                                           | Volkrange                   |         | 49° 21′ 26″ nord, 6° 05′ 13″ est | « IA57000004 » |                                                                                                  |             | Église Saint-Jean-Baptiste de Volkrange                                           |
| Église Saint-Denis de Volmerange-les-Mines                                        | Volmerange-les-Mines        |         | 49° 26′ 31″ nord, 6° 04′ 56″ est | « IA00053368 » |                                                                                                  |             | Église Saint-Denis de Volmerange-les-Mines                                        |
| Église Saint-Hubert de Volmerange-lès-Boulay                                      | Volmerange-lès-Boulay       |         | 49° 10′ 05″ nord, 6° 26′ 54″ est |                |                                                                                                  |             | Église Saint-Hubert de Volmerange-lès-Boulay                                      |
| Église Saint-Pierre de Volmunster                                                 | Volmunster                  |         | 49° 07′ 23″ nord, 7° 21′ 25″ est | « IA00037360 » |                                                                                                  |             | Église Saint-Pierre de Volmunster                                                 |
| Église Saint-Michel-l'Archange de Volstroff                                       | Volstroff                   |         | 49° 18′ 44″ nord, 6° 15′ 36″ est | « IA00038420 » |                                                                                                  |             | Église Saint-Michel-l'Archange de Volstroff                                       |
| Église de la Nativité-de-la-Bienheureuse-Vierge-Marie de Voyer                    | Voyer                       |         | 48° 39′ 07″ nord, 7° 04′ 43″ est |                |                                                                                                  |             | Église de la Nativité-de-la-Bienheureuse-Vierge-Marie de Voyer                    |
| Église Saint-Remi de Vry                                                          | Vry                         |         | 49° 11′ 25″ nord, 6° 19′ 38″ est |                |                                                                                                  |             | Église Saint-Remi de Vry                                                          |
| Église Saint-Nicolas de Vulmont                                                   | Vulmont                     |         | 48° 55′ 31″ nord, 6° 18′ 12″ est |                |                                                                                                  |             | Église Saint-Nicolas de Vulmont                                                   |
| Église Saint-Hubert de Waldweistroff                                              | Waldweistroff               |         | 49° 21′ 31″ nord, 6° 29′ 43″ est | « IA00037459 » |                                                                                                  |             | Église Saint-Hubert de Waldweistroff                                              |
| Église Sainte-Catherine de Waldwisse                                              | Waldwisse                   |         | 49° 24′ 50″ nord, 6° 31′ 49″ est | « IA00037435 » |                                                                                                  |             | Église Sainte-Catherine de Waldwisse                                              |
| Église Saint-Benoît de Walschbronn                                                | Walschbronn                 |         | 49° 08′ 58″ nord, 7° 28′ 56″ est | « IA00037407 » |                                                                                                  |             | Église Saint-Benoît de Walschbronn                                                |
| Église de l'Assomption-de-la-Bienheureuse-Vierge-Marie de Walscheid               | Walscheid                   |         | 48° 39′ 17″ nord, 7° 09′ 01″ est |                |                                                                                                  |             | Église de l'Assomption-de-la-Bienheureuse-Vierge-Marie de Walscheid               |
| Église Saint-Barthélemy de Wiesviller                                             | Wiesviller                  |         | 49° 04′ 50″ nord, 7° 09′ 54″ est |                |                                                                                                  |             | Église Saint-Barthélemy de Wiesviller                                             |
| Église Saint-Nicolas de Willerwald                                                | Willerwald                  |         | 49° 01′ 35″ nord, 7° 02′ 11″ est |                |                                                                                                  |             | Église Saint-Nicolas de Willerwald                                                |
| Église Saint-Étienne de Wittring                                                  | Wittring                    |         | 49° 03′ 16″ nord, 7° 08′ 47″ est |                |                                                                                                  |             | Église Saint-Étienne de Wittring                                                  |
| Église Saint-Étienne de Woippy                                                    | Woippy                      |         | 49° 09′ 07″ nord, 6° 09′ 08″ est |                |                                                                                                  |             | Église Saint-Étienne de Woippy                                                    |
| Église Saint-Jean-Baptiste de Woustviller                                         | Woustviller                 |         | 49° 04′ 35″ nord, 7° 00′ 43″ est |                |                                                                                                  |             | Église Saint-Jean-Baptiste de Woustviller                                         |
| Église Saint-Pierre de Wuisse                                                     | Wuisse                      |         | 48° 51′ 05″ nord, 6° 39′ 01″ est |                |                                                                                                  |             | Église Saint-Pierre de Wuisse                                                     |
| Église de l'Assomption-de-la-Bienheureuse-Vierge-Marie de Xanrey                  | Xanrey                      |         | 48° 44′ 55″ nord, 6° 34′ 46″ est | « IA57000412 » |                                                                                                  |             | Église de l'Assomption-de-la-Bienheureuse-Vierge-Marie de Xanrey                  |
| Église Saint-Martin de Xocourt                                                    | Xocourt                     |         | 48° 54′ 28″ nord, 6° 22′ 38″ est |                |                                                                                                  |             | Église Saint-Martin de Xocourt                                                    |
| Église Saint-Remi de Xouaxange                                                    | Xouaxange                   |         | 48° 41′ 50″ nord, 6° 59′ 47″ est | « PA00107031 » | Inscrit MH Portail Renaissance et tour                                                           | 1980        | Église Saint-Remi de Xouaxange                                                    |
| Église Sainte-Croix d'Yutz-Cité                                                   | Yutz                        |         | 49° 21′ 39″ nord, 6° 12′ 46″ est |                |                                                                                                  |             | Église Sainte-Croix d'Yutz-Cité                                                   |
| Église Saint-Joseph d'Haute-Yutz                                                  | Yutz                        |         | 49° 20′ 46″ nord, 6° 11′ 38″ est | « IA00038514 » |                                                                                                  |             | Église Saint-Joseph d'Haute-Yutz                                                  |
| Église Sainte-Ursule de Haute-Yutz                                                | Yutz                        |         | 49° 20′ 48″ nord, 6° 11′ 37″ est | « IA00038510 » |                                                                                                  |             | Église Sainte-Ursule de Haute-Yutz                                                |
| Église Saint-Nicolas d'Yutz                                                       | Yutz                        |         | 49° 21′ 39″ nord, 6° 11′ 34″ est | « IA00038501 » |                                                                                                  |             | Église Saint-Nicolas d'Yutz                                                       |
| Église Saint-Michel de Zetting                                                    | Zetting                     |         | 49° 04′ 52″ nord, 7° 07′ 54″ est | « PA00107032 » | Classé MH                                                                                        | 1891        | Église Saint-Michel de Zetting                                                    |
| Église Sainte-Trinité de Dieding                                                  | Zetting                     |         | 49° 03′ 41″ nord, 7° 07′ 21″ est |                |                                                                                                  |             | Image manquante Téléverser                                                        |
| Église de la Très-Sainte-Trinité de Zimming                                       | Zimming                     |         | 49° 07′ 36″ nord, 6° 35′ 07″ est |                |                                                                                                  |             | Église de la Très-Sainte-Trinité de Zimming                                       |
| Église Saint-Laurent de Zommange                                                  | Zommange                    |         | 48° 49′ 26″ nord, 6° 48′ 16″ est |                |                                                                                                  |             | Église Saint-Laurent de Zommange                                                  |
| Église Saint-Rémi de Zoufftgen                                                    | Zoufftgen                   |         | 49° 27′ 42″ nord, 6° 08′ 00″ est | « IA00053381 » |                                                                                                  |             | Église Saint-Rémi de Zoufftgen                                                    |
| Église Saint-Pierre-aux-Liens d'Ébersviller                                       | Ébersviller                 |         | 49° 16′ 33″ nord, 6° 24′ 08″ est |                |                                                                                                  |             | Église Saint-Pierre-aux-Liens d'Ébersviller                                       |
| Église Saint-Wendelin d'Éblange                                                   | Éblange                     |         | 49° 13′ 27″ nord, 6° 28′ 56″ est |                |                                                                                                  |             | Église Saint-Wendelin d'Éblange                                                   |
| Église de l'Exaltation-de-la-Sainte-Croix d'Eguelshardt                           | Éguelshardt                 |         | 49° 01′ 14″ nord, 7° 29′ 36″ est | « IA00037820 » |                                                                                                  |             | Église de l'Exaltation-de-la-Sainte-Croix d'Eguelshardt                           |
| Église Saint-Albin d'Évrange                                                      | Évrange                     |         | 49° 30′ 18″ nord, 6° 11′ 38″ est | « IA00053208 » |                                                                                                  |             | Église Saint-Albin d'Évrange                                                      |
| Église Saint-Antoine-de-Padoue d'Œting                                            | Œting                       |         | 49° 10′ 16″ nord, 6° 54′ 42″ est |                |                                                                                                  |             | Église Saint-Antoine-de-Padoue d'Œting                                            |

### Culteorthodoxe
| Église | Commune  | Adresse | Coordonnées                      | Notice | Protection | Date | Illustration                                                                                              |
| --- | -------- | ------- | -------------------------------- | ------ | ---------- | ---- | --- |
| Chapelle orthodoxe du Saint-Prince-Lazare de Betting                                                      | Betting  |         | 49° 08′ 28″ nord, 6° 49′ 00″ est |        |            |      | Chapelle orthodoxe du Saint-Prince-Lazare de Betting                                                      |
| Chapelle Notre-Dame-et-Saint-Thiébaut du prieuré Saint-Thiébaut de l'église orthodoxe des Gaules de Gorze | Gorze    |         | 49° 03′ 29″ nord, 5° 59′ 25″ est |        |            |      | Chapelle Notre-Dame-et-Saint-Thiébaut du prieuré Saint-Thiébaut de l'église orthodoxe des Gaules de Gorze |
| Chapelle orthodoxe de Nilvange                                                                            | Nilvange |         | 49° 20′ 32″ nord, 6° 03′ 08″ est |        |            |      | Chapelle orthodoxe de Nilvange                                                                            |
| Église orthodoxe serbe Saint-Prince-Lazare de Valmont                                                     | Valmont  |         | 49° 04′ 46″ nord, 6° 41′ 35″ est |        |            |      | Église orthodoxe serbe Saint-Prince-Lazare de Valmont                                                     |

### Culteprotestant
| Église                                                      | Commune                  | Adresse | Coordonnées                      | Notice         | Protection                    | Date | Illustration                                                |
| ----------------------------------------------------------- | ------------------------ | ------- | -------------------------------- | -------------- | ----------------------------- | ---- | ----------------------------------------------------------- |
| Église protestante d'Abreschviller                          | Abreschviller            |         | 48° 38′ 02″ nord, 7° 06′ 14″ est |                |                               |      | Église protestante d'Abreschviller                          |
| Temple d'Algrange                                           | Algrange                 |         | 49° 21′ 42″ nord, 6° 03′ 03″ est |                |                               |      | Temple d'Algrange                                           |
| Église réformée d'Amnéville                                 | Amnéville                |         | 49° 15′ 27″ nord, 6° 08′ 28″ est |                |                               |      | Église réformée d'Amnéville                                 |
| Église néo-apostolique d'Amnéville                          | Amnéville                |         | 49° 15′ 40″ nord, 6° 08′ 25″ est |                |                               |      | Église néo-apostolique d'Amnéville                          |
| Temple protestant d'Ars-sur-Moselle                         | Ars-sur-Moselle          |         | 49° 04′ 45″ nord, 6° 04′ 10″ est |                |                               |      | Temple protestant d'Ars-sur-Moselle                         |
| Église réformée d'Audun-le-Tiche                            | Audun-le-Tiche           |         | 49° 28′ 25″ nord, 5° 57′ 28″ est |                |                               |      | Église réformée d'Audun-le-Tiche                            |
| Temple d'Aumetz                                             | Aumetz                   |         | 49° 25′ 04″ nord, 5° 56′ 30″ est |                |                               |      | Temple d'Aumetz                                             |
| Temple protestant de Nouvel Avricourt                       | Avricourt                |         | 48° 39′ 10″ nord, 6° 49′ 13″ est |                |                               |      | Temple protestant de Nouvel Avricourt                       |
| Église protestante de Behren-lès-Forbach                    | Behren-lès-Forbach       |         | 49° 10′ 26″ nord, 6° 55′ 56″ est |                |                               |      | Église protestante de Behren-lès-Forbach                    |
| Temple de Berling                                           | Berling                  |         | 48° 48′ 01″ nord, 7° 14′ 23″ est |                |                               |      | Temple de Berling                                           |
| Église protestante de Bitche                                | Bitche                   |         | 49° 03′ 11″ nord, 7° 25′ 37″ est |                |                               |      | Église protestante de Bitche                                |
| Temple de Boulay-Moselle                                    | Boulay-Moselle           |         | 49° 10′ 53″ nord, 6° 29′ 51″ est |                |                               |      | Temple de Boulay-Moselle                                    |
| Temple de Bouzonville                                       | Bouzonville              |         | 49° 17′ 49″ nord, 6° 31′ 53″ est |                |                               |      | Temple de Bouzonville                                       |
| Temple protestant de Courcelles-Chaussy                     | Courcelles-Chaussy       |         | 49° 06′ 26″ nord, 6° 24′ 20″ est |                |                               |      | Temple protestant de Courcelles-Chaussy                     |
| Église protestante de Creutzwald                            | Creutzwald               |         | 49° 11′ 54″ nord, 6° 41′ 19″ est |                |                               |      | Église protestante de Creutzwald                            |
| Temple de l'église protestante unie de France de Créhange   | Créhange                 |         | 49° 03′ 51″ nord, 6° 34′ 53″ est |                |                               |      | Temple de l'église protestante unie de France de Créhange   |
| Temple de Diesen                                            | Diesen                   |         | 49° 10′ 41″ nord, 6° 40′ 42″ est |                |                               |      | Temple de Diesen                                            |
| Temple protestant de Dieuze                                 | Dieuze                   |         | 48° 48′ 46″ nord, 6° 42′ 51″ est |                |                               |      | Temple protestant de Dieuze                                 |
| Temple protestant de Falck                                  | Falck                    |         | 49° 13′ 24″ nord, 6° 38′ 06″ est |                |                               |      | Temple protestant de Falck                                  |
| Temple protestant de Farébersviller                         | Farébersviller           |         | à géolocaliser                   |                |                               |      | Temple protestant de Farébersviller                         |
| Temple protestant de Fontoy                                 | Fontoy                   |         | 49° 21′ 29″ nord, 5° 59′ 46″ est |                |                               |      | Temple protestant de Fontoy                                 |
| Église protestante de Forbach                               | Forbach                  |         | 49° 11′ 06″ nord, 6° 54′ 20″ est |                |                               |      | Église protestante de Forbach                               |
| Église protestante de Freyming                              | Freyming-Merlebach       |         | 49° 08′ 40″ nord, 6° 48′ 18″ est |                |                               |      | Église protestante de Freyming                              |
| Église protestante de Fénétrange                            | Fénétrange               |         | 48° 50′ 47″ nord, 7° 01′ 11″ est |                |                               |      | Église protestante de Fénétrange                            |
| Temple de l'église réformée d'Alsace-Lorraine de Gandrange  | Gandrange                |         | à géolocaliser                   |                |                               |      | Temple de l'église réformée d'Alsace-Lorraine de Gandrange  |
| Temple de l'église réformée d'Alsace-Lorraine de Hagondange | Hagondange               |         | 49° 14′ 59″ nord, 6° 09′ 41″ est |                |                               |      | Temple de l'église réformée d'Alsace-Lorraine de Hagondange |
| Église luthérienne d'Hangviller                             | Hangviller               |         | 48° 48′ 37″ nord, 7° 13′ 41″ est |                |                               |      | Église luthérienne d'Hangviller                             |
| Église protestante d'Hayange                                | Hayange                  |         | 49° 19′ 36″ nord, 6° 03′ 40″ est |                |                               |      | Église protestante d'Hayange                                |
| Temple protestant de Hellering-lès-Fénétrange               | Hellering-lès-Fénétrange |         | 48° 48′ 39″ nord, 7° 03′ 49″ est |                |                               |      | Temple protestant de Hellering-lès-Fénétrange               |
| Temple de Hombourg-Haut                                     | Hombourg-Haut            |         | 49° 07′ 36″ nord, 6° 46′ 40″ est |                |                               |      | Temple de Hombourg-Haut                                     |
| Temple protestant de L'Hôpital                              | L'Hôpital                |         | 49° 09′ 37″ nord, 6° 43′ 37″ est |                |                               |      | Temple protestant de L'Hôpital                              |
| Temple réformé de Lafrimbolle                               | Lafrimbolle              |         | 48° 35′ 29″ nord, 7° 00′ 24″ est |                |                               |      | Temple réformé de Lafrimbolle                               |
| Temple réformé de Lixheim                                   | Lixheim                  |         | 48° 46′ 27″ nord, 7° 08′ 35″ est |                |                               |      | Temple réformé de Lixheim                                   |
| Temple protestant de Longeville-lès-Metz                    | Longeville-lès-Metz      |         | 49° 06′ 42″ nord, 6° 07′ 53″ est |                |                               |      | Temple protestant de Longeville-lès-Metz                    |
| Temple protestant de Maizières-lès-Metz                     | Maizières-lès-Metz       |         | 49° 12′ 46″ nord, 6° 09′ 40″ est |                |                               |      | Image manquante Téléverser                                  |
| Église Néo Apostolique de Maizières-lès-Metz                | Maizières-lès-Metz       |         | 49° 12′ 50″ nord, 6° 09′ 45″ est |                |                               |      | Église Néo Apostolique de Maizières-lès-Metz                |
| Église luthérienne de Metting                               | Metting                  |         | 48° 48′ 46″ nord, 7° 12′ 39″ est |                |                               |      | Église luthérienne de Metting                               |
| Temple neuf de Metz                                         | Metz                     |         | 49° 07′ 14″ nord, 6° 10′ 19″ est | « PA00106919 » | Classé MH Façades et toitures | 1930 | Temple neuf de Metz                                         |
| Temple de Garnison                                          | Metz                     |         | 49° 07′ 21″ nord, 6° 10′ 12″ est |                |                               |      | Temple de Garnison                                          |
| Temple luthérien de Metz                                    | Metz                     |         | 49° 07′ 00″ nord, 6° 10′ 56″ est |                |                               |      | Temple luthérien de Metz                                    |
| Temple protestant de Queuleu                                | Metz                     |         | 49° 06′ 29″ nord, 6° 11′ 39″ est |                |                               |      | Temple protestant de Queuleu                                |
| Église luthérienne de Mittersheim                           | Mittersheim              |         | 48° 51′ 46″ nord, 6° 56′ 20″ est |                |                               |      | Église luthérienne de Mittersheim                           |
| Église évangélique de Mondelange                            | Mondelange               |         | 49° 15′ 31″ nord, 6° 09′ 27″ est |                |                               |      | Église évangélique de Mondelange                            |
| Temple protestant de Montigny-lès-Metz                      | Montigny-lès-Metz        |         | 49° 06′ 11″ nord, 6° 09′ 41″ est |                |                               |      | Temple protestant de Montigny-lès-Metz                      |
| Église luthérienne de Morhange                              | Morhange                 |         | 48° 55′ 39″ nord, 6° 38′ 50″ est |                |                               |      | Église luthérienne de Morhange                              |
| Temple protestant de Mouterhouse                            | Mouterhouse              |         | 48° 58′ 57″ nord, 7° 27′ 30″ est |                |                               |      | Temple protestant de Mouterhouse                            |
| Temple protestant de Moyeuvre-Grande                        | Moyeuvre-Grande          |         | 49° 14′ 52″ nord, 6° 02′ 38″ est |                |                               |      | Temple protestant de Moyeuvre-Grande                        |
| Temple protestant de Niederstinzel                          | Niederstinzel            |         | 48° 51′ 51″ nord, 7° 01′ 50″ est |                |                               |      | Temple protestant de Niederstinzel                          |
| Temple protestant de Nilvange                               | Nilvange                 |         | 49° 20′ 33″ nord, 6° 02′ 44″ est | « PA57000032 » | Inscrit MH                    | 2008 | Temple protestant de Nilvange                               |
| Temple protestant de Saint-Charles Bas                      | Petite-Rosselle          |         | 49° 12′ 45″ nord, 6° 51′ 42″ est |                |                               |      | Temple protestant de Saint-Charles Bas                      |
| Temple protestant de Phalsbourg                             | Phalsbourg               |         | 48° 46′ 07″ nord, 7° 15′ 33″ est |                |                               |      | Temple protestant de Phalsbourg                             |
| Temple protestant de Philippsbourg                          | Philippsbourg            |         | 48° 58′ 52″ nord, 7° 34′ 08″ est |                |                               |      | Temple protestant de Philippsbourg                          |
| Temple luthérien de Postroff                                | Postroff                 |         | 48° 51′ 06″ nord, 7° 04′ 48″ est |                |                               |      | Temple luthérien de Postroff                                |
| Temple de Rombas                                            | Rombas                   |         | 49° 15′ 16″ nord, 6° 05′ 59″ est |                |                               |      | Temple de Rombas                                            |
| Temple protestant de Saint-Avold                            | Saint-Avold              |         | 49° 06′ 03″ nord, 6° 42′ 27″ est |                |                               |      | Temple protestant de Saint-Avold                            |
| Église protestante de Cité Jeanne-d'Arc                     | Saint-Avold              |         | 49° 09′ 08″ nord, 6° 45′ 51″ est |                |                               |      | Église protestante de Cité Jeanne-d'Arc                     |
| Temple de Sarralbe                                          | Sarralbe                 |         | 48° 59′ 51″ nord, 7° 01′ 41″ est |                |                               |      | Temple de Sarralbe                                          |
| Temple de l'église réformée de Sarrebourg                   | Sarrebourg               |         | 48° 44′ 10″ nord, 7° 03′ 29″ est |                |                               |      | Temple de l'église réformée de Sarrebourg                   |
| Église luthérienne de Sarreguemines                         | Sarreguemines            |         | 49° 06′ 52″ nord, 7° 04′ 22″ est |                |                               |      | Église luthérienne de Sarreguemines                         |
| Église protestante de Schalbach                             | Schalbach                |         | 48° 49′ 18″ nord, 7° 10′ 08″ est |                |                               |      | Église protestante de Schalbach                             |
| Église luthérienne de Stiring-Wendel                        | Stiring-Wendel           |         | 49° 11′ 53″ nord, 6° 55′ 19″ est |                |                               |      | Église luthérienne de Stiring-Wendel                        |
| Temple de Thionville                                        | Thionville               |         | 49° 21′ 35″ nord, 6° 09′ 56″ est |                |                               |      | Temple de Thionville                                        |
| Temple d'Uckange                                            | Uckange                  |         | 49° 18′ 03″ nord, 6° 09′ 15″ est |                |                               |      | Temple d'Uckange                                            |
| Temple de Vibersviller                                      | Vibersviller             |         | 48° 54′ 54″ nord, 6° 56′ 34″ est |                |                               |      | Temple de Vibersviller                                      |
| Église luthérienne de Wintersbourg                          | Wintersbourg             |         | 48° 47′ 13″ nord, 7° 11′ 23″ est |                |                               |      | Église luthérienne de Wintersbourg                          |
| Église réformée d'Yutz                                      | Yutz                     |         | 49° 21′ 24″ nord, 6° 11′ 31″ est |                |                               |      | Église réformée d'Yutz                                      |
| Temple de Zilling                                           | Zilling                  |         | 48° 47′ 01″ nord, 7° 12′ 41″ est |                |                               |      | Temple de Zilling                                           |